# Império Espanhol
O Império Espanhol (em castelhano:  Império Hispánico), conhecido como Monarquia Hispânica e Monarquia Católica, foi um dos maiores impérios da história. Do final do século XV até o início do XIX, a Espanha controlava um enorme território ultramarino no Novo Mundo e no arquipélago asiático das Filipinas, o que eles chamavam de "Las Índias". Inclui também territórios na Europa, África e Oceania. O Império Espanhol foi descrito como o primeiro império global da história, uma descrição também dada ao Império Português. Foi o império mais poderoso do mundo entre o século XVI e a primeira metade do XVII, atingindo sua extensão máxima no XVIII. Foi o primeiro a ser chamado de "o império no qual o Sol nunca se põe". Castela tornou-se o reino dominante na Península Ibérica por causa de sua jurisdição sobre o império ultramarino nas Américas e nas Filipinas. A estrutura do império foi estabelecida sob os Habsburgos espanhóis (1516-1700) e sob os monarcas Bourbon espanhóis, o império foi trazido sob maior controle e aumentou suas receitas das Índias. A autoridade da coroa nas Índias foi ampliada pela concessão papal de poderes de patronato, o que deu-lhe poder na esfera religiosa. Um elemento importante na formação do império espanhol foi a união dinástica entre Isabel I de Castela e Fernando II de Aragão, conhecidos como os Reis Católicos, que iniciaram a coesão política, religiosa e social, mas não a unificação política. Os reinos ibéricos mantiveram suas identidades políticas, com administração e configurações jurídicas particulares.
Embora o poder do monarca soberano espanhol variasse de um território a outro, o monarca agia de maneira unitária sobre todos os territórios do soberano através de um sistema de conselhos: a unidade não significava uniformidade. Em 1580, quando Filipe II da Espanha sucedeu ao trono de Portugal (como Filipe I), ele estabeleceu o Conselho de Portugal, que supervisionava Portugal e seu império e "preservava suas próprias leis, instituições e sistema monetário, e unidos apenas em compartilhar com o soberano comum". A União Ibérica permaneceu em vigor até 1640, quando Portugal derrubou o domínio dos Habsburgos e restabeleceu a independência sob a Casa de Bragança. Sob Filipe II, a Espanha, em vez do império dos Habsburgos, foi identificada como a nação mais poderosa do mundo, superando facilmente a França e a Inglaterra. Além disso, apesar da repressão de outros Estados europeus, a Espanha manteve sua posição de domínio com aparente facilidade. O Tratado de Cateau-Cambrésis (1559) confirmou a herança de Filipe II na Itália (o Mezzogiorno e o Ducado de Milão). As reivindicações espanholas sobre Nápoles e Sicília, no sul da Itália, remontam à presença aragonesa no século XV. Após a paz alcançada em 1559, não haveria revoltas napolitanas contra o domínio espanhol até 1647. O Ducado de Milão permaneceu formalmente parte do Sacro Império Romano, mas o título de Duque de Milão foi entregue ao rei da Espanha. A morte do imperador otomano Suleimão, o Magnífico, em 1566, e a vitória naval sobre o Império Otomano na Batalha de Lepanto, em 1571, deram à Espanha uma reivindicação de ser a maior potência não apenas na Europa, mas também no mundo.
O Império Espanhol nas Américas foi formado após a conquista de grandes extensões de terra, começando com Cristóvão Colombo nas ilhas do Caribe. No início do século XVI, conquistou e incorporou os impérios Asteca e Inca, mantendo as elites indígenas leais à Coroa espanhola e convertendo-as ao cristianismo como intermediários entre suas comunidades e o governo real. Após um curto período de delegação da autoridade nas Américas, a Coroa reivindicou o controle sobre esses territórios e estabeleceu o Conselho das Índias para supervisionar o governo de lá. Alguns estudiosos consideram o período inicial da conquista espanhola como o mais marcante caso de genocídio na história da humanidade. O número de mortos pode ter atingido cerca de 70 milhões de povos indígenas (de 80 milhões) neste período. No entanto, outros estudiosos acreditam que a grande maioria das mortes indígenas se deve à baixa capacidade imunológica das populações nativas em resistir a doenças exógenas. Muitas tribos nativas e suas culturas foram totalmente eliminadas pela epidemia de doenças. O saque dos impérios das Américas pelos conquistadores espanhóis permitiu que a Espanha financiasse a perseguição religiosa na Europa por mais de um século. As guerras espanholas de conquista incluíram a devastação de grande parte dos Países Baixos e uma tentativa desastrosa de invadir a Inglaterra protestante.
A estrutura de governança de seu império ultramarino foi significativamente reformada no final do século XVIII pelos monarcas Bourbon. Embora a Coroa tentasse manter seu império como um sistema econômico fechado sob o domínio dos Habsburgos, a Espanha era incapaz de abastecer as Índias com bens de consumo suficientes para atender à demanda, de modo que os comerciantes estrangeiros de Gênova, França, Inglaterra, Alemanha e Países Baixos dominavam o comércio, com prata das minas do Peru, Bolívia e México fluindo para outras partes da Europa. A guilda mercante de Sevilha (e mais tarde Cadiz) serviu como intermediária no comércio. O monopólio comercial da Coroa foi quebrado no início do século XVII. A Espanha foi incapaz de defender os territórios que reivindicou nas Américas, com holandeses, ingleses e franceses a tomar ilhas do Caribe para usá-las para se engajar no comércio de contrabando com a população espanhola nas Índias. No século XVII, o desvio da receita de prata para pagar os bens de consumo europeus e os custos crescentes de defesa de seu império significavam que "os benefícios tangíveis da América à Espanha estavam diminuindo ... em um momento em que os custos do império subiam acentuadamente". A monarquia dos Bourbon tentou expandir as possibilidades de comércio dentro do império, permitindo o comércio entre todos os portos, e tomou outras medidas para reviver a atividade econômica em benefício da Espanha. Os Bourbons haviam herdado "um império invadido por rivais, uma economia destituída de manufaturas, uma coroa privada de receita ... [e tentava reverter a situação] taxando colonos, apertando o controle e combatendo estrangeiros. No processo, eles conquistaram lucros, mas perderam um império". A invasão napoleônica da Península Ibérica precipitou as Guerras Hispano-Americanas de Independência (1808-1826), que resultaram na perda de suas mais valiosas colônias. Em suas antigas colônias nas Américas, o espanhol é a língua dominante e o catolicismo romano a religião principal, permanecendo como legados culturais do Império Espanhol.

## Início do Império

### A unificação da Espanha e o fim da Reconquista
O matrimônio dos Reis Católicos (Isabel I de Castela e Fernando II de Aragão) uniu as Coroas quando, depois de ganhar de Joana, a Beltraneja na Guerra de Sucessão de Castela, Isabel ascendeu ao trono. Contudo, cada reino manteve sua própria administração sob a mesma monarquia. A formação de um estado unificado só materializou-se após séculos sob poder dos mesmos governantes. Como Henry Kamen comentou depois, a Espanha foi criada pelo Império e não pelo Império da Espanha. Os novos reis introduziram um estado moderno absolutista em seus domínios, que logo procuraram ampliar.

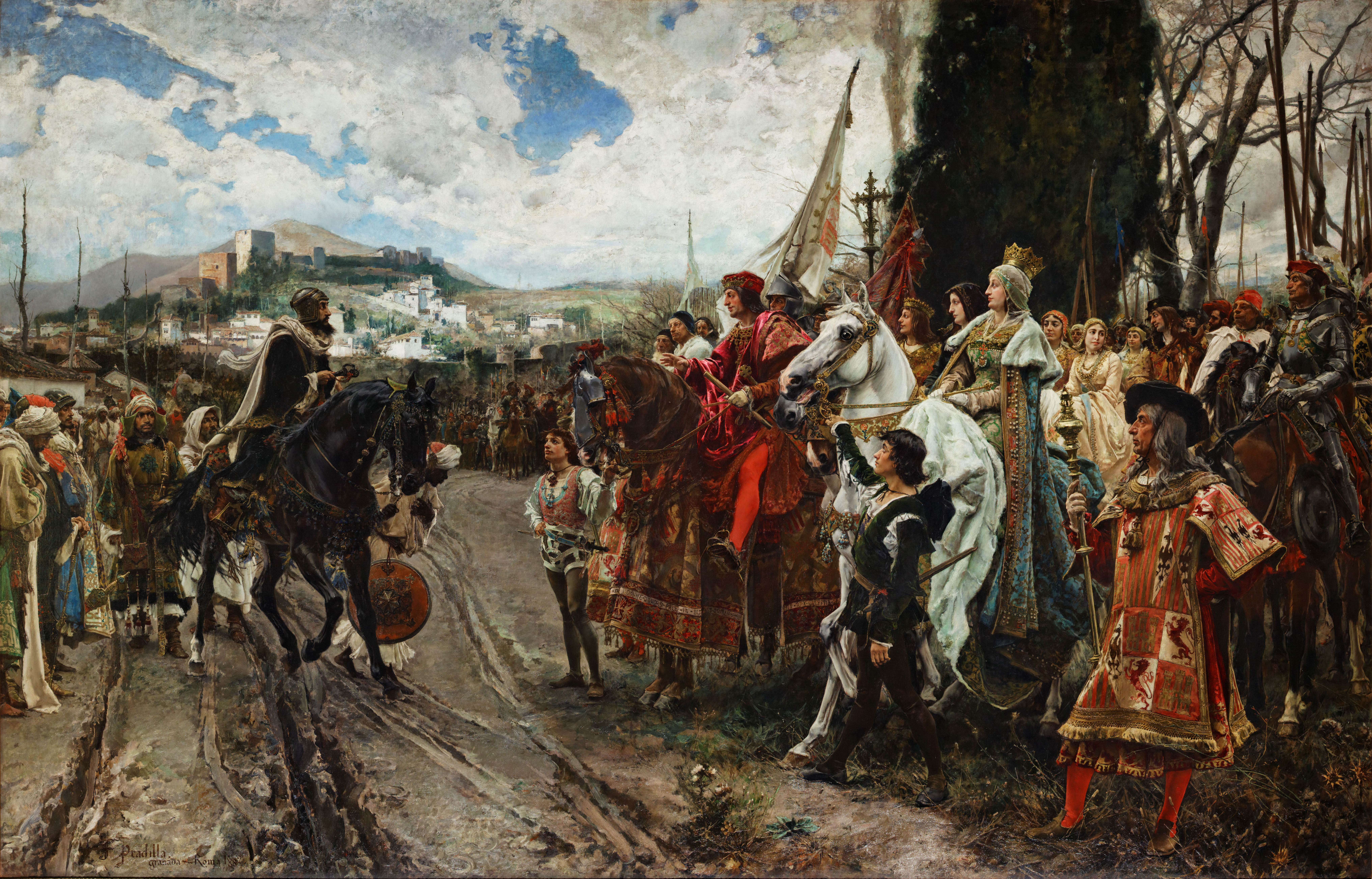
Rendição de Granada aos Reis Católicos (1492)

Castela havia intervindo no Atlântico, no que foi o começo de seu império extra peninsular, competindo com Portugal pelo controle dele desde os fins do século XIV, momento no qual foram enviadas várias expedições andaluzas e biscaia às Ilhas Canárias. A conquista efetiva deste arquipélago havia iniciado durante o reinado de Henrique III de Castela quando em 1402 Jean de Bettencourt solicitou permissão para o rei tal empresa em troca de vassalagem. Enquanto isso, ao longo do século XV, exploradores portugueses (como Gonçalo Velho Cabral) colonizaram as Açores, Cabo Verde e Região Autónoma da Madeira.
O Tratado das Alcáçovas-Toledo de 1479, que significou a paz na Guerra de Sucessão de Castela, separou as zonas de influência de cada país da África e do Atlântico, concedendo a Castela uma soberania sobre as Ilhas Canárias e a Portugal as ilhas que ele possuía, a Guiné (região) e em geral tudo o que lhe é encontrado e o que lhe será, conquistado as descobertas nos ditos termos. A conquista do Reino de Fez era também exclusivo ao reino de Portugal. O tratado foi confirmado pelo papa em 1481, mediante a bula Aeterni regis. Enquanto os Reis Católicos iniciavam a última fase da Conquista de Canárias assumindo por sua conta desta companhia, dada a impossibilidade por parte dos senhores feudais de submeter a todos os indígenas da ilha: em uma série de longas e duras batalhas, os exércitos castelhanos apoderaram-se de Grã Canária (1478-1483), La Palma (1492-1493) e finalmente Tenerife (1494-1496).
Como continuação da Reconquista castelhana, os Reis Católicos conquistaram em 1492 o reino taifa de Granada, último reino muçulmano de Al-Andalus, que havia sobrevivido pelo pagamento de tributos em ouro a Castela, e sua política de alianças com Aragão e o norte da África. A política expansionista dos Reis Católicos também se manifestou no continente da África: com o objetivo de acabar com a pirataria que armazenava as costas andaluzas e as comunicações mercantes catalãs e valencianas, foram realizadas batalhas no norte da África: Melilha foi tomada em 1497, Villa Cisneros em 1502, Mazalquivir em 1505, o Ilhote de Vélez de la Gomera em 1508, Orã em 1509, Argel e Bugia em 1510 e Trípoli em 1511. A ideia de Isabel I, manifestada em seu testamento, era que a reconquista deveria seguir pelo norte da África e pelo que os romanos chamaram de Nova Hispânia.

### A política europeia
Os Reis Católicos também herdaram a política mediterrânica da Coroa de Aragão e apoiaram a Casa de Nápoles aragonesa contra Carlos VIII de França e, após sua extinção, apelaram para a reintegração de Nápoles à Coroa. Como governante de Aragão, Fernando II tinha se envolvido na disputa entre a França e Veneza pelo controle da Península Itálica. Estes conflitos converteram-se no eixo central de sua política externa. Nestas batalhas, Gonzalo Fernández de Córdoba (conhecido como "El Gran Capitán"; "O Grande Capitão" em português) criou as coronélias (base dos futuros terços espanhóis), como organização básica do exército, o que significou uma revolução militar que levaria os espanhóis aos seus melhores momentos na história.

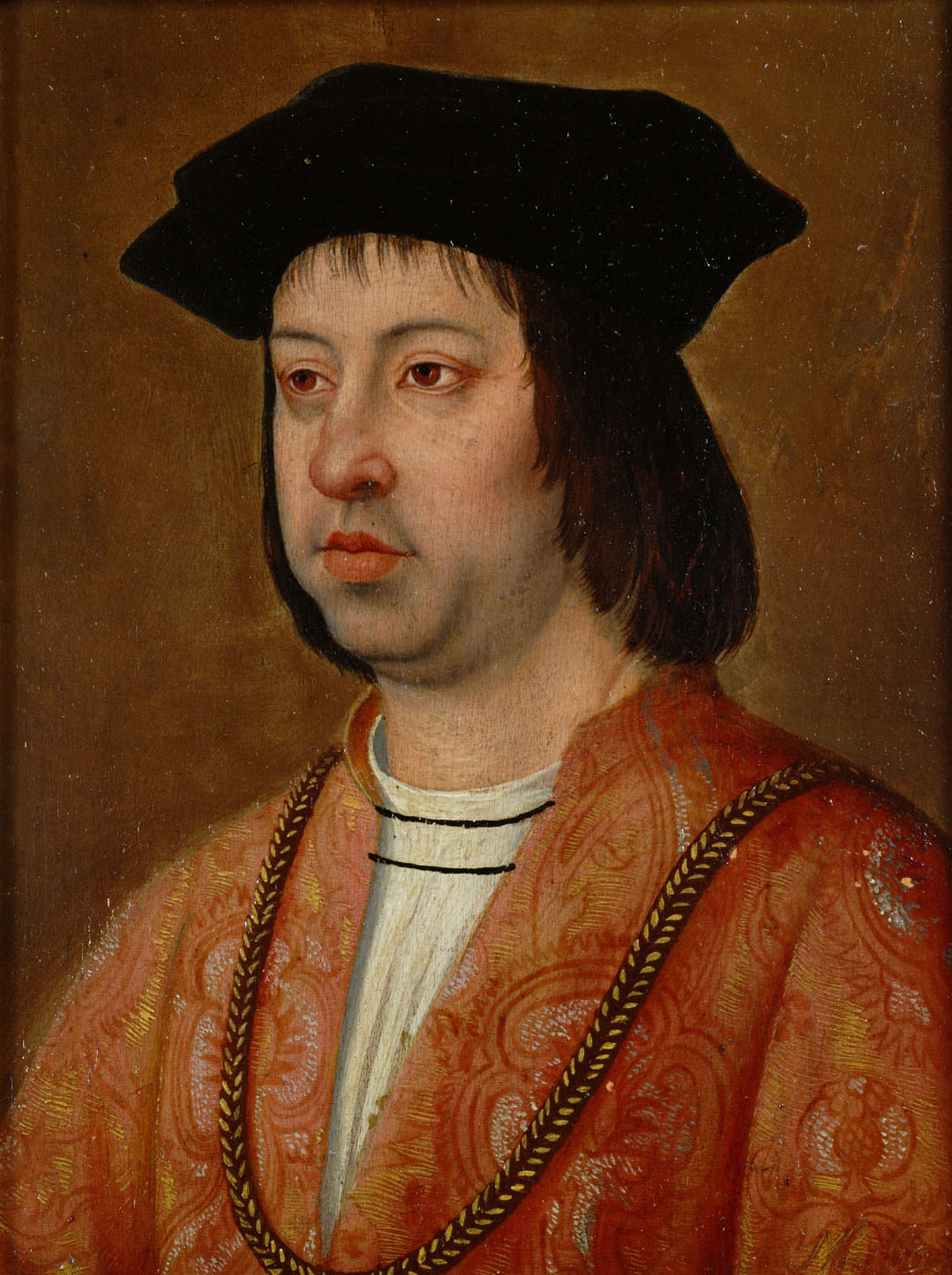
Fernando II de Aragão, responsável pela política expansionista na Itália e Europa da união nascente

Depois da morte da Rainha Isabel, Fernando, como único monarca restante, adotou uma política mais agressiva que a existente quando ele era marido de Isabel, utilizando das riquezas castelhanas para expandir a zona de influência aragonesa na Itália, contra a França e principalmente contra o reino de Navarra, a qual conquistou em 1512.
O trono castelhano assumiu que a sua filha, Joana I de Castela, "a Louca", era incapaz de reinar, mantendo a seu pai a regência (apesar de em todos os documentos oficiais serem mostrados Dona Joana e Don Fernando como reis, era Fernando que verdadeiramente tinha o poder).
O primeiro grande desafio do rei Fernando foi a guerra da Liga de Cambrai contra Veneza, de onde os soldados espanhóis foram distinguidos juntos de seus aliados franceses na Batalha de Agnadello (1509). Logo após um ano disso, Fernando já tinha tornado-se parte da Liga católica contra a França, vendo uma oportunidade de tomar Milão — praça pela qual se manteve uma disputa de dinastias — e Navarra. Esta guerra foi um êxito como a anterior conta Veneza e, em 1516, a França aceitou uma trégua que deixava Milão sob seu controle e, de fato, cedia à monarquia espanhola o Reino de Navarra (a que Fernando uniu a Coroa de Castela), já que a retirada de seu apoio deixou Navarra isolada aos reis navarros João III de Navarra e Catalina de Foix. Isto foi temporário pois posteriormente voltariam a apoiar a luta dos navarros em 1521.
Com o objetivo de isolar a França, foi adotada uma política matrimonial que levou ao casamento das filhas dos Reis Católicos com as dinastias que reinavam na Inglaterra, Borgonha e Áustria. Após a morte de Fernando e com a desqualificação de Joana I, Carlos de Áustria, herdeiro da Áustria e Borgonha, tornou-se também o herdeiro dos tronos espanhóis.
Carlos possuía um conceito político basicamente medieval, que o desenvolveu utilizando das riquezas de seus reinos peninsulares na política europeia do Império, ao invés de seguir o desejo de sua avó, Isabel, feito em seu testamento: continuar a Reconquista do norte da África. Apesar de alguns conselheiros espanhóis terem ratificado que algumas batalhas possuíam este primeiro objetivo (visto em Orã, Tunísia e Argélia), ele não foi considerado tão importante quanto as inacabáveis disputas religiosas e políticas recorrentes de sua herança principal e, além disso, grande parte do ímpeto conquistador dos castelhanos dirigiu-se rumo às terras novamente descobertas das Índias Ocidentais, o que não colaborou fundamentalmente no crescimento de seus reinos peninsulares, salvo o que se refere às batalhas italianas. Este abandono da política de conquista do norte da África daria dores de cabeça à Europa mediterrânea até o século XIX.

### A conquista do novo mundo

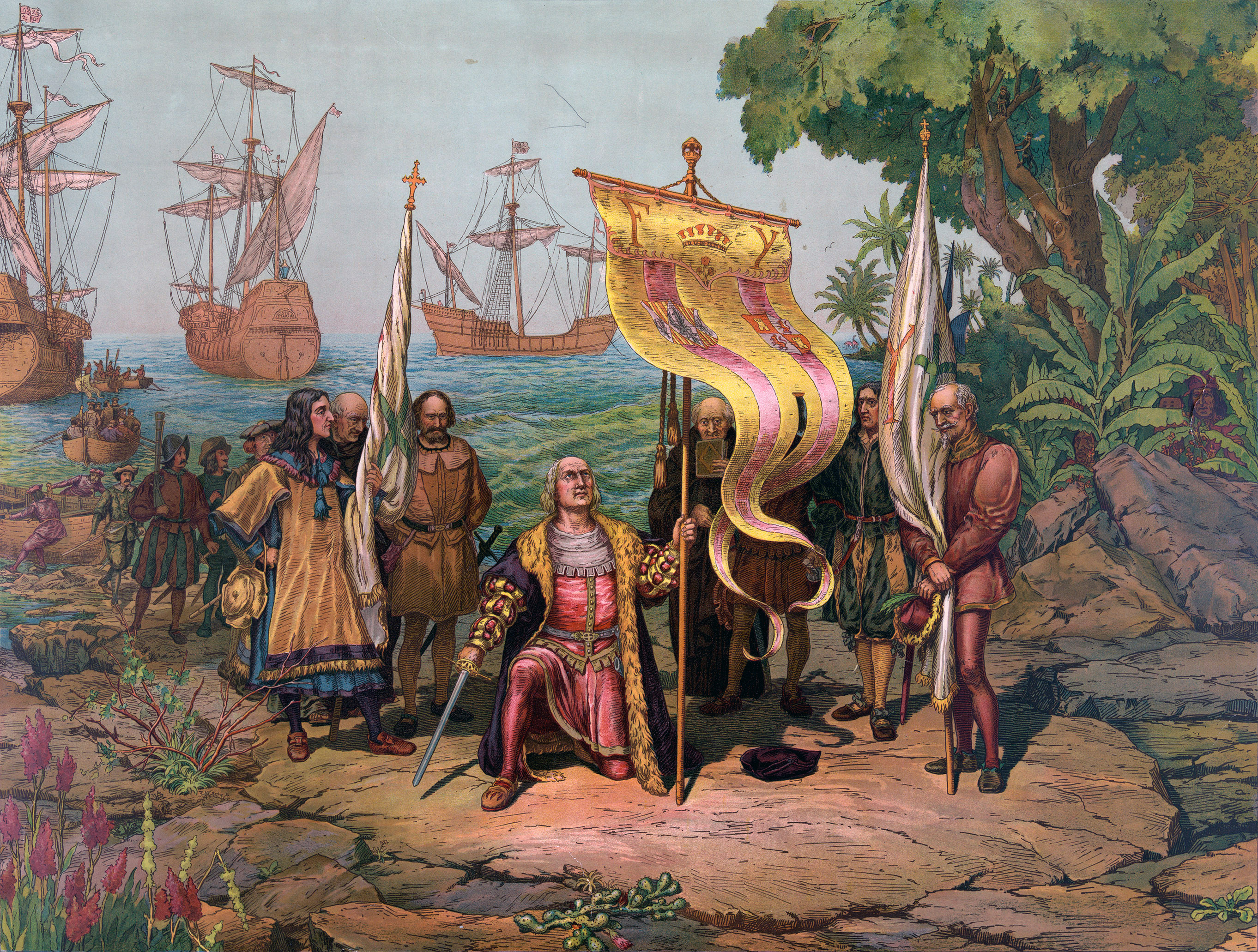
Cristóvão Colombo tomando posse da Ilha de São Domingos

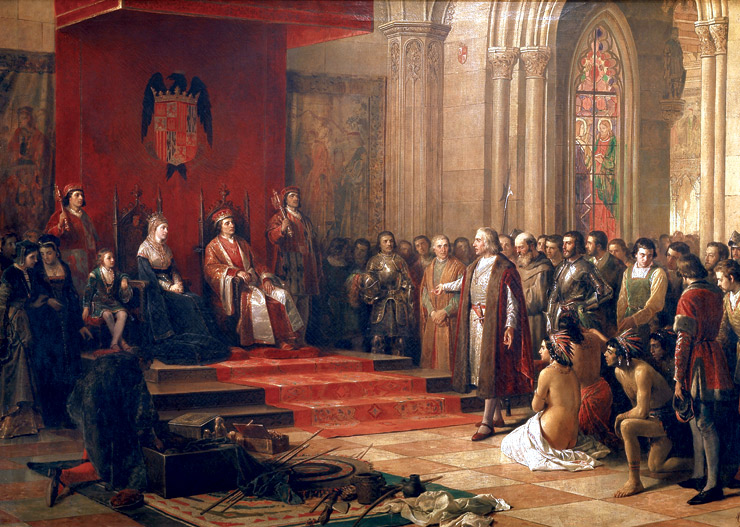
Retorno de Colombo à Espanha em 1493

Contudo, a expansão atlântica seria o que daria os maiores benefícios. Para alcançar as riquezas do Oriente, cujas rotas comerciais (especialmente as dos espaços entre as ilhas do Pacífico) bloqueavam os Otomanos ou a monopolização dos italianos, portugueses e espanhóis, que competiram para construir uma nova rota além da tradicional, por terra, através do Oriente Médio. Os portugueses, que haviam terminado muito antes dos espanhóis a sua Reconquista, começaram então suas expedições com o objetivo de chegar primeiro às riquezas africanas e logo circum-navegar a África, o que lhes daria controle das ilhas e costas litorais do continente, para abrir uma nova rota às Índias Orientais sem depender do comércio através do Império Otomano, monopolizado por Gênova e Veneza, pondo o "germe" do Império Português. Mais tarde, quando Castela terminou sua reconquista, os Reis Católicos, a quem apoiavam Cristóvão Colombo, aparentando estarem convencidos de que a circunferência da Terra era menor do que a real, almejaram alcançar Cipango (Japão), China, as Índias e o oeste do Oriente, com o mesmo objetivo dos portugueses: tornar-se independentes das cidades italianas para conseguir as mercadorias do Oriente (principalmente especiarias e seda, que era mais fina que a produzida no reino de Múrcia desde a dominação árabe). O mais provável é que Colombo nunca tivesse chegado à sua meta, já que quando no meio do caminho chegou ao continente americano e, sem sabê-lo, "descobriu" a América, iniciando a colonização espanhola do continente.
As novas terras encontradas foram reivindicadas pelos Reis Católicos, com a oposição de Portugal. Finalmente o Papa Alexandre VI tomou decisões, o que levou ao Tratado de Tordesilhas, que divida as zonas de influência espanhola e portuguesa a 370 léguas ao oeste das ilhas de Cabo Verde (o meridiano situado a 46° 37’W), sendo a zona ocidental a correspondente à Espanha e a oriental a Portugal. Assim, a Espanha detinha teoricamente a maior parte do continente com a exceção de uma pequena parte, uma parte do leste que hoje é o extremo do Brasil, que correspondia a Portugal. Doravante, esta decisão papal, junto à responsabilidade evangelizadora sobre os territórios descobertos, foi usada pelos Reis Católicos como legitimação em sua expansão colonial.
A colonização da América, entretanto, continuou. Além da tomada da ilha de São Domingos, colonizada no começo do século XVI, os colonos começaram a procurar por outros assentamentos. A convicção de que havia grandes territórios para colonizar em novas terras descobertas produziu o desejo de procurar por novas conquistas. Disto, Ponce de León conquistou Porto Rico e Diego Velázquez de Cuéllar, Cuba. Alonso de Ojeda recorreu à costa venezuelana e a América Central. Diego de Nicuesa ocupou o que hoje é Nicarágua e Costa Rica, enquanto Vasco Núñez de Balboa colonizou o Panamá e chegava ao Mar do Sul (oceano Pacífico).

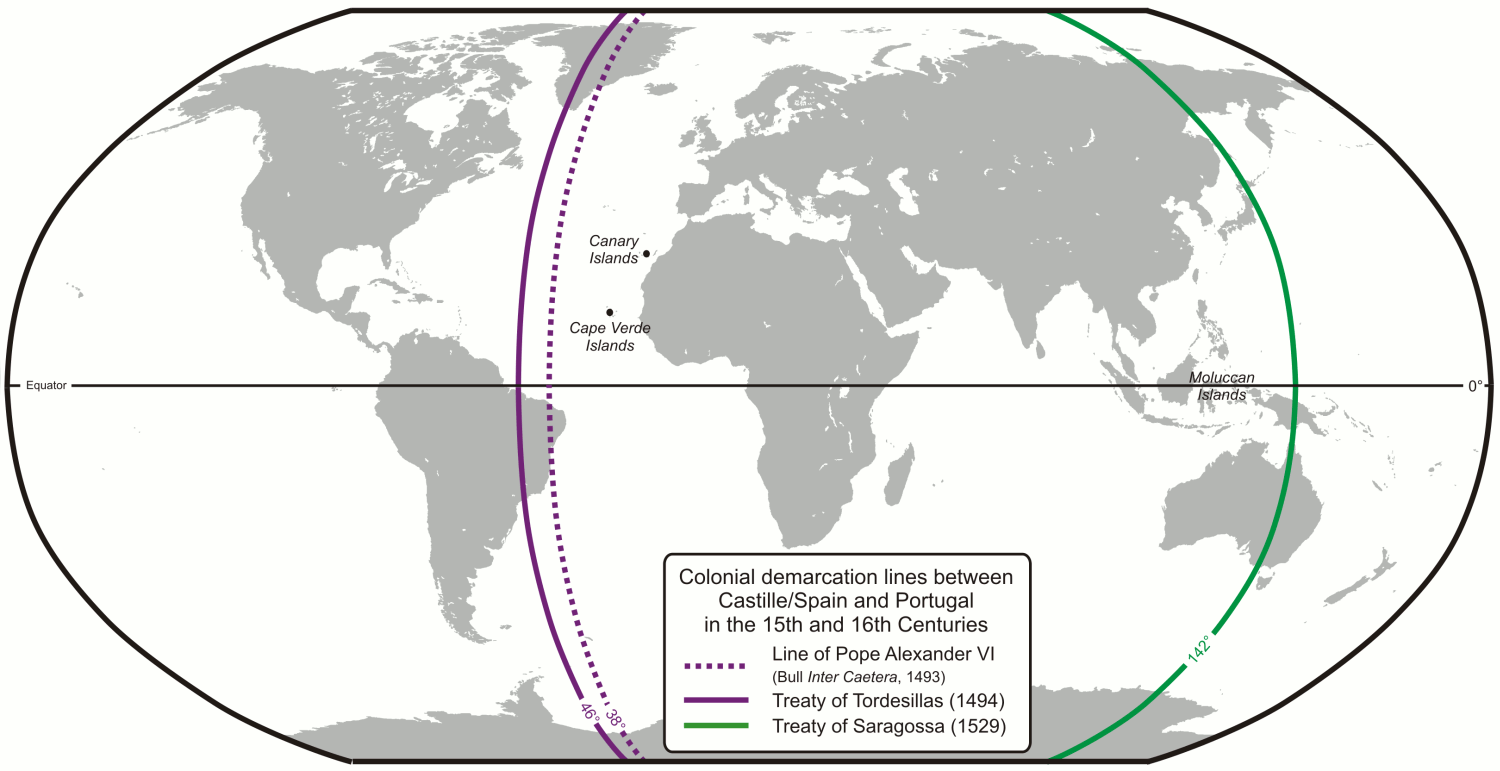
Mundo dividido pelo Tratado de Tordesilhas

Anos depois, sob Filipe II, este "Império Castelhano" converteu-se em uma nova fonte de riqueza para os reinos espanhóis e de seu poder na Europa, além de também contribuir a elevar a inflação, o que prejudicou a indústria peninsular. Como sempre ocorre, a economia mais poderosa, a espanhola, começou a depender das matérias primas e manufaturas dos países mais pobres, com mão de obra mais barata, o que facilitou a revolução econômica e social na França, Inglaterra e outras partes da Europa. Os problemas causados pelo excesso de metais preciosos foram discutidos pela Escola de Salamanca, o que criou um novo modo de entender a economia que os demais países europeus demoraram muito para compreender.
Por outro lado, os enormes e infrutíferos gastos das guerras que arrastaram a política europeia de Carlos I, herdados por seu sucessor Filipe II, começaram a ser financiados com empréstimos por banqueiros, tanto espanhóis de Gênova, Antuérpia e o do sul da Alemanha, o que deu origem aos lucros que foram capazes de colocar a Coroa (o Estado, afinal) fora do plano, mesmo que muito menores do que os que foram obtidos mais tarde por outros países com interesses coloniais, como Holanda e posteriormente Inglaterra.

## O Século de Ouro (1521-1643)

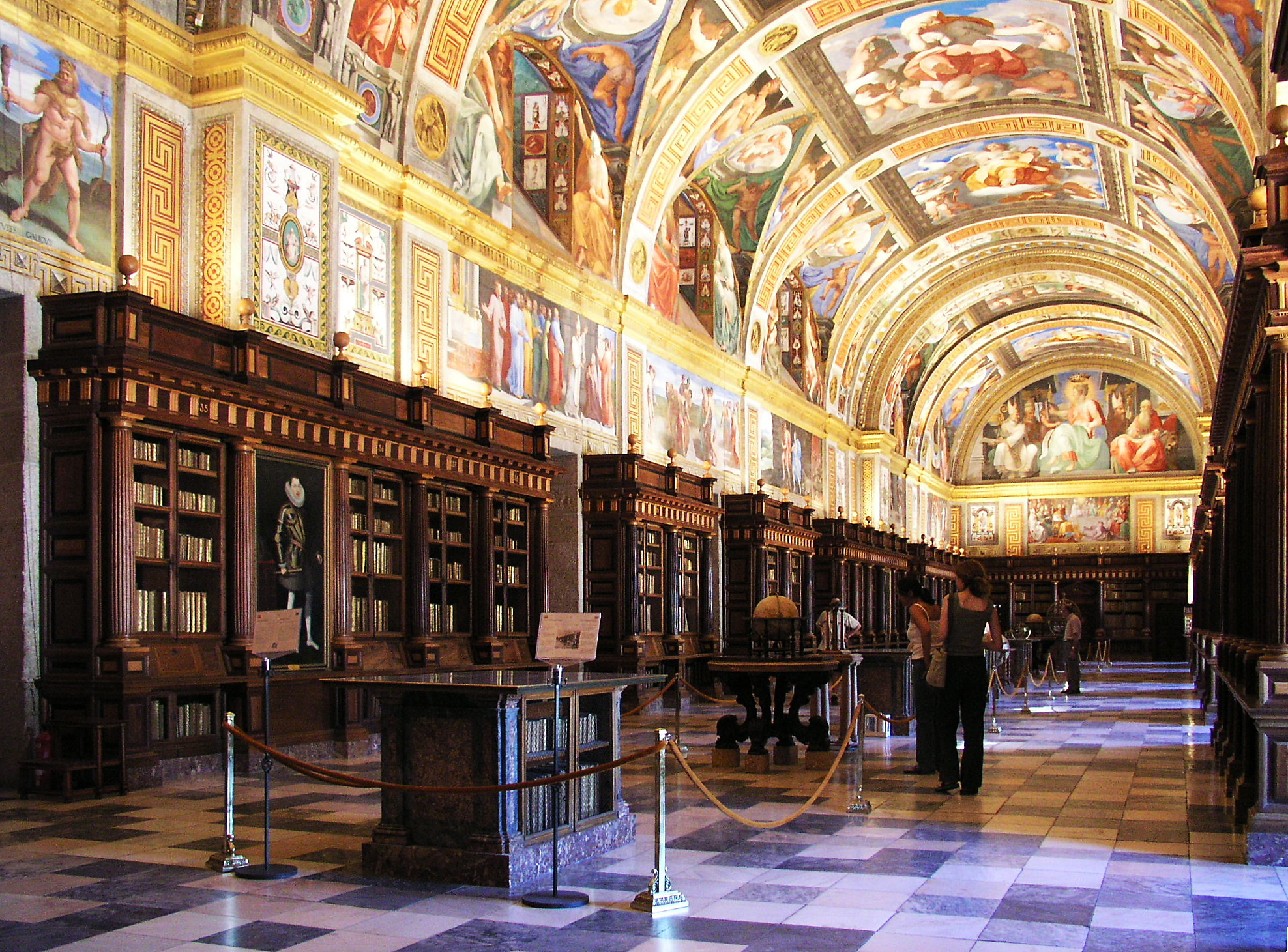
Biblioteca do Mosteiro do Escorial

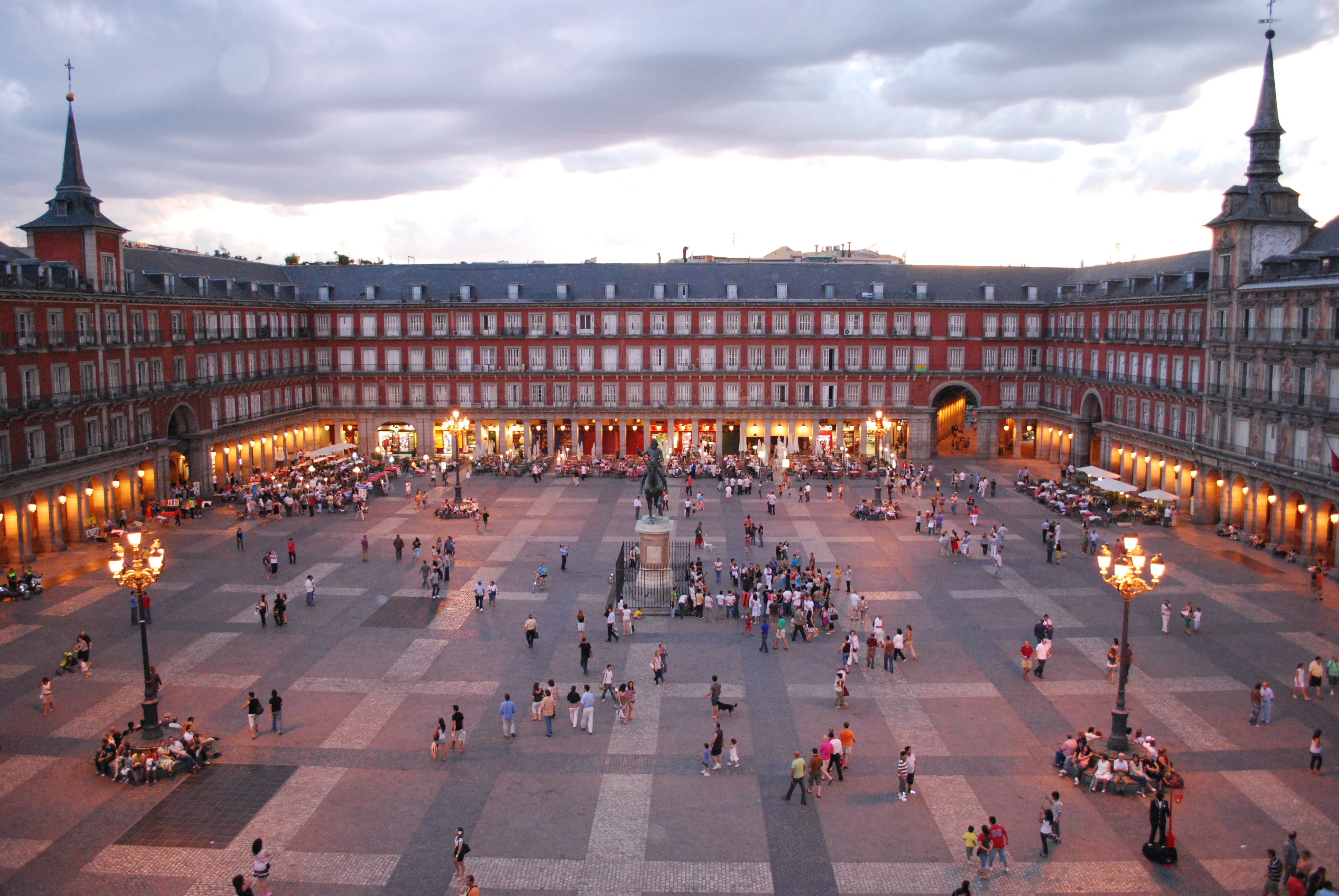
Plaza Mayor em Madrid

O período a partir da segunda metade do século XVI e a primeira do século XVII é conhecido como o Século de Ouro pelo florescimento das artes e das ciências.
Durante o século XVI, a Espanha chegou a ter uma verdadeira fortuna em ouro e prata extraídos das "Índias". Foi dito durante o reinado de Filipe II que "o Sol não se punha no Império", porque ele era suficientemente espalhado pelo mundo, que teria sempre uma área com luz solar. Este império, impossível de governar, tinha o seu centro em Madri sede da Corte de Filipe II, sendo Sevilha o ponto fundamental a partir do qual se organizavam as possessões ultramarinas.
Como resultado dos casamentos política dos Reis Católicos e dos casamentos estratégicos de seus filhos, seu neto, Carlos I herdou a Coroa de Castela na Península Ibérica e uma nascente império castelhano na América (herdada de sua avó Isabel); as possessões da Coroa de Aragão no Mediterrâneo italiano e ibérico (de seu avô Fernando); as terras dos Habsburgo na Áustria, na qual ele incorporou a Boêmia e a Silésia tornando-se depois de uma acirrada eleição com Francisco I da França, imperador do Sacro Império Romano-Germânico, com o nome de Carlos V da Alemanha; além dos Países Baixos no qual conquistou novas províncias e o Franco Condado, herdado da sua avó Maria de Borgonha; conquistou pessoalmente a Tunísia e numa disputa com a França a região da Lombardia. Era um império constituído por um conglomerado de territórios herdados, anexados ou conquistados.
A dinastia Habsburgo gastava as riquezas castelhanas (já desde o tempo de Carlos V, mas em maior quantia depois de Filipe II), as americanas, em guerras por toda a Europa com o objetivo principal de proteger os territórios adquiridos, os interesses dos mesmos, a causa católica e, por vezes, apenas por interesses dinásticos. Tudo isso levou a frequente falta de pagamento das dívidas aos banqueiros, o primeiro aos alemães e posteriormente aos genoveses, e levou a Espanha à falência. Os objetivos políticos da Coroa eram vários:
- Acesso aos produtos americanos (ouro, prata) e asiáticos (porcelana, especiarias seda);
- Deteriorar o poder da França e interrompê-la em suas fronteiras orientais;
- Manter a hegemonia dos católicos Habsburgo na Alemanha, defendendo o catolicismo contra a Reforma Protestante;
- Para defender a Europa contra o Islã, especialmente impondo-se ao Império Otomano. Além disso, esforçou-se para neutralizar a pirataria bérbere, que assolava as possessões espanholas e italianas do Mediterrâneo.

Las Meninas (1656), Diego Velázquez, Museo del Prado

Confrontados com a decisão de Carlos I de concentrar a maioria das causas de seu império no mais rico de seus reinos, o de Castela, no qual não agradava aos castelhanos que não queriam contribuir com ouro, prata ou cavalos para as guerras europeias que eram lutadas no estrangeiro, e afrontados com um crescente absolutismo por parte do rei começou uma insurgência que ainda é celebrada todos os anos chamada Guerra dos Comuneros, em que os rebeldes foram derrotados.
Filipe I da Espanha e V da Alemanha, em seguida, tornou-se o homem mais poderoso da Europa em um império europeu que só seria comparável em tamanho ao de Napoleão. O imperador tentou acabar com a Reforma Protestante na Dieta de Worms, mas Lutero renunciou-se a renegar sua heresia. Ferrenho defensor dos católicos, durante o seu reinado se produziu, no entanto, o que foi apelidado de saque de Roma, quando as suas tropas fora de controle, atacaram a Santa Sé após o Papa Clemente VII se juntar à Liga de Cognac contra ele.
Apesar do fato de Carlos I ser flamengo e sua língua materna ser o francês, passou por um processo de espanholização ou mais especificamente, castelhanização. Então, quando ele conheceu o papa, falou em espanhol e depois, quando ele recebeu o embaixador da França, o diplomata ficou surpreso que ele não usara sua língua materna, no que o imperador lhe respondeu: "Não me importa que não me entendas. Falo em minha língua espanhola, que é tão bela e nobre que deveria ser conhecida em toda a cristandade". Esta frase tocou o íntimo dos espanhóis e, séculos mais tarde, ainda usa-se o ditado "Que fale em cristão", quando um espanhol pretende traduzir o que ele disse.

### Da batalha de Pavia para a Paz de Augsburgo (1521-1555)
Na América, depois de Colombo, a colonização do Novo Mundo passou a ser dirigida por uma série de guerreiros-exploradores conhecidos como os Conquistadores. Algumas tribos indígenas estavam algumas vezes em guerra umas com as outras e muitos delas se mostraram dispostas a formar alianças com os espanhóis para derrotar os inimigos mais poderosos como os Astecas ou os Incas. Este feito foi facilitado pela propagação de doenças comuns na Europa (por exemplo, varíola), mas desconhecidas no Novo Mundo, que dizimou os povos nativos da América.

Vice-Reino da Nova Espanha, fruto das conquistas de Hernán Cortés, entre muitos outros, tais como Miguel López de Legazpi e Juan Ponce de León

Os conquistadores mais bem sucedidos foram Hernán Cortés, que entre 1519 e 1521, com cerca de 200 000 aliados ameríndios, derrotou o Império Asteca, num momento que este foi arrasado pelo varíola, e conquistou o México, que se tornaria a base do Vice-Reino da Nova Espanha. E Francisco Pizarro que venceu o Império Inca em 1531 quando ele estava profundamente desorganizado por causa da guerra civil e da epidemia de varíola de 1529. Esta conquista se tornaria o Vice-Reino do Peru.
Após a conquista do México, as lendas sobre as cidades 'douradas' (Cibola na América do Norte, El Dorado na América do Sul) originou numerosas expedições, mas muitas delas voltaram sem encontrar nada, e as que encontraram algo era com muito menos valor do que o esperado. No entanto, a extração de ouro e prata foi uma atividade econômica importante do Império Espanhol na América, estimado em 850 000 quilos de ouro e mais de cem vezes essa quantidade em prata durante o período colonial. O comércio de outras mercadorias não foi menos importante, como a cochonilha, a baunilha, o cacau, o açúcar (a cana de açúcar foi trazida para a América, onde ela era mais produtiva que no sul da Península, onde havia sido introduzida pelos árabes).
A exploração deste novo mundo, conhecida como Índias Ocidentais foi intensa, realizando proezas como a primeira circum-navegação do globo em 1522 por Juan Sebastián Elcano ( que substituiu Fernando de Magalhães, promotor da expedição que morreu no caminho).
Na Europa, sentindo-se pressionado pelas posses dos Habsburgo, Francisco I da França invadiu em 1521 as possessões espanholas na Itália e iniciou uma nova era de hostilidades entre a França e a Espanha, restando a Henrique II de Navarra, para recuperar o reino conquistado pelos espanhóis. Um levantamento da população de Navarra, na entrada da cidade, de 12 000 homens comandados pelo general Asparrots, Andrés de Foix, recuperou em poucos dias todo o reino com poucas vítimas. Mas o exército imperial foi reconstituído rapidamente, formando cerca 30 000 soldados bem equipados, incluindo muitos dos comuneros presos que o fizeram para reduzir suas penas. O general Asparrots, em vez de consolidar o reino, foi sitiar Logroño, no qual os Navarro-gascones sofreram uma severa derrota na sangrenta Batalha de Esquiroz, deixando o controle da Navarra nas mãos da Espanha.
Por outro lado, na fronte da guerra da Itália, foi um desastre para a França, que sofreu grandes derrotas em Bicocca (1522), Pavia (1525) — em que Francisco I e Henrique II foram capturados — e Landriano (1529) antes que Francisco I vacilasse e deixasse Milão cair novamente em domínio espanhol.

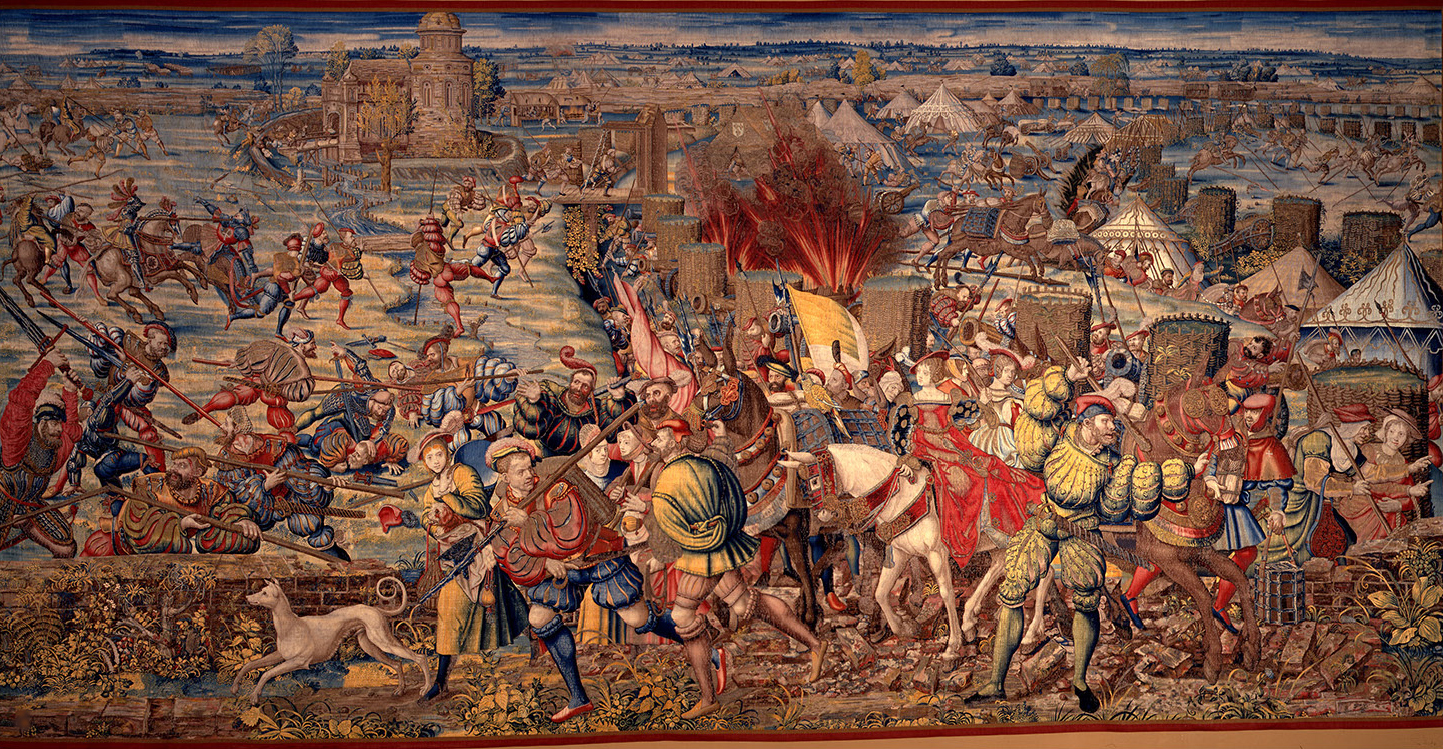
Batalha de Pavia (1525)

A vitória de Carlos I, na Batalha de Pavia em 1525, surpreendeu muitos italianos e alemães, em demonstrar o seu empenhamento em obter o máximo possível de poder. O Papa Clemente VII mudou de lado, e juntou forças com a França e os Estados emergentes italianos contra o Imperador, na Guerra da Liga de Cognac. A a Paz de Barcelona, assinada entre Filipe I e o Papa, em 1529, estabeleceu uma relação mais cordial entre os dois governos e de fato, clamava a Espanha como defensora da causa católica e reconhecia Carlos como Rei da Lombardia em recompensa pela intervenção espanhola contra a rebelde República de Florença.
Em 1528, o grande almirante Andrea Doria se aliou com o Imperador para derrotar a França e restabelecer a independência genovesa. Isto abriu uma nova perspectiva: neste ano aconteceu o primeiro empréstimo dos bancos genoveses a Filipe I.
A colonização americana continuava a todo vapor. Santa Fé de Bogotá foi fundada durante a década de 1530 e Juan de Garay fundou Buenos Aires em 1536. Na década de 1540, Francisco de Orellana explorou a selva e chegou à Amazônia. Em 1541, Pedro de Valdivia, continuou a exploração de Diego de Almagro a partir do Peru, e instituiu a Capitania Geral do Chile. Nesse mesmo ano, foi concluída a conquista do Império Muisca, que ocupava o centro da Colômbia.
Como consequência da defesa que a Escola de Salamanca e Bartolomé de las Casas fizeram dos nativos, a Espanha teve pressa de fazer leis para protegê-los em suas colônias americanas. As Leis de Burgos de 1512 foram substituídas pelas Leis Novas das Índias em 1542. No entanto, muitas vezes eram muito difíceis de pôr em prática essas leis, um padrão seguido por outras nações europeias.
Em 1543, Francisco I da França anunciou uma aliança sem precedentes com o sultão otomano Solimão, o Magnífico, para ocupar a cidade de Nice, sob controle espanhol. Henrique VIII da Inglaterra, que tinha mais rancor contra a França do que contra o Imperador, apesar da oposição deste ao divórcio de Henrique com sua tia, se uniu com o imperador na sua invasão da França. Embora as tropas imperiais tenham sofrido algumas derrotas como em Ceresole, o imperador conseguiu que a França aceitasse as suas condições. Os austríacos, liderados pelo irmão mais novo do Imperador Carlos, continuaram lutando contra o Império Otomano pelo leste. Enquanto isso, Filipe I se preocupou em solucionar um velho problema: a Liga de Esmalcalda.

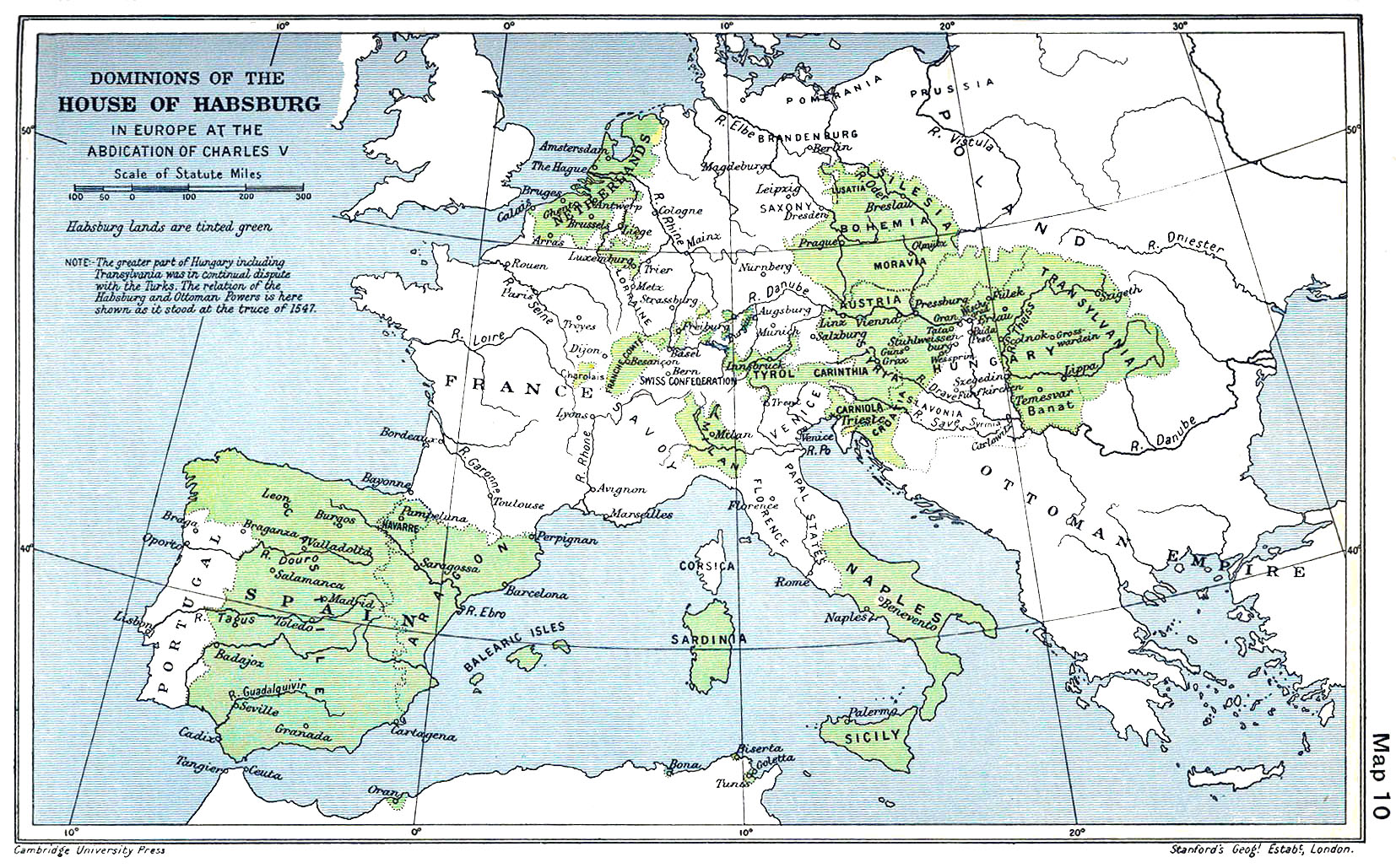
Mapa dos domínios dos Habsburgo na Europa após a Batalha de Mühlberg em 1547

A Liga tinha como aliados os franceses, e os esforços para minar a sua influência na Alemanha foram rejeitadas. A derrota francesa em 1544 quebrou sua aliança com os protestantes e Filipe I se aproveitou dessa oportunidade. Primeiro tentou a via da negociação no Concílio de Trento em 1545, no entanto os líderes protestantes, sentindo-se traídos pela atitude dos católicos no concílio, foram para a guerra liderados por Maurício de Sajonia. Em resposta, Filipe I invadiu a Alemanha à frente de um exército hispano-holandês. Ele esperava restaurar a autoridade imperial. O imperador pessoalmente impôs uma derrota decisiva aos protestantes, a histórica Batalha de Mühlberg em 1547. Em 1555 assinou a Paz de Augsburgo com os estados protestantes, que restaurou a estabilidade na Alemanha, ao abrigo do princípio Cuius regio, eius religio ( "Quem tem a região impõe religião"), uma posição impopular entre os cleros italiano e espanhol. O empenho de Carlos na Alemanha concedeu à Espanha o papel de defensor da causa católica dos Habsburgo no Sacro Império Romano-Germânico.
Entretanto, o Mediterrâneo se tornou um campo de batalha contra os turcos, que incentivavam piratas como Barbarossa. Filipe I preferiu eliminar os otomanos através da estratégia marítima, através de ataques em seus assentamentos nos territórios venezianos do leste do Mediterrâneo. Apenas em resposta aos ataques na costa de Levante, o Imperador conduziu pessoalmente ofensivas no continente africano com expedições em Túnis, Bona (1535) e Argel (1541).

### De San Quentin de Lepanto (1556-1571)

Mare clausum durante a Era dos Descobrimentos

Explorações espanholas no Oceano Pacífico

Batalha de Lepanto (1571)

O Imperador Carlos dividiu suas possessões com seu único filho legítimo, Filipe II, e seu irmão Fernando (para quem ele deixou o Império Austríaco). Para Filipe II, Castela foi a base do seu império, mas o povo de Castela nunca foi grande o suficiente para fornecer as tropas necessárias para sustentar o Império. Após o casamento do Rei, com Maria Tudor, a Inglaterra e Espanha se tornaram aliados.
A Espanha não conseguiu ter paz quando chegou ao trono o agressivo Henrique II de França em 1547, que imediatamente retomou o conflito com a Espanha. Filipe II continuou a guerra contra a França, esmagando o exército francês na Batalha de San Quintín na Picardia em 1558 e derrotando Henrique novamente na Batalha de Gravelines. A Paz de Cateau-Cambrésis, assinada em 1559, definitivamente reconheceu o domínio espanhol da Itália. Nas comemorações que se seguiram ao Tratado, Henrique II morreu de um ferimento causado por um pedaço de madeira de uma lança. A França sofreu durante os anos seguintes uma guerra civil, que aprofundou as diferenças entre protestantes e católicos dando à Espanha a ocasião de intervir em favor dos católicos e que o impediu de competir com a Espanha e a Casa dos Habsburgo, com as outras grandes potências pelo poder da Europa. Sem a oposição francesa, a Espanha viu o auge de seu poder e sua extensão territorial, no período compreendido entre 1559 e 1643.
A falência de 1557 marcou a inauguração do consórcio de bancos genoveses, o que levou ao caos os banqueiros alemães e terminou a preponderância dos Fúcares como financiadores do Estado espanhol. Os banqueiros genoveses forneceram crédito para o Habsburgos e um rendimento regular.
Entretanto, a contínua expansão no exterior: Flórida foi colonizada em 1565 por Pedro Menéndez de Avilés e fundou San Agustín, e ao derrotar rapidamente a tentativa ilegal do comandante francês Jean Ribault e 150 homens para estabelecer um posto de abastecimento no território espanhol. San Agustín rapidamente se tornou uma base estratégica de defesa para os barcos espanhóis cheios de ouro e prata retornando dos domínios das Índias.
Na Ásia, em 27 de abril de 1565, se estabeleceu o primeiro assentamento nas Filipinas por Miguel López de Legazpi e começou-se a usar a rota dos Galeões de Manila (Não da China). Manila foi fundada em 1572.
Depois do triunfo da Espanha sobre a França o início das guerras religiosas francesas, a ambição de Filipe II aumentou. No Mediterrâneo, o Império Otomano questionou a hegemonia espanhola, quando tomou Trípoli (1531) e Bugia (1554), além disso, a pirataria Berbere e otomana se recuperava. No entanto, em 1565, o auxílio espanhol aos sitiados Cavaleiros de São João salvou Malta, infligindo uma pesada derrota para os turcos.
A morte de Solimão, o Magnífico e sua sucessão pelo menos qualificados Selim II, entusiasmou Filipe II e este declarou guerra ao Sultão. Em 1571, a Santa Liga, formada por Filipe II, Veneza e o Papa Pio V, enfrentou o Império Otomano, com uma frota conjunta enviada por Don João da Áustria, filho ilegítimo de Filipe I, que aniquilou a frota turca na decisiva batalha de Lepanto.
A derrota acabou com a ameaça turca no Mediterrâneo e iniciou um período de declínio para o Império Otomano. Esta batalha aumentou o respeito pela Espanha e sua soberania sobre os territórios fora das suas fronteiras e o rei assumiu o encargo de liderar a Contrarreforma.

### O Reino em apuros (1571-1598)

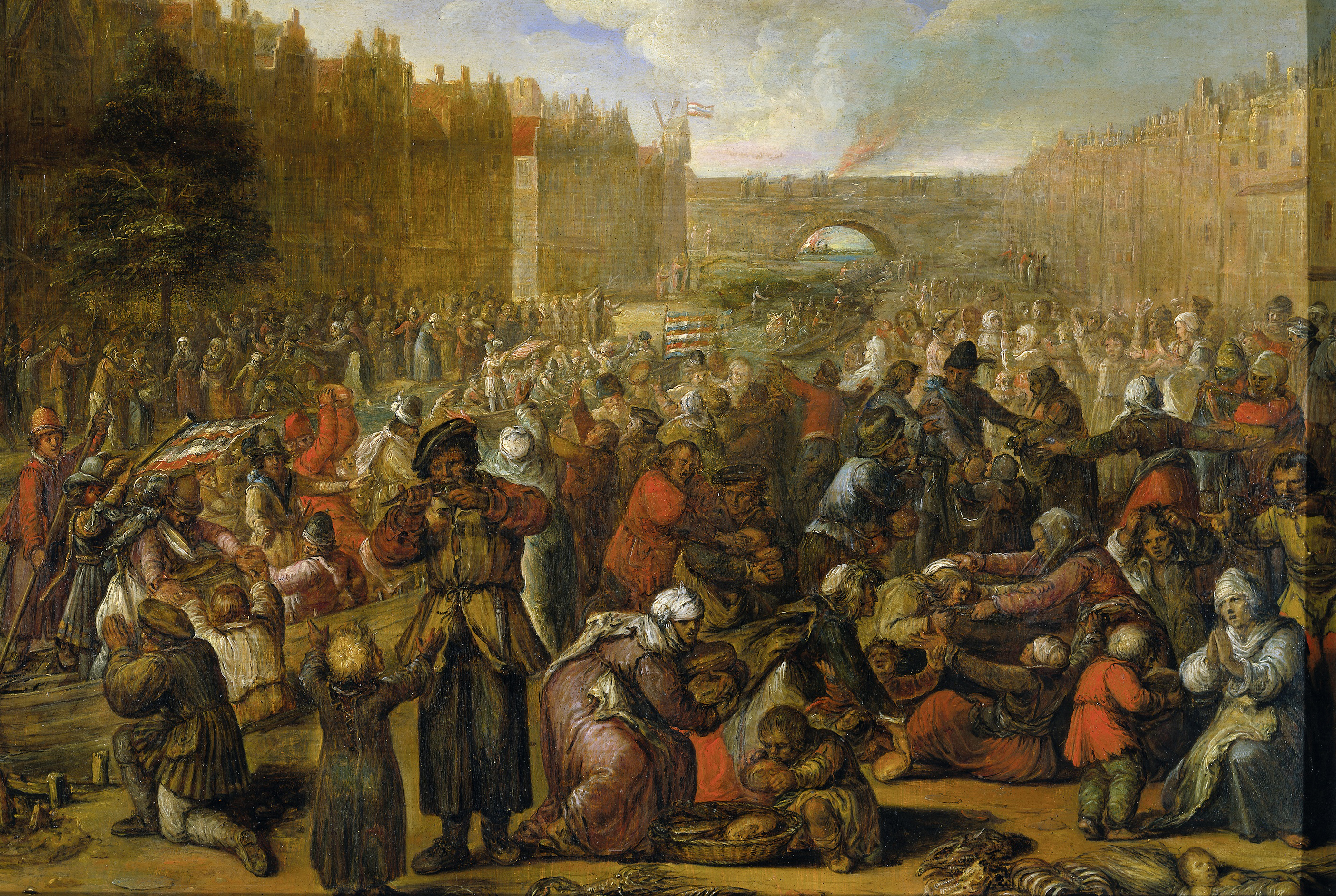
Otto van Veen: O Alívio de Leiden (1574) após os holandeses terem quebrado seus diques na Guerra dos Oitenta Anos

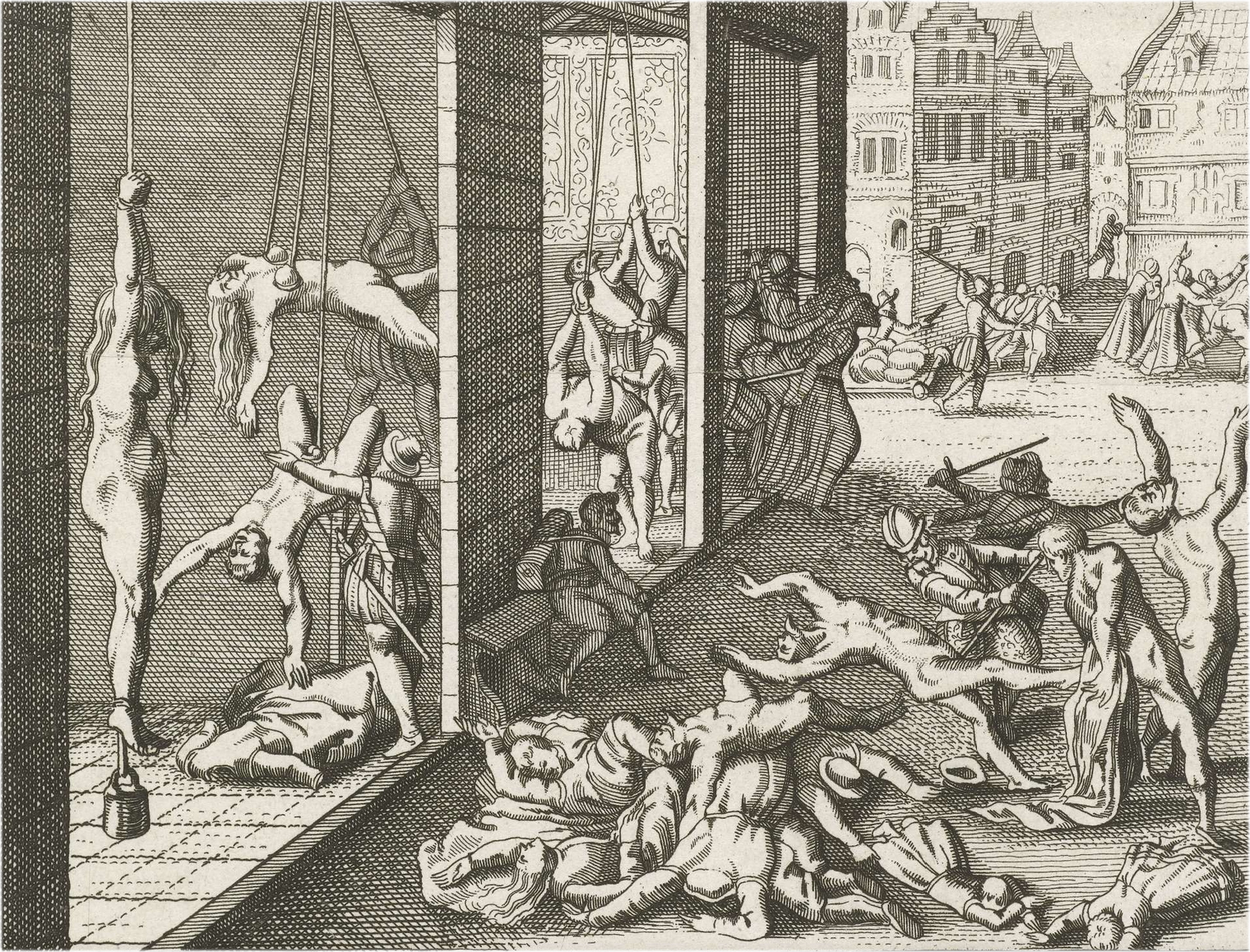
Atrocidades durante a Fúria Espanhola na Antuérpia em 4 de novembro de 1576

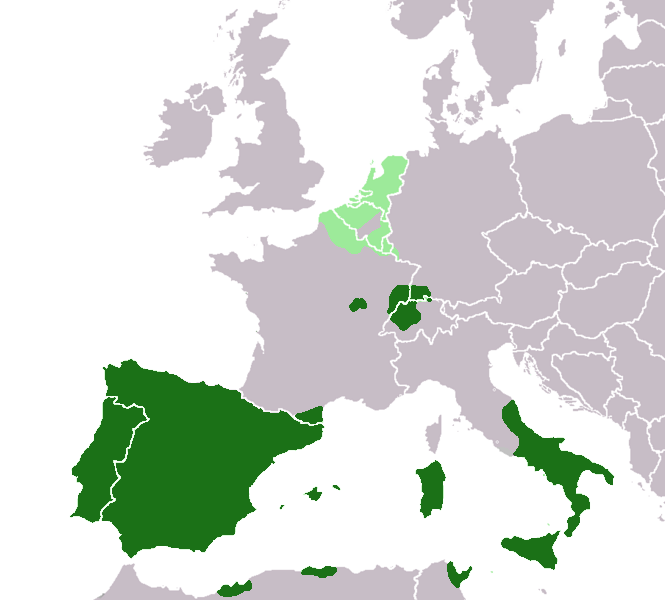
O Império Espanhol na Europa em 1580, com os Países Baixos Espanhóis em verde claro

O tempo de alegria em Madri durou pouco. Em 1566, os calvinistas tinham iniciado uma série de rebeliões nos Países Baixos que fizeram com que o rei enviasse o Duque de Alba para a área. Em 1568, Guilherme I de Orange-Nassau liderou uma tentativa fracassada de por o Duque de Alba no comando do país. Estas batalhas são consideradas o início da Guerra dos Oitenta Anos, que terminou com a independência das Províncias Unidas. Filipe II, que tinha recebido de herança de seu pai, os territórios da Casa da Borgonha (Países Baixos e o Franco Condado), de modo a que a poderosa Castela defendesse o império da França, ele foi forçado a restabelecer a ordem e manter o seu domínio sobre esses territórios. Em 1572, um grupo de navios rebeldes holandeses conhecidos como os watergeuzen, tomaram várias cidades costeiras, proclamaram o seu apoio para Guilherme I e rejeitaram o governo espanhol.
Para a Espanha a guerra se tornou um assunto sem fim. Em 1574, os Terços da Flandres, sob o comando de Luis de Requesens, foram derrotados no Cerco de Leida depois que os holandeses romperam os diques, causando enormes inundações.
Em 1576, sobrecarregados pelo custo da manutenção de um exército de 80 000 homens na Holanda e a sua grande frota que venceu a Batalha de Lepanto, juntamente com a crescente ameaça da pirataria no Atlântico e, sobretudo, dos naufrágios que reduziam as chegadas de dinheiro das colônias americanas, Filipe II foi forçado a declarar uma suspensão de pagamentos (que foi interpretado como falência).
O exército se amotinou pouco tempo depois, apoderando-se de Antuérpia e saqueando o sul dos Países Baixos, fazendo várias cidades, que até então tinham permanecido leais, se juntasse à rebelião. Os espanhóis escolheram o caminho da negociação e conseguiram pacificar a maior parte das províncias do sul com a União de Arras em 1579.
O acordo exigia que todas as tropas espanholas deixassem aquelas terras, o que fortaleceu a posição de Filipe II foi quando em 1580, morreu sem descendentes diretos o último membro da família real de Portugal, o Cardeal Henrique I de Portugal. O Rei de Espanha, filho de Isabel de Portugal e, portanto, neto do rei Manuel I afirmava a sua reivindicação ao trono Português, e em junho enviou o Duque de Alba e seu exército a Lisboa a fim de assegurar a sucessão. O outro pretendente, Dom Antonio, recuou para os Açores, quando a Marinha de Filipe terminou de derrotá-lo.
A unificação temporal da Península Ibérica colocou nas mãos de Filipe II o Império Português, ou seja, a maior parte do território explorado no Novo Mundo além das colônias comerciais na Ásia e na África. Em 1582, quando o Rei regressou da corte de Lisboa para Madri, onde ele estava morando temporariamente para pacificar o seu novo reino, ele decidiu fortalecer o poder naval espanhol.
A Espanha estava ainda se recuperando da bancarrota de 1576. Em 1584, Guilherme I de Orange-Nassau foi assassinado por um católico transtornado. Esperava-se que a morte do líder da resistência popular significou o fim da guerra, mas não aconteceu. Em 1586, a rainha Elizabeth I enviou apoiar às causas protestantes nos Países Baixos e na França, e Sir Francis Drake lançou ataques contra os portos e navios mercantes espanhóis no Caribe e no Pacífico, além de um ataque particularmente agressivo contra o porto de Cádis.
Em 1588, na esperança de acabar com os intrometimentos de Elizabeth I, Filipe II enviou a "Invencível Armada" para atacar a Inglaterra. A resistência da frota inglesa, uma série de fortes tempestades, problemas de coordenação entre os exércitos envolvidos e importantes falhas logísticas no abastecimento da frota que tinha que fazer na Holanda levou à derrota da Armada Espanhola.

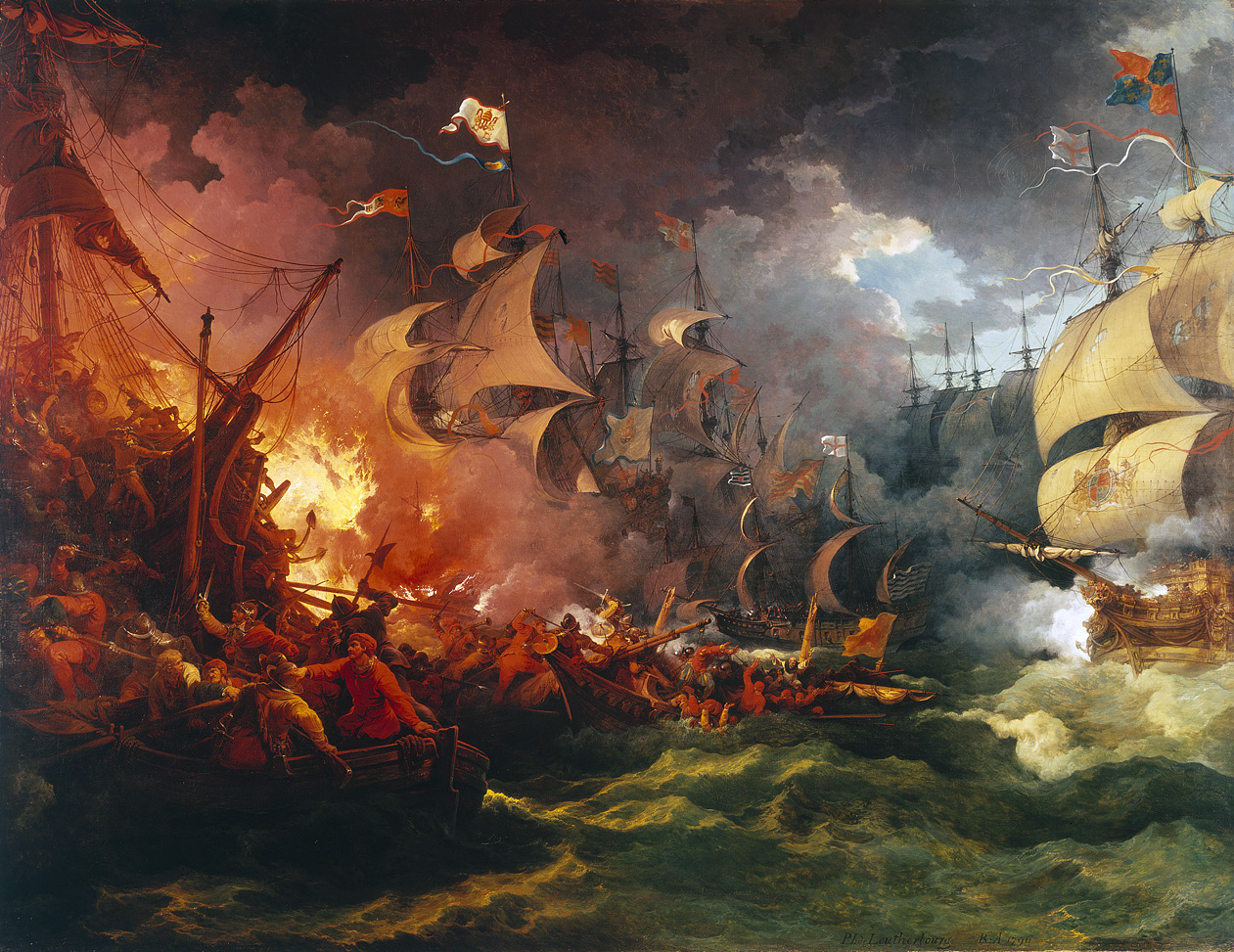
A derrota da Invencível Armada em 1588, durante a guerra anglo-espanhola

No entanto, a derrota da Marinha Inglesa liderada por Drake e Norris, em 1589, marcou uma virada na Guerra Anglo-Espanhola a favor da Espanha. Apesar da derrota da Grande Armada, a frota espanhola continuou a ser a mais forte nos mares da Europa durante anos, embora tenha sido derrotada pelos holandeses em 1639 na batalha naval das Dunas, quando uma visivelmente esgotada Espanha começou a se enfraquecer.
A Espanha participou das guerras religiosas francesas após a morte de Henrique II. Em 1589, Henrique III de França, a última da linhagem dos Valois, morreu às portas de Paris. O seu sucessor, Henrique IV da França e III de Navarra o primeira Rei Bourbon da França, era um homem muito hábil, conseguindo vitórias chave contra a Liga Católica em Arques (1589) e em Ivry (1590).
Empenhados em impedir que Henrique IV tomasse posse do trono francês, os espanhóis dividiram o seu exército nos Países Baixos e invadiram a França em 1590. Envolvidos em múltiplas frentes, a potência espanhola não podia impor a sua política sobre o território francês e chegou finalmente a um acordo na Paz de Vervins.

### União Ibérica (1580-1640)

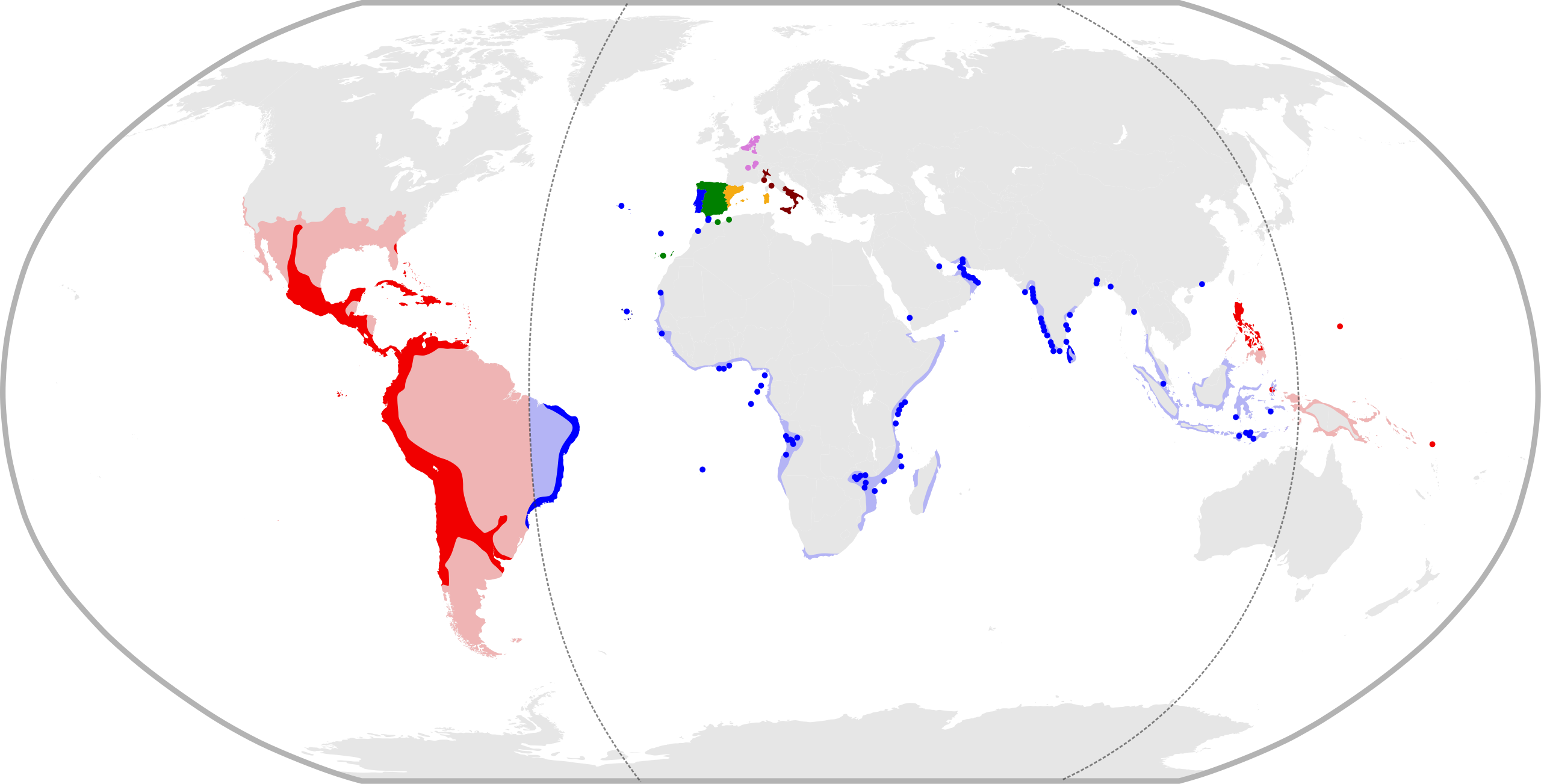
Mapa dos Impérios Espanhol e Português conjuntos sob a união Ibérica, em 1598.
Territórios da jurisdição do Conselho de Castela
Territórios da jurisdição do Conselho de Aragão
Territórios da jurisdição do Conselho de Portugal
Territórios da jurisdição do Conselho de Itália
Territórios da jurisdição do Conselho das Índias

A União Ibérica foi a unidade política que regeu a Península Ibérica a sul dos Pirenéus de 1580 a 1640, resultado da união dinástica entre as monarquias de Portugal e de Espanha após a Guerra da Sucessão Portuguesa. Na sequência da crise de sucessão de 1580 em Portugal, uma união dinástica que juntou as duas coroas, bem como as respectivas possessões coloniais, sob o controle da monarquia espanhola durante a chamada dinastia Filipina. O termo união ibérica é uma criação de historiadores modernos.
A unificação da Península havia sido desde há séculos um objetivo dos monarcas da região. Sancho III de Navarra e Afonso VII de Leão e Castela ambos tomaram o título de Imperator totius Hispaniae, que significa "Imperador de Toda a Hispânia". A união poderia ter sido alcançada antes se Miguel da Paz (1498-1500), Príncipe de Portugal e das Astúrias, filho do primeiro casamento do rei D. Manuel I com a infanta Isabel de Aragão, tivesse chegado a rei, mas este morreu na infância. A história de Portugal desde a crise de sucessão iniciada em 1578 até aos primeiros monarcas da dinastia de Bragança foi um período de transição. O Império Português estava no auge no início deste período.
Ao longo do século XVII, a crescente predação às feitorias portuguesas no Oriente por holandeses, ingleses e franceses, e a rápida intrusão no comércio atlântico de escravos, minou o lucrativo monopólio português no comércio oceânico de especiarias e no tráfico de escravos, iniciando um longo declínio. Em menor medida, o desvio de riqueza de Portugal pela monarquia dos Habsburgo para sustentar o lado católico na Guerra dos Trinta Anos, também criou tensões dentro da união, embora Portugal tenha beneficiado do poderio militar espanhol para ajudar a manter o Brasil e impedir o comércio holandês. Estes eventos, e aqueles que ocorreram no final da dinastia de Aviz e no período da união ibérica, levaram Portugal a um estado de dependência das suas colónias, primeiro da Índia e depois o Brasil.

### "Deus é Espanhol" (1598-1626)

Império Espanhol de Filipe II, III e IV, incluindo todos os territórios mapeados e reivindicados, reivindicações marítimas (mare clausum) e outras características

Apesar do fato de que a economia espanhola estava prejudicada e o seu poder enfraquecido, o império ainda era a potência mais forte. Tanto que ele estava em combate com a Inglaterra, França e Países Baixos, ao mesmo tempo. Isto poderá confirmar o que o resto dos povos europeus, bem como o francês huguenote Duplessis-Mornay, por exemplo, escreveu depois do assassinato de Guilherme I, Príncipe de Orange às mãos de Balthasar Gérard.
| “ | A ambição dos espanhóis, o que os fez acumular tantas terras e mares, torna-os pensar que nada lhes é inacessível. | ” |

Tem sido demonstrada em vários filmes e obras literárias, a tensão provocada pela contínua pirataria contra os seus navios no Atlântico e o consequente declínio nas receitas provenientes de ouro das Índias. No entanto, uma investigação suplementar indicam que na verdade a pirataria ocorria em várias dezenas de barcos e por centenas de piratas, sendo os primeiros de pequena carga, porque eles não podiam enfrentar os galeões espanhóis, e tendo volume pequeno eles podiam fugir da frota. Em segundo lugar aparece a informação que, durante o século XVI, nenhum galeão pirata ou corsário conseguiu saquear um navio espanhol; das cerca de 600 frotas fretadas pela Espanha (dois por ano para cerca de 300 anos), apenas dois caíram nas mãos inimigas e para marinhas de guerra e não por piratas ou corsários.

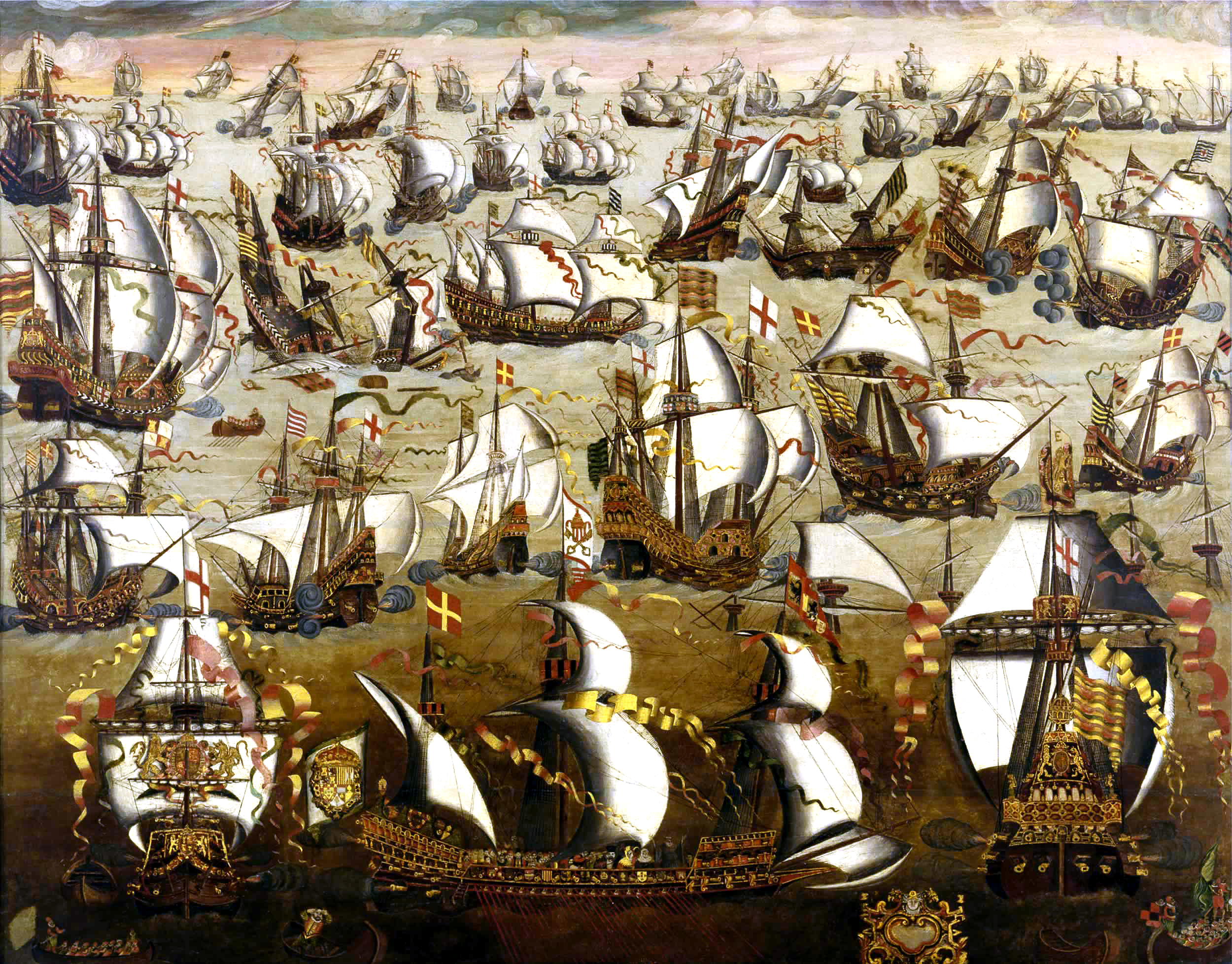
A Armada Espanhola saindo de Ferrol

Os ataques piratas, no entanto, entre os quais destacou-se Francis Drake, causaram graves problemas de segurança tanto para as frotas como para os portos, o que levou ao estabelecimento de um sistema de comboios, bem como o aumento exponencial das despesas de defesa com a formação de milícias e a construção de fortalezas. Mas foi as tormentas meteorológicas que bloquearam a maior parte do comércio entre a América e a Europa. A pirataria mais grave ocorreu no Mediterrâneo, perpetrado por berberes, que tinham um volume dez vezes ou mais superior à pirataria do Atlântico e que varreu toda a costa do Mediterrâneo até as Canárias, muitas vezes bloqueando as comunicações com o arquipélago e com as possessões na Itália. Apesar de todas as receitas provenientes da América, a Espanha foi obrigada a decretar a falência em 1596.
O sucessor de Filipe II, Filipe III, subiu ao trono em 1598. Ele era um homem de inteligência limitada e desinteressado pela política, preferindo deixar que outras pessoas tomassem as decisões, em vez de tomar o comando. Seu braço-direito foi o Duque de Lerma, que nunca teve interesse nos assuntos de seu aliado, a Áustria.

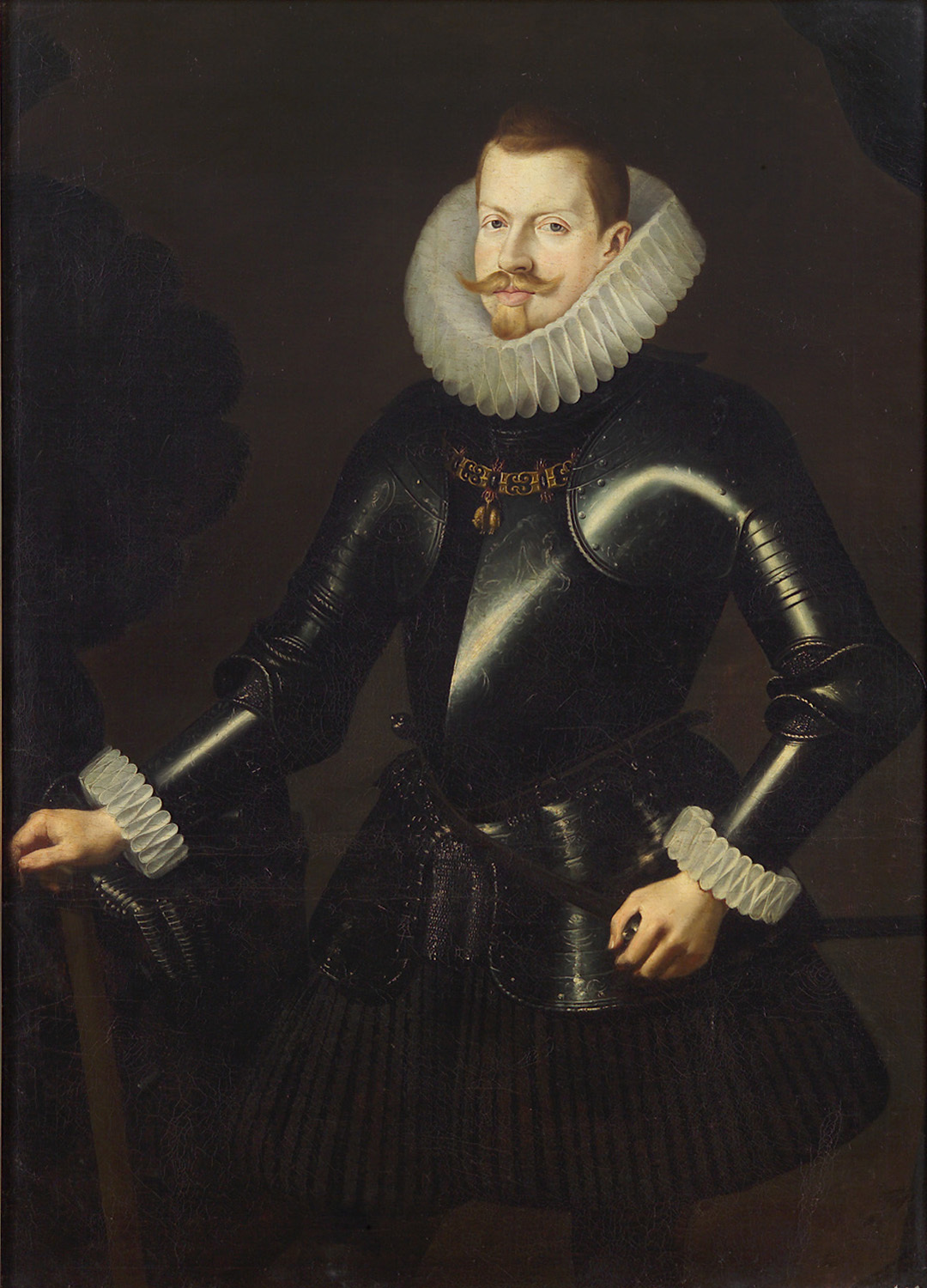
Filipe III de Espanha

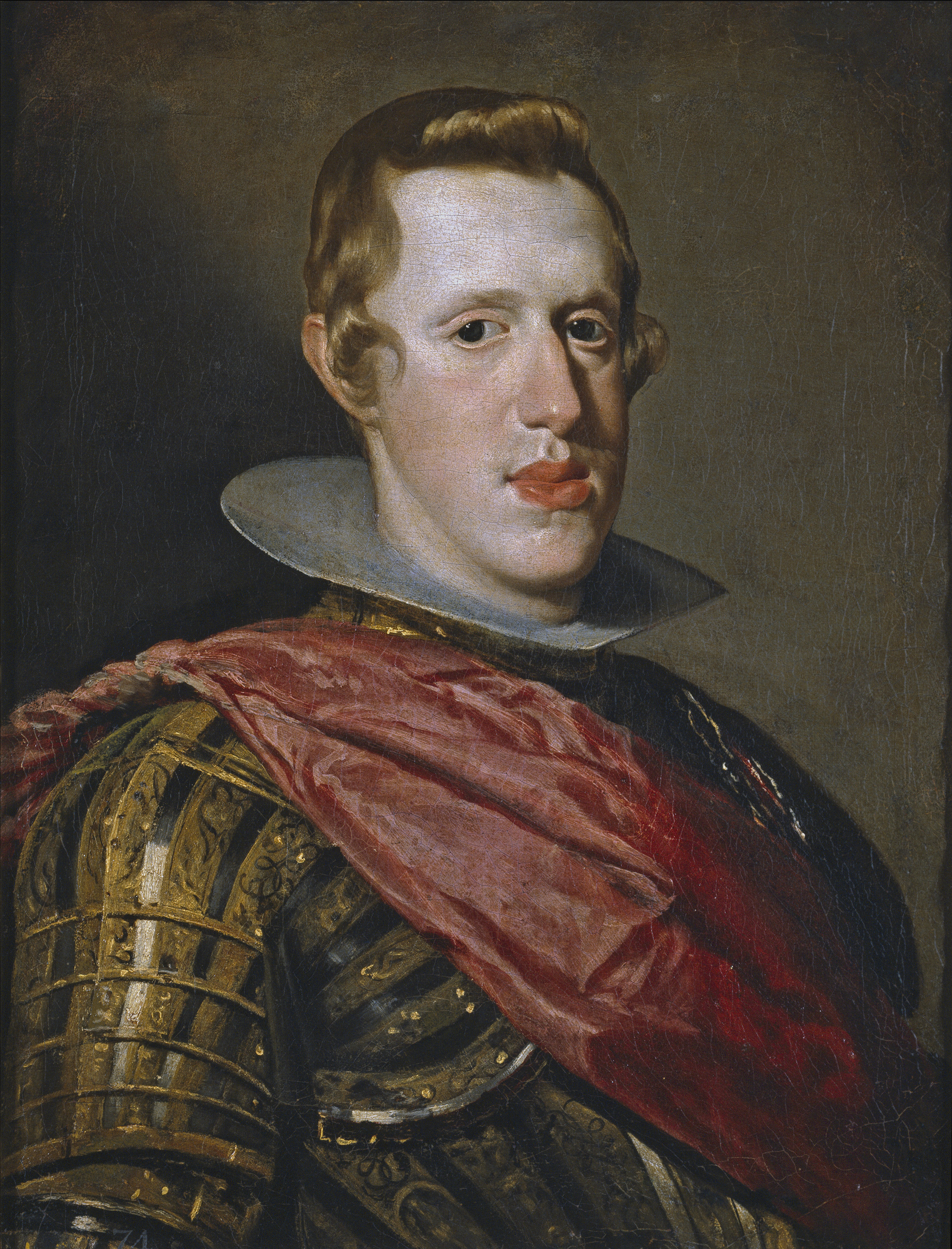
Filipe IV de Espanha

Os espanhóis tentaram se livrar dos inúmeros conflitos em que eles estavam envolvidos, em primeiro lugar, ao assinar a Paz de Vervins com a França em 1598, reconhecendo Henrique IV (católico desde 1593) como Rei da França, e restabelecendo muitas das condições da Paz de Cateau-Cambrésis. Com várias derrotas consecutivas e uma guerrilha infindável contra os católicos apoiados pela Espanha na Irlanda, a Inglaterra concordou em negociar em 1604, depois da ascensão ao trono de Stuart Jaime I.
A paz com a França e a Inglaterra significa que a Espanha poderia centrar as suas atenções e energias para restabelecer o domínio nas províncias holandesas. Os holandeses, liderado por Maurício de Nassau, filho de Guilherme I, tiveram sucesso em capturar algumas cidades fronteiriças em 1590, incluindo a fortaleza de Breda. A isto se acrescenta as vitórias ultramarinas holandesas que ocuparam as colônias portuguesas (e, portanto, espanholas), no Oriente, tomando Ceilão (1605), assim como outras ilhas de especiarias (entre 1605 e 1619), estabelecendo Batávia como o centro de seu império no Oriente.
Após a paz com a Inglaterra, Ambrose Spinola, como novo general no comando das forças espanholas, lutou tenazmente contra os holandeses. Spinola era um estrategista com uma capacidade semelhante à de Maurício, e só a nova falência de 1607 impediu que ele conquistasse a Holanda. Afetada por finanças dilapidadas, em 1609, o Império assinou a Trégua dos doze anos entre a Espanha e as Províncias Unidas. A Pax Hispanica era um fato.
A Espanha tinha uma notável recuperação durante a trégua, organizando a sua economia e se esforçando para recuperar o seu prestígio e estabilidade antes de participarem na última guerra que iria atuar como potência primária. Estes avanços se viram encobertos pela expulsão dos mouriscos entre 1611 e 1614 que danificaram gravemente as finanças da Coroa de Aragão, privando o império de uma importante fonte de riqueza.
Atualmente, os pontos de vista dos historiadores são praticamente unânimes quanto ao erro de se envolver em guerras europeias pelo simples motivo de que os reinos deixados deveriam ser transmitidos intactos. No entanto, esta atitude existira durante esses anos na Espanha. Então, um procurador no tribunal escreveu:
| “ | Por ventura estarão França, o Flandres e a Inglaterra melhores com a Espanha mais pobre? Que a cura para os pecados de Nínive não foi o aumento do imposto sobre os palestinos para ir conquistá-los, mas a pessoa enviada para convertê-los. | ” |

Em 1618, o rei substituiu Spinola por Baltasar de Zuniga, um veterano embaixador de Viena. Ele pensou que a chave para parar a França que renascia e eliminar os holandeses era uma estreita aliança com os Habsburgos da Áustria. Nesse mesmo ano, começando com a Defenestração de Praga, a Áustria e o Imperador Fernando II entraram em uma campanha contra a Boêmia e a União Protestante. Zuniga aconselhou a Filipe III que aderisse à guerra com os Habsburgos, e Ambrosio Spinola foi enviado no comando dos terços de Flandres para intervir. Desta forma, a Espanha entrou na Guerra dos Trinta Anos.

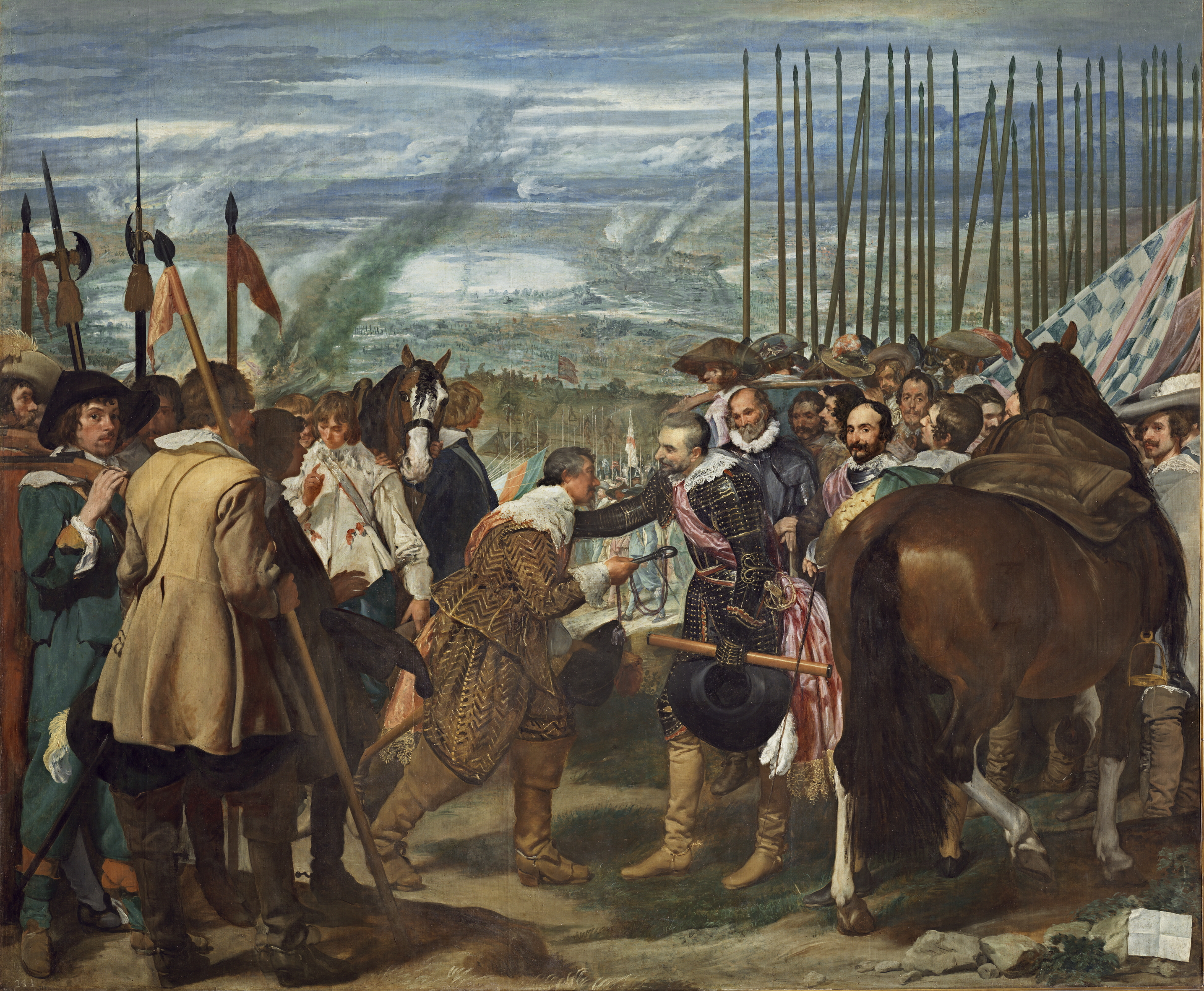
A rendição de Breda (1625) e "As Lanças" de Velázquez

Em 1621, o inofensivo e ineficaz Filipe III morreu e o seu filho, Filipe IV subiu ao trono. No ano seguinte, foi Zúñiga que foi substituído por Gaspar de Gusmão, mais conhecido pelo seu título de Conde-Duque de Olivares, um homem honesto e capaz, que acreditava que o centro de todas as desgraças da Espanha eram as Províncias Unidas. Nesse mesmo ano ele retomou a guerra com a Holanda. Os boêmios foram derrotados na Batalha da Montanha Branca em 1621, e mais tarde em Stadtlohn em 1623.
Entretanto, na Holanda, Spinola tomou a fortaleza de Breda, em 1625. A intervenção de Cristiano IV da Dinamarca na guerra perturbou a muitos — Cristiano IV era um dos poucos monarcas europeus que não tinha problemas financeiros — mas as vitórias do general imperial Albrecht von Wallenstein sobre os dinamarqueses na Batalha da Ponte Dessau e novamente em Lutter em 1626, eliminaram tal ameaça.
Havia esperanças em Madri de que a Holanda pudesse ser reintegrado ao Império, e depois da derrota dinamarquesa, os protestantes na Alemanha pareciam estar acabados. A França estava novamente envolta nas suas próprias instabilidades (o cerco de La Rochelle iniciou-se em 1627) e a superioridade da Espanha parecia irrefutável. O Conde-Duque de Olivares disse "Deus é espanhol e está de acordo com a nação nestes dias", e muitos dos rivais da Espanha, pareciam também estar de acordo.

### O caminho para Rocroi (1626–1643)
Olivares era um homem adiantado para seu tempo e se deu conta de que a Espanha necessitava de uma reforma que, por sua vez, necessitava de paz. A destruição das Províncias Unidas foi mais uma razão de tal necessidade, já que por trás de qualquer ataque aos Habsburgo havia dinheiro holandês. Spinola e o exército espanhol concentraram-se nos Países Baixos e a guerra pareceu ocorrer a favor da Espanha, retomando-se Breda. Ocorreu também uma batalha em alto mar contra a frota holandesa, que ameaçava as posições espanholas. Assim, a presença holandesa em Taiwan e sua ameaça sobre as Filipinas levaram a ocupação do norte da ilha, sendo fundada a cidade de Santíssima Trinidad (atual Keelung) no ano de 1626 e Castillo (atual Tamsui) em 1629.

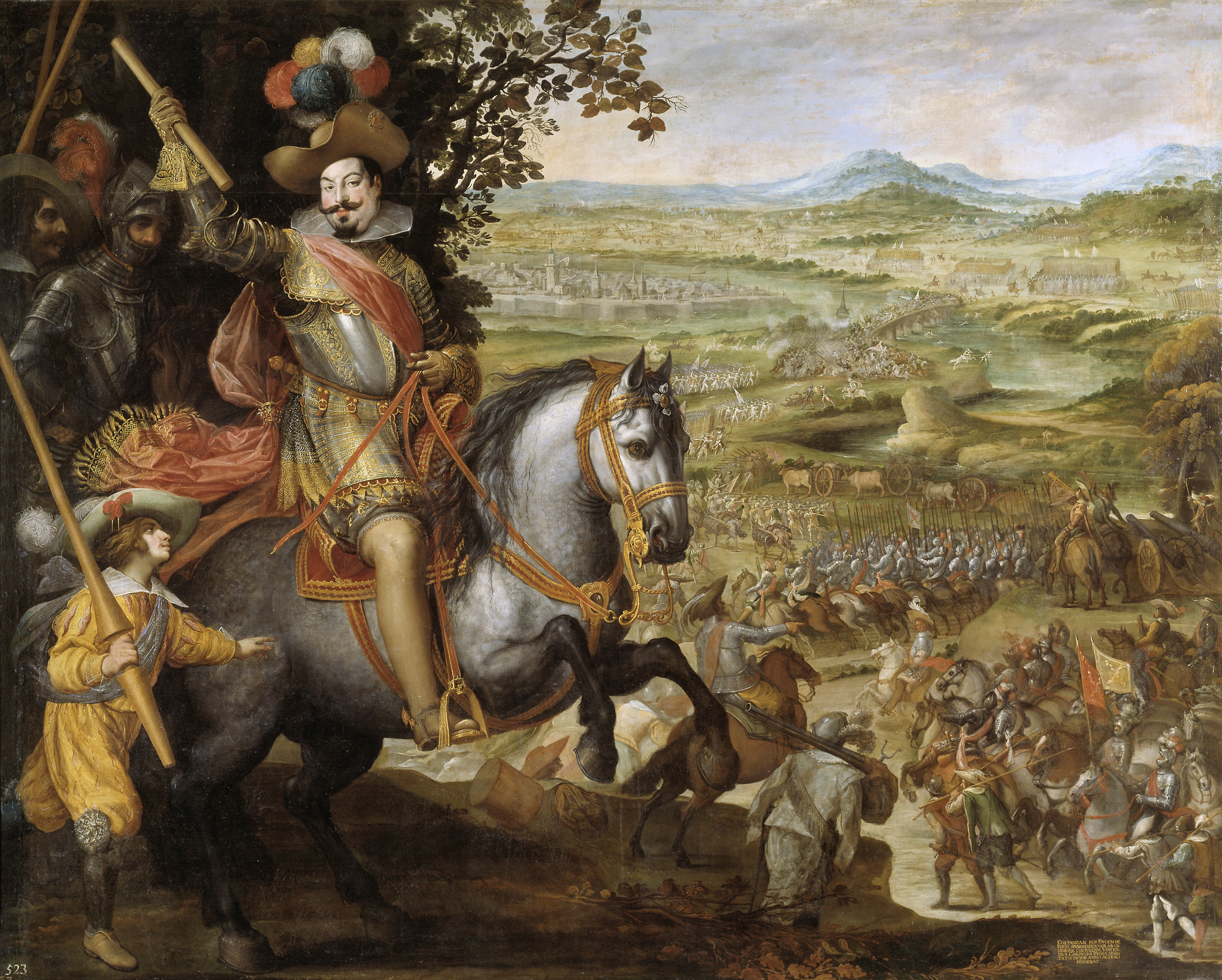
Vitória das tropas espanholas lideradas pelo Duque de Feria, na cidade de Konstanz, durante a Guerra dos Trinta Anos1633. Óleo sobre tela de Vicente Carducho, 1634

Em 1627 ocorreu a queda da economia castelhana. Os espanhóis haviam diminuído o valor de sua moeda para pagar a guerra e a inflação que explodiu na Espanha, como antes havia acontecido na Áustria. Até 1631, em algumas partes de Castela, o comércio funcionou através do sistema de escambo, devido à crise monetária, e o governo foi incapaz de aumentar os impostos dos camponeses das colônias. Os exércitos espanhóis na Alemanha optaram por pagar a si mesmos. Olivares foi culpado por uma vergonhosa e improfícua guerra na Itália. Os holandeses haviam convertido sua frota em uma prioridade durante a Trégua dos Doze Anos e ameaçaram o comércio marítimo espanhol, do qual a Espanha estava totalmente dependente devido à crise econômica; em 1628 os holandeses acurralaram a Frota das Índias provocando o Desastre de Matanças, a carga de metais preciosos que era fundamental para o sustentamento do esforço bélico do Império foi capturada e a frota que a transportava totalmente destruída, com parte das riquezas obtidas pelos holandeses usada para iniciar uma bem sucedida invasão do Brasil.
A Guerra dos Trinta Anos também se agravou quando, em 1630, Gustavo II Adolfo da Suécia desembarcou na Alemanha para socorrer o porto de Stralsund, última baluarte continental dos alemães beligerantes contra o Imperador. Gustavo II Adolfo marchou até o sul e obteve notáveis vitórias em Breitenfeld e Lützen, atraindo numerosos apoios para os protestantes por onde passavam.
A situação para os católicos melhorou com a morte de Gustavo II Adolfo, precisamente em Lützen em 1632 e a vitória na Batalha de Nördlingen em 1634. Desde uma posição de força, o Imperador teve como intenção pactuar a paz com os estados que foram atacados na guerra de 1635; muitos aceitaram, incluindo alguns dos mais poderosos: Brandemburgo e Saxônia. A França, então, tornou-se o maior problema para o Império.
O Cardeal de Richelieu havia sido um grande aliado dos holandeses e dos protestantes desde o começo da guerra, enviando fundos e equipamento para tentar quebrar a força dos Habsburgo na Europa. Richelieu decidiu que a Paz de Praga, recentemente firmada, era contrária aos interesses da França e declarou guerra ao Sacro Império Romano-Germânico e à Espanha dentro do período estabelecido de paz. As forças espanholas, mais experientes, obtiveram êxitos iniciais: Olivares ordenou uma campanha relâmpago no norte da França desde os Países Baixos espanhóis, acreditando em acabar com o propósito do rei Luís XIII e derrotar a Richelieu.
Em 1636, as forças espanholas avançaram desde o sul até chegar a Corbie, ameaçando Paris e chegando muito perto de concluir a guerra a seu favor. Depois de 1636, Olivares teve medo de provocar outra crise econômica na Espanha e o exército espanhol parou de avançar. Na derrota naval das Dunas em 1639, a frota espanhola foi aniquilada pela armada holandesa e os espanhóis deram conta de que estavam incapazes de abastecer suas tropas nos Países Baixos.

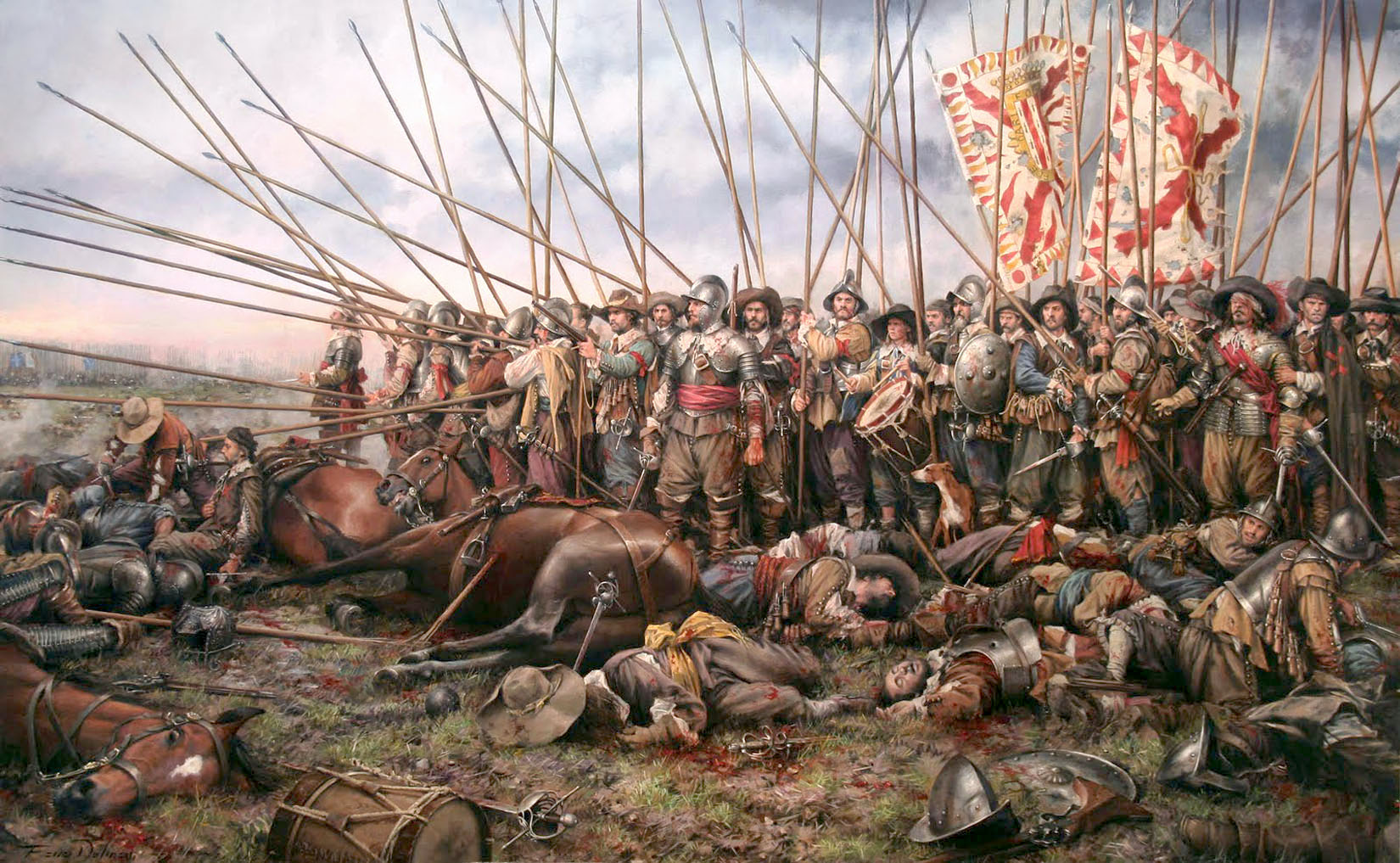
A Batalha de Rocroi (1643)

Em 1643 o exército da Flandres, que constituía a menor da infantaria espanhola, enfrentou um contra-ataque francês em Rocroi liderado por Luís II de Bourbon, Príncipe de Condé. Embora fontes francesas do século XIX, e sobretudo as fontes originais, sempre informaram de que os espanhóis, liderados por Francisco de Melo, não foram nem um pouco arrasados, a propaganda logo conseguiu um notável sucesso mentindo sobre aquela vitória. A infantaria espanhola foi seriamente danificada mas não destruída, mil mortos e dois mil feridos de um total de 6 000 soldados dos terços, os terços resistiram três ataques conjuntos da infantaria, artilharia e cavalaria francesas sem perder a integridade. Esgotados ambos os lados, acabou sendo negociada a rendição e o cerco foi levantado. A batalha teve poucas repercussões em curto prazo, mas um impacto tremendo a nível propagandístico.
A grande habilidade do cardeal Mazarin para planejar esta vitória conseguiu danificar a reputação dos Terços de Flandres, criando um mito que ainda permanece; o de uma vitória na que, para saber o número de inimigos a que foram enfrentados, os franceses somente tinham que contar os mortos. Tradicionalmente, os historiadores tratam a Batalha de Rocroi como ponto de fim do domínio espanhol na Europa e a troca do andamento da Guerra dos Trinta Anos, tornando-se favorável à França.

## Últimos anos de supremacia

### As revoltas internas, a perda da Guerra dos Trinta Anos e mais onze anos de guerra com a França (1640-1665)

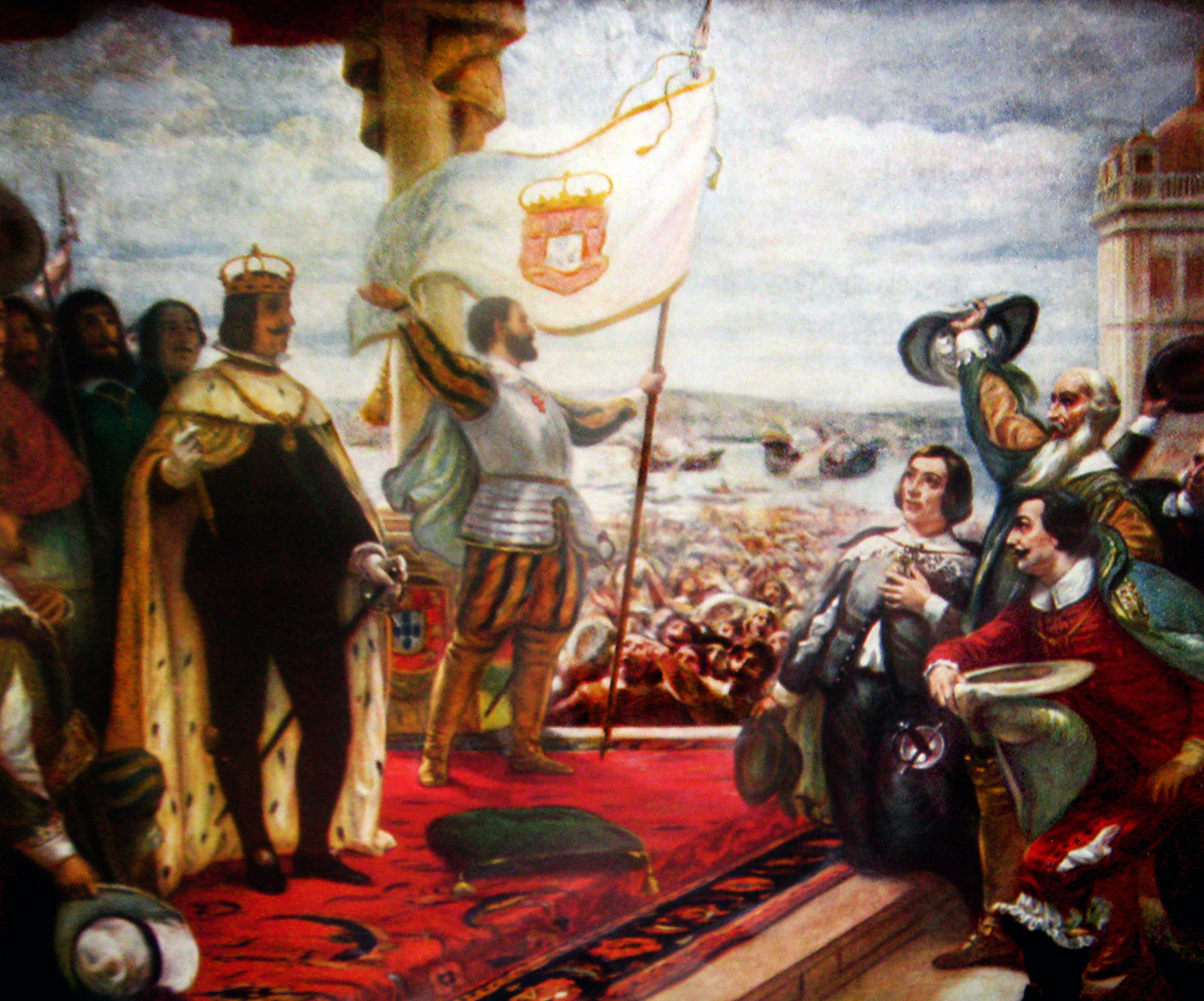
Proclamação de João de Bragança como rei de Portugal (1640)

Durante o reinado de Filipe IV, e concretamente a partir de 1640, houve várias sucessões e revoltas dos distintos territórios que encontravam-se abaixo do poder do rei. Entre elas, a guerra da Restauração de Portugal, a rebelião da Catalunha (ambos os conflitos que tiveram início em 1640), a conspiração de Andalúcia (1641) e os distintos incidentes acontecidos em Navarra, Nápoles e Sicília no final da década de 1640. Além dessas, também somavam-se as distintas batalhas ocorridas extra peninsular: a guerra dos Países Baixos (renovada em 1621 após a Trégua dos Doze Anos expirar-se) e a guerra dos Trinta Anos. Desta última vez (desde 1635), o confronto com a França estava conectado com o problema catalão.
Portugal havia se rebelado em 1640 sob a liderança de João de Bragança, pretendente do trono. Este havia recebido um apoio geral da cidade portuguesa e os espanhóis que possuíam várias frentes abertas foram incapazes de responder. Espanhóis e portugueses mantiveram um estado de paz de fato entre 1641 e 1657. Quando João IV morreu, os espanhóis inventaram de lutar por Portugal contra seu filho Afonso VI de Portugal, por quem foram derrotados na batalha de Ameixial (1663) e na batalha de Montes Claros (1665), o que levou a Espanha a reconhecer a independência portuguesa em 1668.

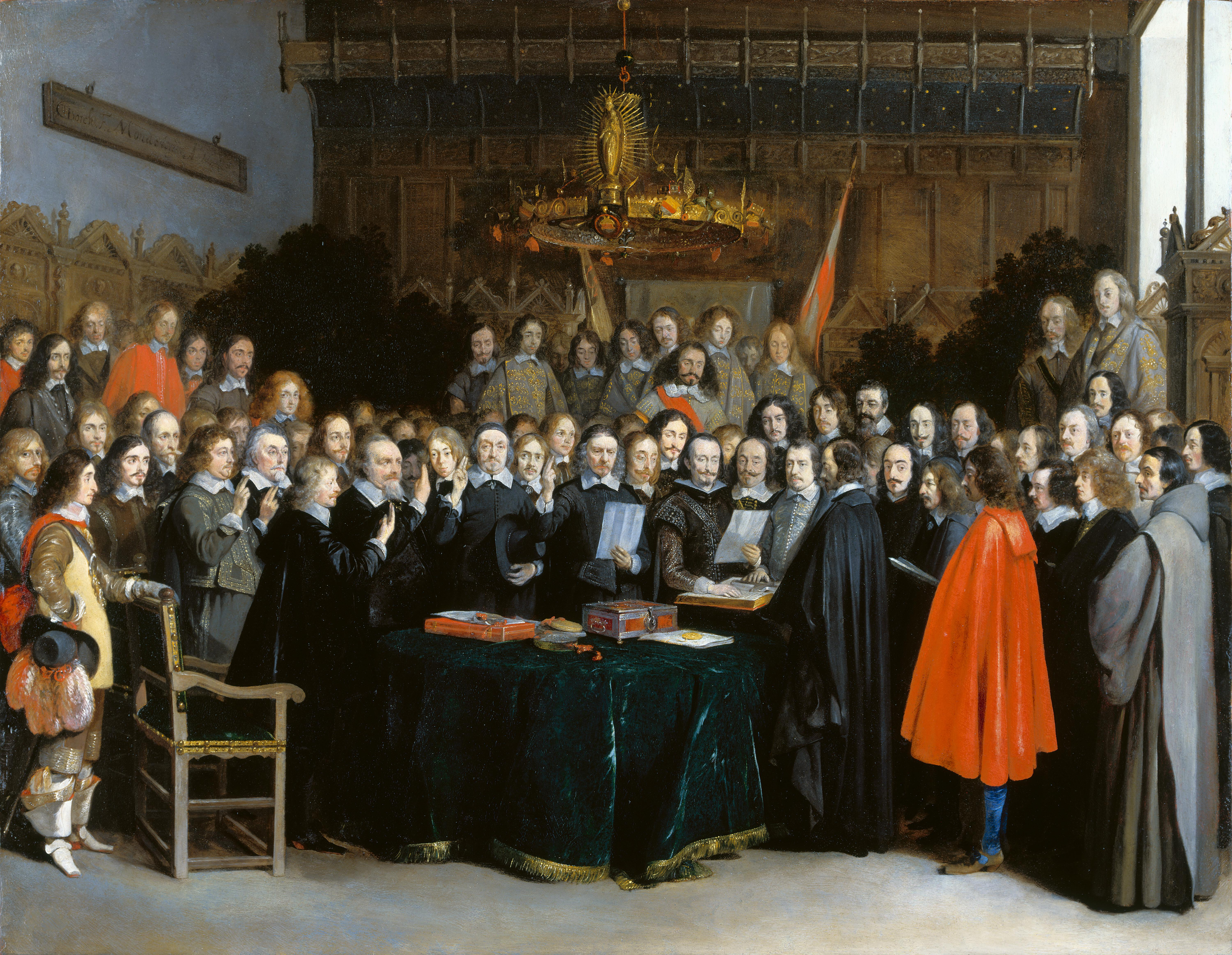
O juramento de ratificação do Tratado de Münster em 1648 (1648) que pôs fim à Guerra dos Oitenta Anos entre a Espanha e os Países Baixos. Gerard ter Borch

Em 1648 os espanhóis firmaram a paz com os holandeses e reconheceram a independência das Províncias Unidas na Paz de Vestfália, que acabou ao mesmo tempo com a Guerra dos Oitenta Anos e a Guerra dos Trinta Anos. Com isso, seguiu-se a expulsão de Taiwan e a perda de Tobago, Curaçao e outras ilhas no mar do Caribe.
A guerra com a França continuou por mais onze anos já que a França queria acabar totalmente com a Espanha e não dar-lhe nenhuma oportunidade de "recuperar-se". A economia espanhola estava tão debilitada que o Império era incapaz de seguir em frente. A sublevação de Nápoles foi sufocada em 1648 e a de Catalunha em 1652, além de ter sido obtido uma vitória contra os franceses na batalha de Valenciennes (1656, a última das vitórias espanholas), com o fim definitivo da guerra marcado pela batalha das Dunas (o de Dunquerque) em 1658, onde o exército francês, sob o comando de Visconde de Turenne, derrotou os restos dos Terços de Flandres. A Espanha aceitou assinar o Tratado dos Pirenéus em 1659, na qual ela cedia à França o Roussillon, a Cerdanha e algumas praças dos Países Baixos como Artois. Além disso, foi feito o matrimônio de uma jovem espanhola com Luís XIV.
Nos últimos anos do reinado de Filipe IV, concluídos os grandes conflitos, Filipe IV pode concentrar-se na frente portuguesa. Contudo, era muito tarde. Meses antes de sua morte (ocorrida em Madrid, no dia 17 de setembro de 1665), a derrota na batalha de Montes Claros (17 de junho) permitiu compensar a perda de Portugal. A situação da Espanha não era mais promissora e a crise humana, material e social afetava profundamente as regiões do interior do país.

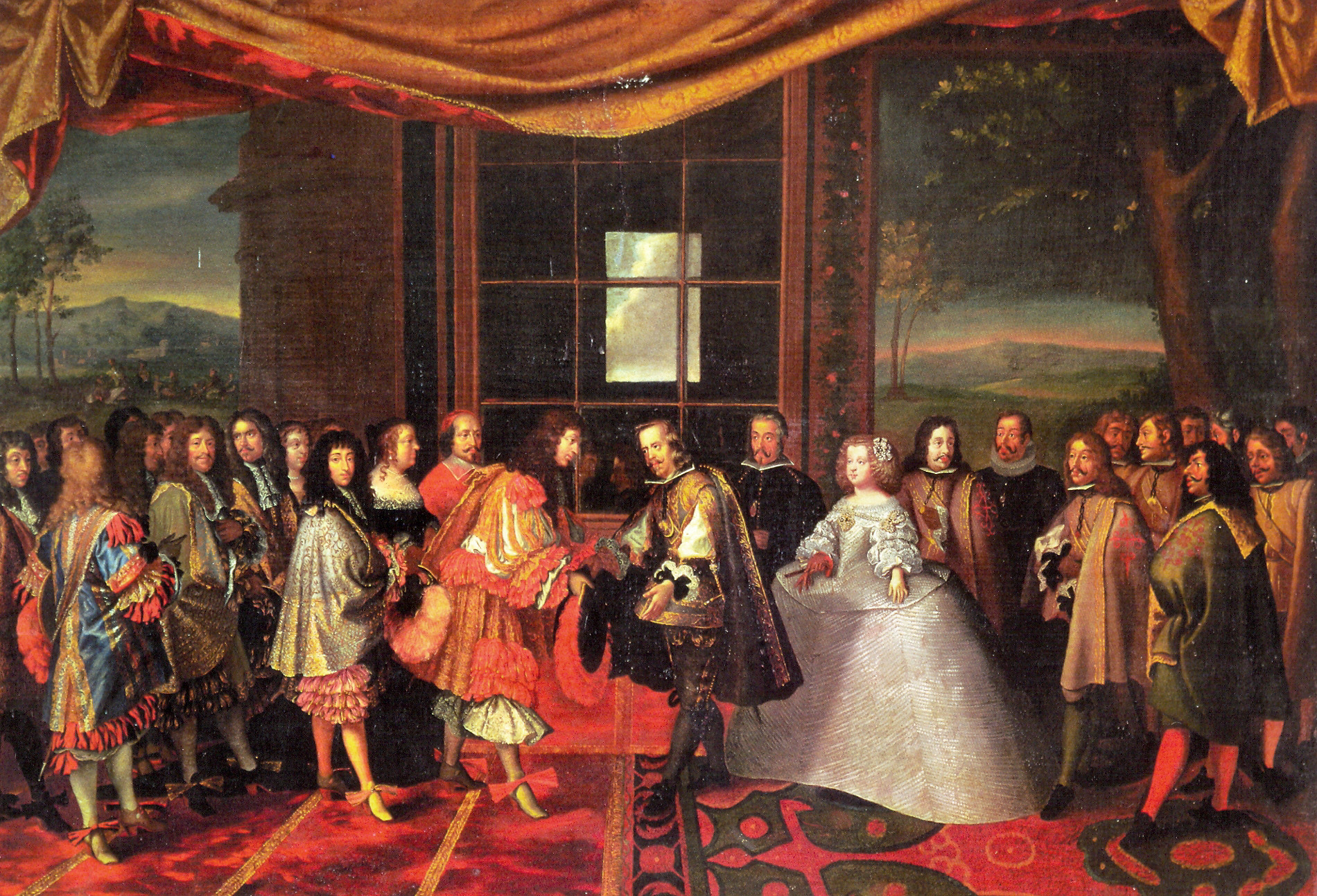
A reunião de Filipe IV de Espanha e Luís XIV da França, em 7 de julho de 1660, na Ilha dos Faisões

A Espanha tinha um grande império ultramarino (agora reduzido pela separação de Portugal e seu império assim como por ataques franceses e ingleses), mas agora a França era a maior potência da Europa.

### O Império com o último Habsburgo (1665-1700)
Durante a morte de Filipe IV, seu filho Carlos II tinha somente quatro anos, fazendo com que a sua mãe, Mariana de Áustria, governasse como regente. Ela acabou entregando as tarefas de regente a um válido, o padre Nithard, um jesuíta austríaco. O reinado de Carlos II pode dividir-se em duas partes. A primeira segue de 1665 até 1679 e é caracterizada pela letargia econômica e pelas lutas de poder entre os válidos do rei, o padre Nithard e Fernando de Valenzuela, com o filho ilegítimo de Filipe IV, Don João José de Áustria. Este último deu um golpe de estado em 1677 que obrigou a monarquia a expulsar Nithard e Valenzuela do governo.
A segunda parte começou em 1680 com a tomada de poder do Duque de Medinaceli como válido. Foi proposta uma nova política econômica desvalorizando a moeda, o que permitiu acabar com as elevações de preços e ajudou a recuperar lentamente a economia. Em 1685, chegou ao poder o Conde de Oropesa, que propôs um orçamento fixo para os gastos da Corte como meio de evitar novas crises financeiras.

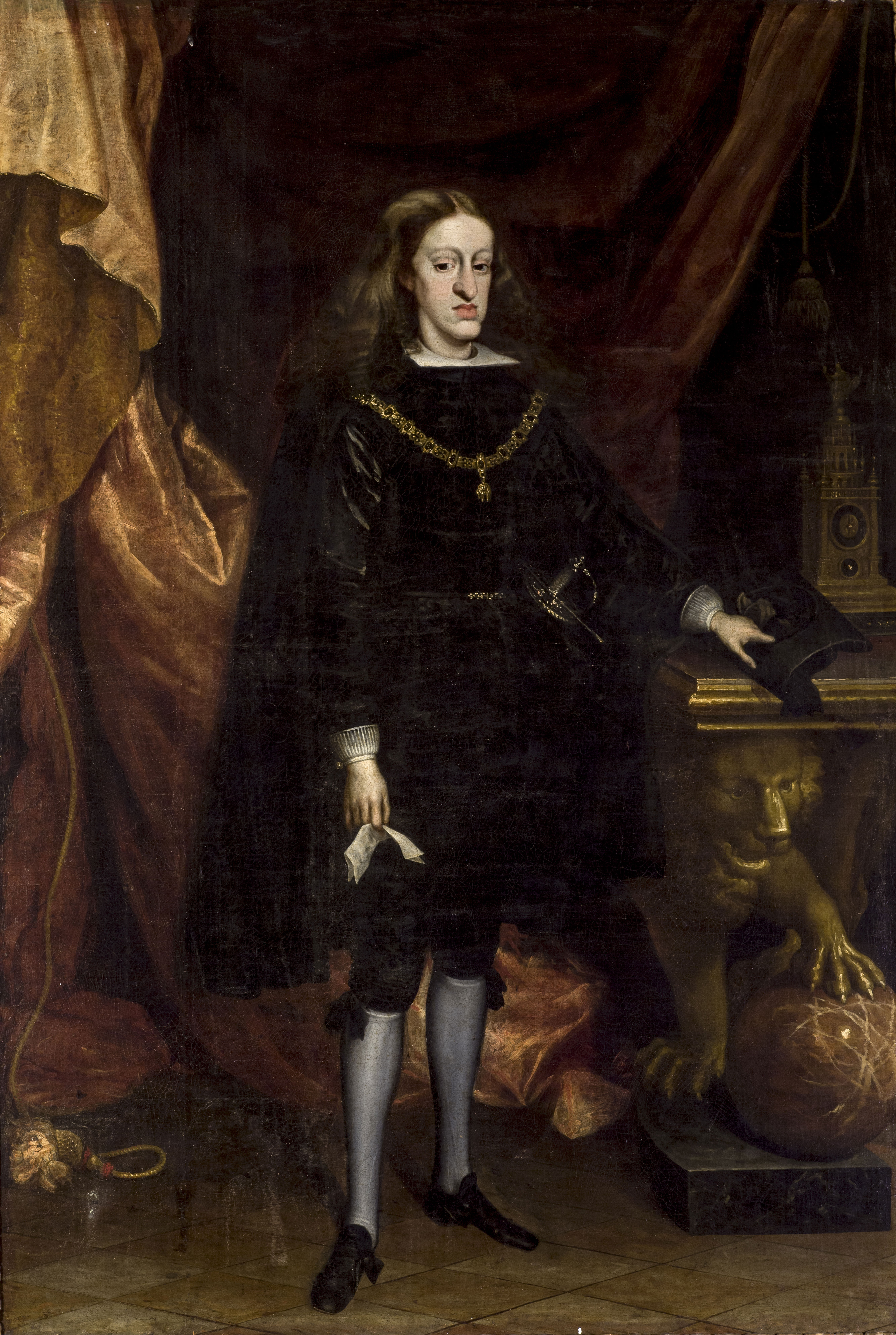
Carlos II de Espanha

Junto de todo seu reinado, as contínuas guerras contra a França fizeram com que os domínios hispânicos na Europa e América fossem "revisadas". Neste contexto situa-se entre outros o Tratado de Ryswick, pelo qual a ilha de São Domingos foi partilhada entre a França e Espanha.
Com as últimas décadas do século XVII vieram uma decadência e estancamento total para a Espanha; enquanto o resto da Europa sofria várias mudanças no governo e na sociedade — a Revolução Gloriosa na Inglaterra (1688) e o reinado do Rei Sol na França — a Espanha continuava à deriva. A burocracia que havia sido constituída durante o reinado de Filipe I e Filipe II exigia uma monarquia forte e trabalhadora; a fraqueza e preguiça de Filipe III e Filipe IV contribuíram com a decadência espanhola. Carlos II era atrasado e impotente, e morreu sem herdeiros em 1700.
A historiografia moderna tende a ser mais condescendente com Carlos II e suas limitações, mostrando que o rei, apesar de estar na fronteira da normalidade mental, era consciente da responsabilidade que possuía, a situação de ganância que vivia seu império e a ideia de majestade que sempre tratou de manter. Isto foi demonstrado em seu testamento que, segundo a canção popular entre falantes de espanhol, foi sua melhor obra; na qual declarava:
Declaro meu sucessor (no caso de que Deus me leve sem deixar filhos) o de Anjou, filho segundo de Delfín de França; e, como a tal, lhe dou a sucessão de todos os meus reinos e domínios sem exceção de nenhuma parte deles. (Tradução livre)

## O Império dos Borbones: Reforma e recuperação (1713 - 1806)

### A mudança da dinastia
O novo rei não foi excessivamente bem recebido na Espanha, além dos atrasos de sua entrada em Madrid devido ao mau tempo e as contínuas recepções, os cortesãos começaram a ver que era abúlico, casto, piedoso, bom seguidor dos desejos do seu confessor e, melancólico, citou uma música:

Anda, menino, anda,
Porque o cardeal o manda.(Tradução livre)

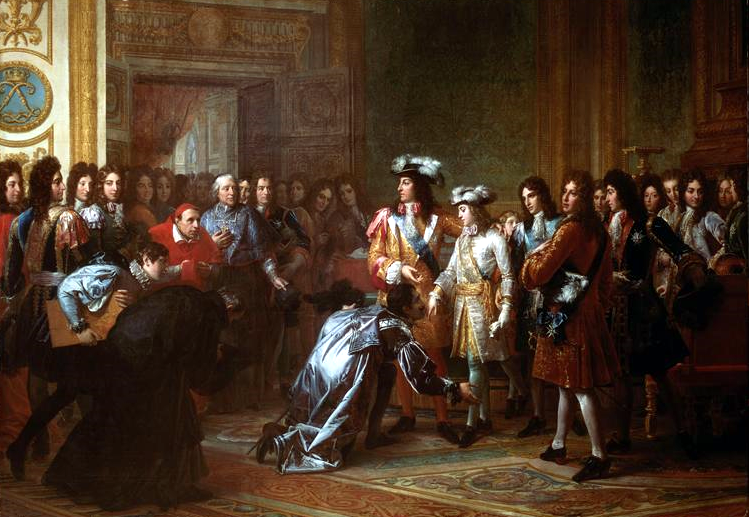
Filipe de Anjou é proclamado Filipe V da Espanha em 16 de novembro de 1700 em Versalhes

Contudo, Filipe V não tinha intenção de usar da Espanha para beneficiar a ele e a seus parentes como pretendia Filipe, o Belo, ele queria ser um bom monarca apesar das variadas diferenças que tinha com sua nova cidade. Tanto é assim que após o famoso discurso que pronunciou o marquês de Castelldosrius, embaixador da Espanha em França, Filipe não compreendeu nada, nem se quer a famosa frase "Ya no hay Pirineos" ("Já não existem os Pirenéus"); porque não sabia espanhol e foi o seu avô, Luís XIV, quem teve de responder por ele; mas ao finalizar sua resposta ao embaixador, o Rei Sol disse ao futuro rei "Seja um bom espanhol". Aquele jovem de 17 anos cumpriu por toda a sua vida aquele mandato.
O desejo das outras potências por Espanha e suas possessões não poderiam ser resolvidas com o verdadeiro testamento. Pelo que os confrontos eram quase inevitáveis; o Arquiduque Carlos de Áustria não resignou, o que levou à Guerra da Sucessão Espanhola (1702–1713).
Esta guerra e as negligências cometidas nela levaram a novas derrotas para as armadas espanholas, chegando incluso ao próprio território peninsular. Assim foi perdido Orã, Minorca e a mais dolorosa e prolongada: Gibraltar, onde havia somente 50 espanhóis defendendo-se contra a frota anglo-holandesa.
Filipe V não estava preparado para dirigir o maior reino daquele momento e ele o sabia; mas também sabia cercar-se das pessoas mais preparadas de sua época. Assim os monarcas Borbon e os homens que vieram com eles trouxeram um projeto para o Império Espanhol e um desejo de juntar-se com ele; por exemplo, Alessandro Malaspina dizia que se sentia "Um italiano na Espanha e um espanhol na Itália", Carlos III mandou esculpir estátuas de todos os reis e dignitários espanhóis de visigodos a herdeiros que se sentiam como tal, o marquês de Esquilache incomodava-se quando os nobres espanhóis não lhe davam atenção como era de costume ou, mais tarde, tomava chocolate, tradição que diferenciava a corte espanhola de outras cortes europeias; mas talvez seja o mais claro Filipe V diante de seu avô Luís XIV, quando tinha diante de si uma possibilidade no futuro de voltar à França como rei de um país no auge no lugar de outro em decadência como era a Espanha; dizem que respondeu:
Está é minha eleição e nada há na terra capaz de me fazer renunciar da coroa que Deus me deu, nada no mundo irá separar-me da Espanha e dos espanhóis.

Cessões pelo Tratado de Utrecht

No Tratado de Utrecht (11 de abril de 1713), as potências europeias decidiram qual ia ser o futuro da Espanha quanto ao equilíbrio do poder. O novo rei da casa de Bourbon, Filipe V, manteve o império de ultramar mas, por outro lado, cedeu a Sicília e parte de Ducado de Milão a Sabóia; e Gibraltar e Minorca à Inglaterra e os outros territórios continentais (os Países Baixos espanhóis, Nápoles, Milão e Sardenha) à Áustria. Além disso, significou a separação definitiva das coroas de França e Espanha, e a renúncia de Filipe V a seus direitos sobre o trono francês. Com isto, o Império dava as costas aos territórios europeus. Ademais, foi garantido à Inglaterra o tráfico de escravos durante trinta anos ("asiento").

### A reforma do Império
Com o monarca Bourbon foi modificado toda a organização territorial do Estado com uma série de decretos chamados Decretos do Novo Plano, sendo eliminados os privilégios e imunidades dos antigos reinos peninsulares e sendo unificado todo o Estado Espanhol a dividi-lo em províncias chamadas Capitanias-gerais por um oficial e quase todas elas regidas com as mesmas leis; com isto foi possível homogeneizar e centralizar o Estado Espanhol utilizando o modelo territorial da França.

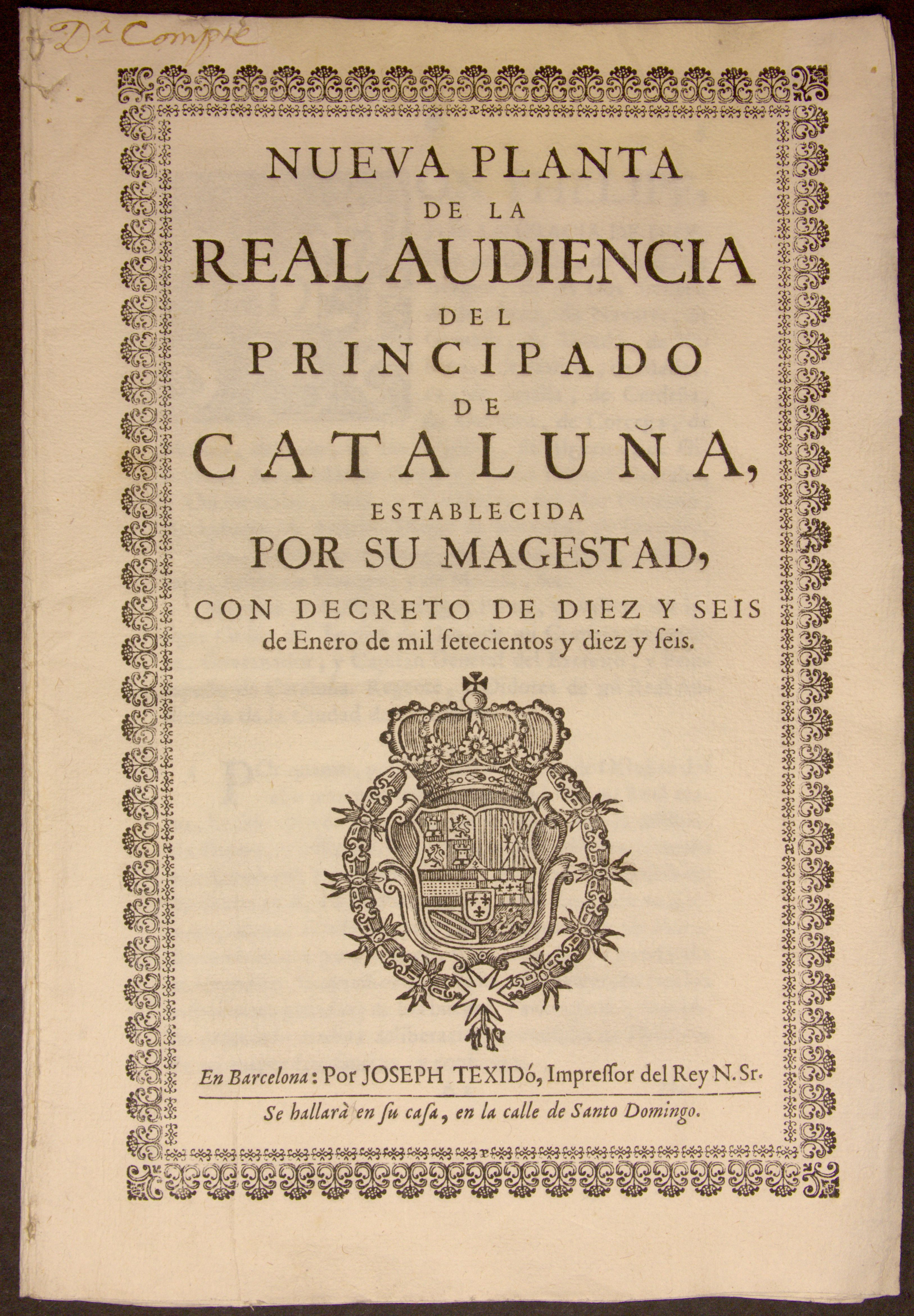
Capa dos Decretos de Nueva Planta

Por outro lado, com Filipe V chegaram ideias mercantilistas francesas baseadas numa monarquia centralizada, posta em funcionamento na América lentamente. Suas maiores preocupações foram romper o poder da aristocracia crioula e também debilitar o controle territorial da Companhia de Jesus: os jesuítas foram expulsos da América espanhola em 1767. Além dos já estabelecidos consulados de Cidade do México e Lima, foi também estabelecido o de Vera Cruz.
Entre 1717 e 1718 as instituições para o governo das Índias, o Conselho das Índias e a Casa de Contratação de Índias, moveram-se de Sevilha a Cádis, que se tornou o único porto de comércio com as Américas.
Os órgãos executivos foram reformados criando as secretarias de estado que seria o embrião dos ministérios. Foi reformado o sistema de alfândegas e tarifas e o contributivo, foi criado o cadastro (apesar de não chegar a estar completamente reformada à política contributiva), foi reestruturado o Exército Espanhol em regimentos no lugar de em terços…; mas talvez a grande conquista tenha sido a unificação das distintas frotas e arsenais na Armada. Dedicaram-se às estas reformas homens como José Patiño Rosales, José Campillo ou Zenão de Somodevilla, que foram exemplos de meritocracia e alguns dos melhores especialistas em matéria naval de sua época.
Às estas reformas seguiu uma nova política expansionista que buscava recuperar as posições perdidas. Assim, em 1717 a armada espanhola recuperou Sardenha e Sicília, que logo tiveram que abandonar diante da coligação da Áustria, França, Grã-Bretanha e Holanda, que venceram em Cabo Pessaro. Contudo, a diplomacia espanhola, apoiada pelo Pacto de Família com seus parentes franceses, ia assegurar que a coroa do Reino das Duas Sicílias cairia sob o poder do segundo filho do rei espanhol. O novo ramo dinástico seria conhecida mais tarde como Bourbon-Duas Sicílias.

### As guerras coloniais durante oséculo XVIII

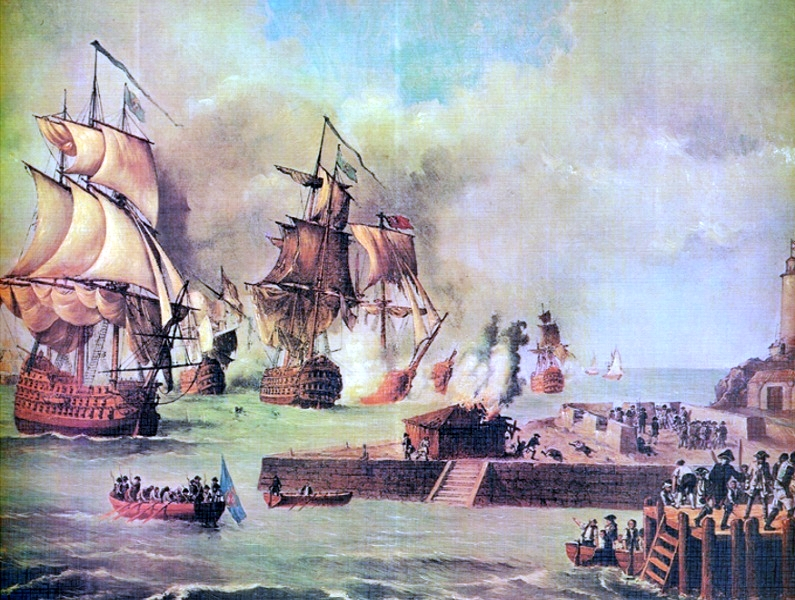
Em 1741 uma enorme frota britânica liderada pelo Almirante Vernon foi derrotada pelas forças espanholas de Blas de Lezo durante o Cerco de Cartagena das Índias

Uma das vitórias espanholas mais importantes de todo o período colonial na América, e sem dúvida a mais transcendente do século XVIII, foi a da Batalha de Cartagena de Índias em 1741 (ver Guerra da orelha de Jenkins) na qual uma colossal frota de 186 navios ingleses com 23 600 homens a bordo atacou o porto espanhol de Cartagena das Índias (hoje Colômbia). Esta ação naval foi a maior da história da marina inglesa e a segunda maior de todos os tempos depois da Batalha da Normandia. Após dois meses de intenso fogo de canhões entre os navios ingleses e as baterias de defesa da Baía de Cartagena e do Forte de São Filipe de Bajaras, os assaltantes bateram retirada após perder 50 navios e 18 000 homens. A estratégia sucessiva do grande almirante espanhol Blas de Lezo foi determinante para conter o ataque inglês e trazer uma vitória que supôs a prolongação da supremacia naval espanhola até princípios do século XIX. Após a derrota, os ingleses proibiram a difusão da notícia e a censura foi tão brusca que poucos livros de história ingleses contêm referências a esta transcendental batalha naval. Mesmo atualmente não se sabe muito desta grandiosa disputa, ao contrário do bem-conhecido episódio de Trafalgar ao da invencível Armada.
A Espanha também enfrentou Portugal pela Colônia do Sacramento (o que é atualmente o Uruguai), que era a base de contrabando britânico pelo Rio da Prata. Em 1750, Portugal cedeu a colônia à Espanha em troca de sete das trinta missões guaranis dos jesuítas na fronteira com o Brasil. Os espanhóis tiveram que expulsar os jesuítas, gerando um conflito com os guaranis que durou cerca de onze anos.

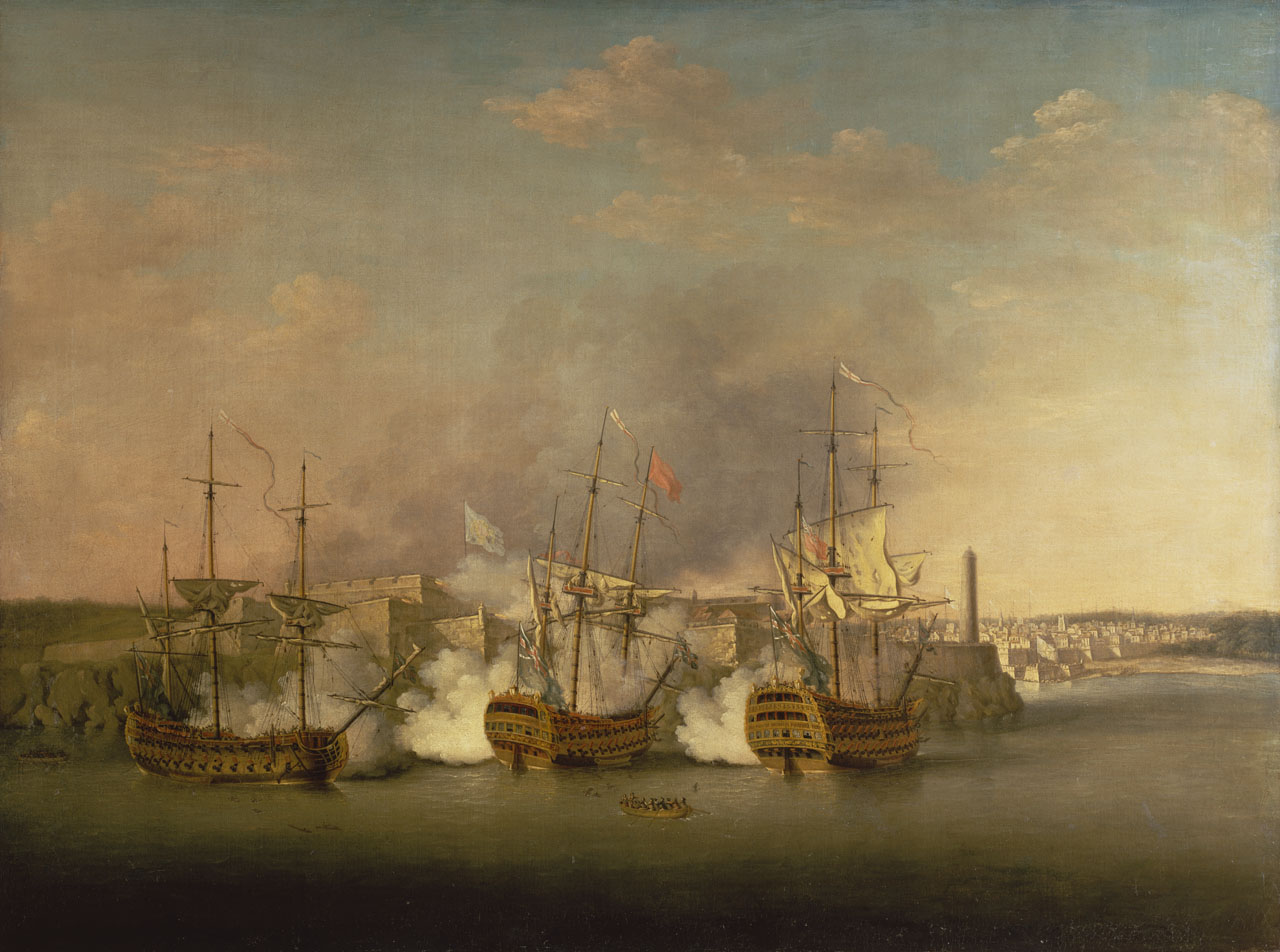
Cerco ao Castillo del Morro em Havana durante a Guerra dos Sete Anos

O desenvolvimento do comércio naval promovido pelos Bourbones na América foi interrompido pela frota britânica durante a Guerra dos Sete Anos (1756-1763) na qual a Espanha e a França enfrentaram a Grã-Bretanha e Portugal por conflitos coloniais. Os êxitos espanhóis no norte de Portugal foram respondidos pela tomada inglesa de Havana e Manila. Finalmente, o Tratado de Paris (1763) pôs um fim à guerra. Com esta paz, a Espanha recuperou Manila e Havana, embora tivesse de devolver Sacramento. Além disso, a França entregou à Espanha Luisiana ao oeste do Mississippi, incluindo sua capital, Nova Orleães, e a Espanha cedeu a Flórida à Grã-Bretanha.
Em qualquer caso, o século XVIII foi um período de prosperidade no império ultramarino graças ao crescimento constante do comércio, sobretudo na segunda metade do século devido às reformas bourbônicas. As rotas de um único barco em intervalos regulares foram lentamente substituindo a antiga prática de enviar as frotas de Índias, e na década de 1760, havia rotas regulares entre Cádis, Havana e Porto Rico, e em intervalos mais largos com o Rio da Prata, de onde havia sido criado um novo vice-reino em 1776. O contrabando, que foi o "câncer" do império dos Habsburgo, diminuiu quando foram postos em andamento os navios de registro.
Em 1777 uma nova guerra com Portugal acabou com o tratado de Santo Ildefonso, pelo qual a Espanha recuperava Sacramento e ganhava as ilhas de Ano Bom e Bioko, em águas de Guiné, em troca de retirar-se de suas novas conquistas no Brasil.

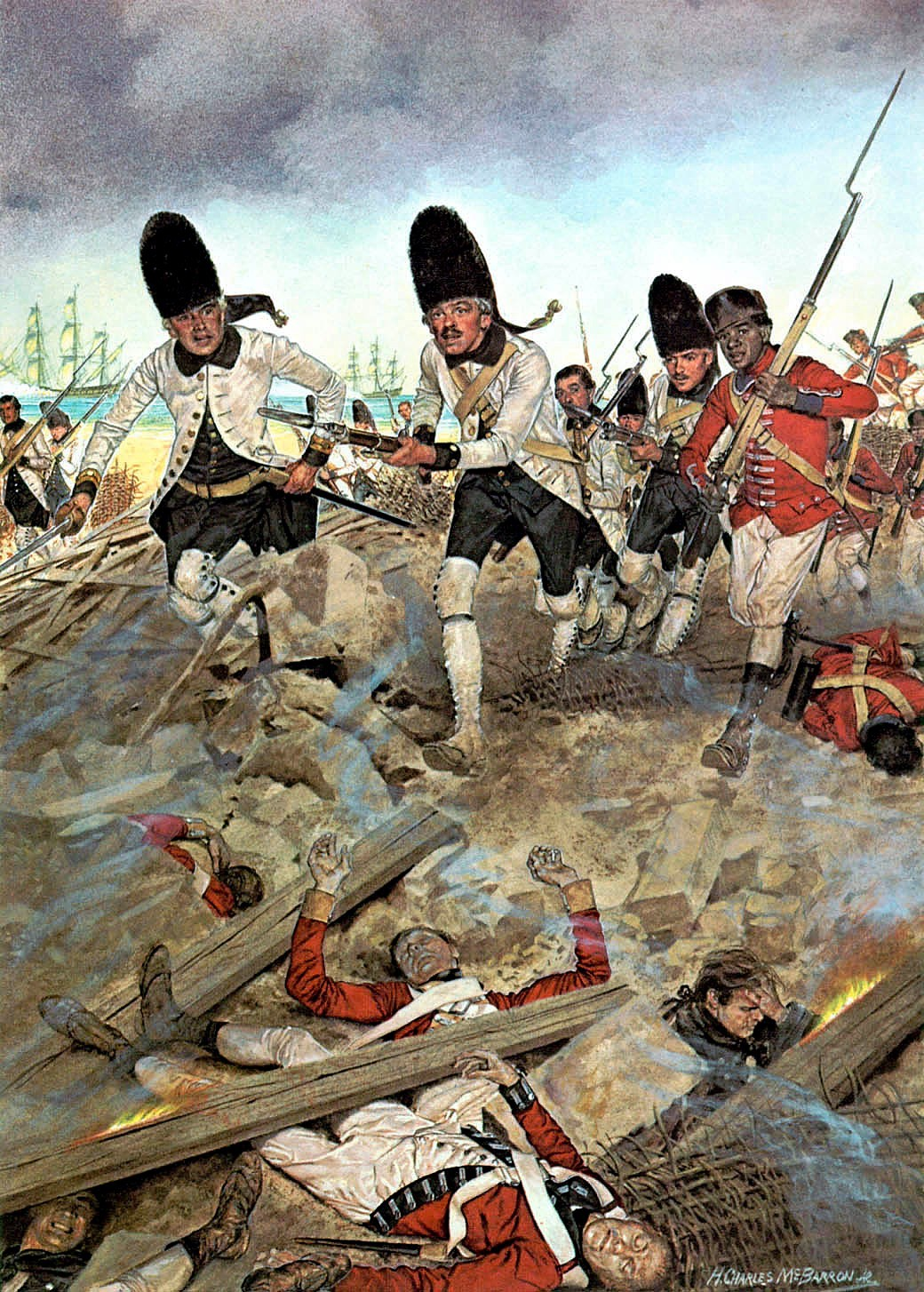
Um exército espanhol captura a britânica Pensacola em 1781. Em 1783, o Tratado de Paris devolveu toda a Flórida à Espanha para o retorno das Bahamas

Posteriormente, dois fatos chocaram a América espanhola e ao mesmo tempo demonstraram a elasticidade e resistência do novo sistema reformado: a revolta de Túpac Amaru em Peru em 1780 e a rebelião em Venezuela. As duas, em parte, eram reações ao maior centralismo da administração bourbônica.
Na década de 1780 o comércio interior no Império voltou a crescer e sua frota tornou-se a maior e mais rentável. O fim do monopólio de Cádis para o comércio americano suposto marcou o renascimento das manufaturas espanholas. O fato mais notável foi o rápido crescimento da indústria têxtil em Catalunha, que no final do século mostrava sinais de industrialização com uma surpreendente e rápida adoção de máquinas mecânicas para produzir, tornando-se a mais importante indústria têxtil do Mediterrâneo. Isto marcou a aparição de uma pequena mas politicamente ativa burguesia em Barcelona. A produtividade agrária manteve-se baixa apesar dos esforços para introduzir nova maquinaria para uma classe campestre muito explorada e sem terras.
A recuperação gradual das guerras foi de novo interrompida pela participação da Espanha na Guerra da Independência dos Estados Unidos da América (1779-1783), em apoio dos Estados rebeldes e os consequentes confrontos com a Grã-Bretanha. O Tratado de Paris de 1783 marcou de novo a paz e a recuperação de Flórida e Menorca (consolidando a situação, como elas haviam sido recuperadas previamente pela Espanha) assim como o abandono britânico de Campeche e da Costa dos Mosquitos no Caribe. Contudo, a Espanha fracassou a tentar recuperar Gibraltar depois de uma duradoura e persistente batalha e teve que reconhecer a soberania britânica sobre as Bahamas, de onde haviam sido instalados numerosos apoiadores do rei procedentes das colônias perdidas, e o Arquipélago de San Andrés e Providencia, ganho pela Espanha e que não podia ser controlado.

Impérios espanhol e português nas Américas, 1790

Enquanto isso, com a Convenção de Nutka (1791), foi resolvida a disputa entre a Espanha e Grã-Bretanha acerca dos assentamentos britânicos e espanhóis na costa do Pacífico, delimitando-se assim à fronteira entre ambos os países. Também neste mesmo ano o rei da Espanha ordenou a Alessandro Malaspina buscar a Passagem do Noroeste (Expedição Malaspina).

### Espanha em 1800
As reformas econômicas e institucionais produziram seus frutos, militarmente falando, quando os ingleses foram derrotados durante a Guerra da orelha de Jenkins em sua intenção de conquistar a estratégica praça de Cartagena das Índias.
Como resultado, a Espanha do século XVIII foi uma potência de nível médio nos jogos de poder, sem seu antigo nível de superpotência. Seu extenso império nas Índias lhe dava uma notável relevância e, embora tenha sido superior na Europa à importância da França, da Inglaterra ou da Áustria, ainda manteve a mais importante frota do mundo e sua moeda era a mais forte.
Apesar do fato do império espanhol não ter sido recuperado ao seu antigo esplendor, a Espanha tinha sido protegida consideravelmente dos seus dias obscuros do começo do século, nos quais estava a mercê de outras potências. Sendo um século majoritariamente pacífico sob a nova monarquia, isto permitiu reconstruir e começar um largo processo de modernização das instituições e da economia. A queda demográfica do século XVII tinha sido invertida, embora tenha sido necessário incentivar as imigrações de outros países europeus, fundamentalmente de alemães e suíços. Por outro lado, tudo ia cair às sombras devido ao tumulto que viria a ocupar a Europa na transição do século: as Guerras revolucionárias francesas e as Guerras Napoleónicas.

## O fim do Império global (1808–1898)

### A Revolução francesa e as Guerras Napoleônicas
Depois da Revolução francesa de 1789, a Espanha se uniu aos países que se apoiaram para combater a Revolução. Um exército dirigido pelo general Ricardos reconquistou o Rosolón, mas apenas alguns anos depois, em 1794, as tropas francesas os expulsaram e invadiram o território espanhol. A ascensão de Manuel de Godoy a primeiro-ministro causou uma política de apaziguamento com a França: com a paz de Basileia de 1795 se logrou a retirada francesa em troca da metade da Hispaniola (o atual Haiti).

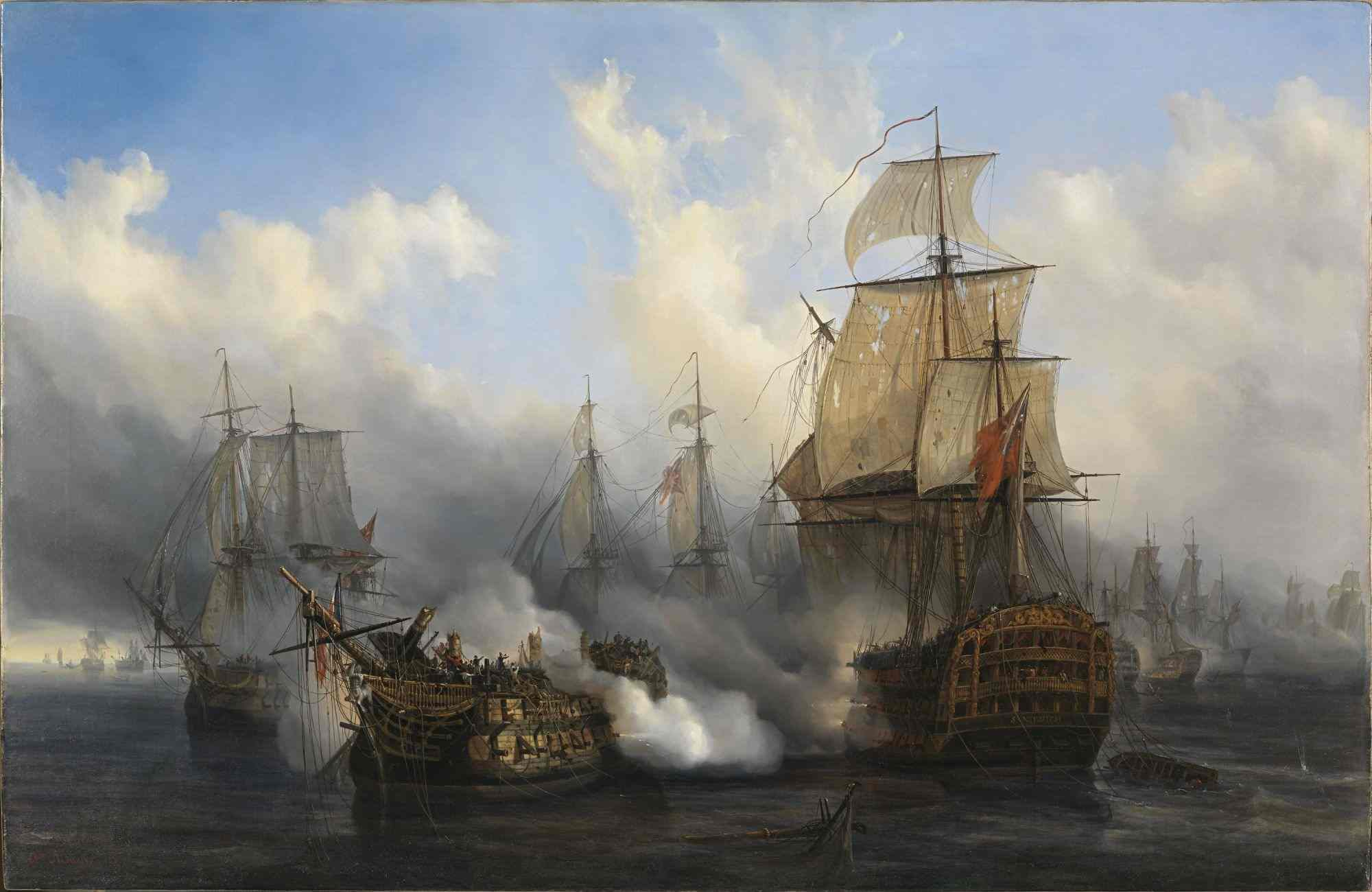
O Bucentaure e o HMS Temeraire na Batalha de Trafalgar (1805)

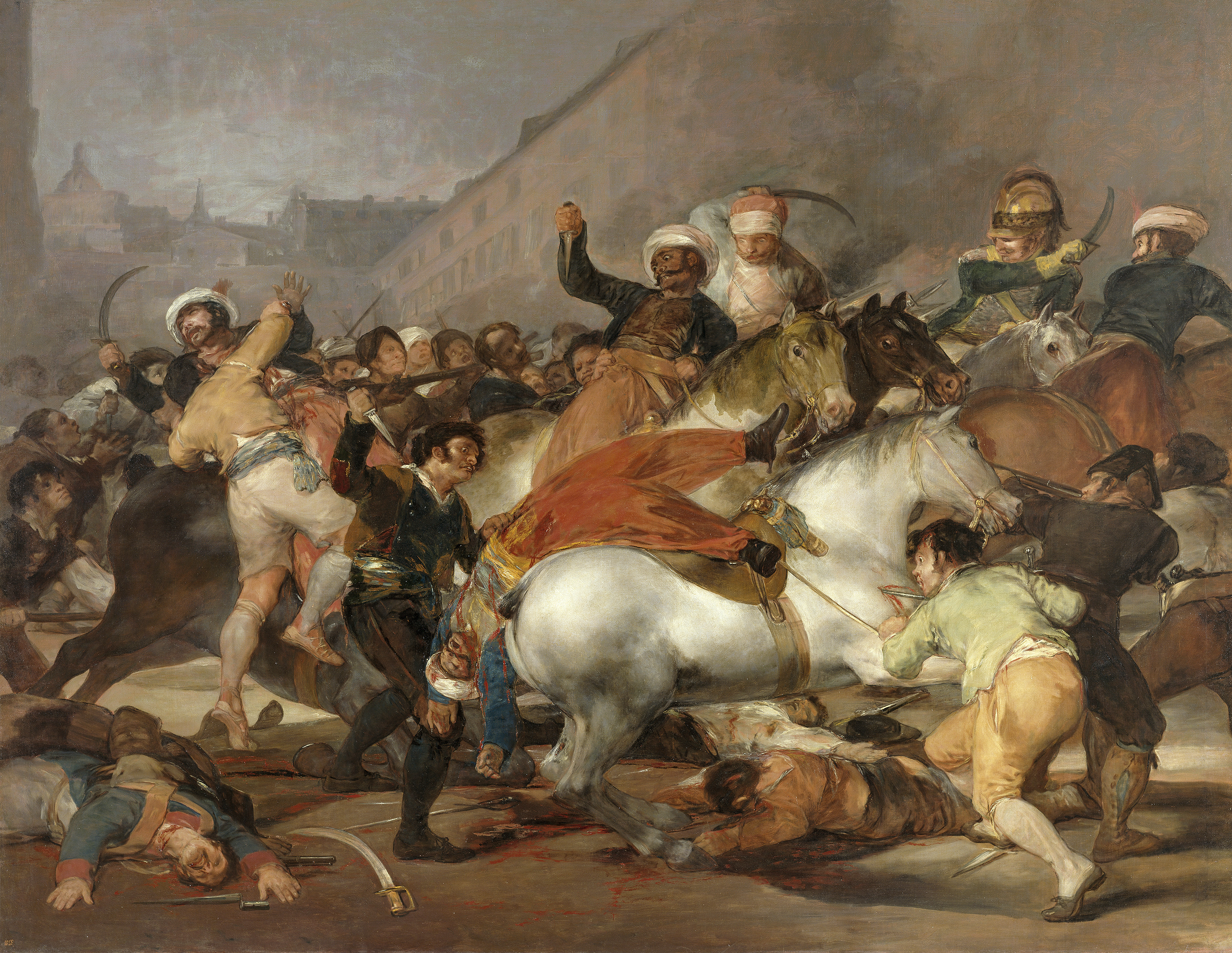
2 de maio de 1808: La carga de los mamelucos, de Francisco de Goya

Em 1796 o tratado de Santo Ildefonso se sobrepôs à aliança com a França Napoleônica contra o Grã-Bretanha, o que sobrepôs a união de suas respectivas forças armadas. O batalha naval do cabo de São Vicente foi uma vitória relativa para os britânicos, que não souberam aproveitar, ainda que em Cádis e Santa Cruz de Temerife a frota britânica sofreu sérios fracassos, dentre os quais se destacam a perda de Trinidad (1797) e Minorca. Em 1802, firmou-se a Paz de Amiens, trégua que permitiu à Espanha recuperar Minorca.
Prontamente reuniram-se as hostilidades, desenvolvendo-se o projeto napoleônico de uma invasão através do Canal da Mancha. Contudo, a destruição da frota aliada franco-espanhola na Batalha de Trafalgar (1805) arruinou o plano e diminuiu a capacidade da Espanha de defender e manter seu Império. Após a derrota de Trafalgar, a Espanha encontrou-se sem uma Armada capaz de enfrentar-se à inglesa, assim cortando completamente a comunicação internacional.
Enquanto as coligações sucessivas eram derrotadas uma e outra vez por Napoleão Bonaparte no continente, a Espanha livrou-se de uma guerra menor contra Portugal (Guerra das Laranjas) que lhe permitiu anexar-se a Olivença. Em 1800 a França recuperou Luisiana. Quando Napoleão decretou o Bloqueio continental, a Espanha colaborou com a França na ocupação de Portugal, país que desobedeceu ao bloqueio. Assim, as tropas francesas entraram no país, dividindo unidades em partes da fronteira.
Em 1808, Napoleão aproveitou-se das disputas entre o rei espanhol Carlos IV e seu filho, o futuro Fernando VII, e conseguiu que eles lhe cedessem o trono, de modo que a Espanha foi tomada por Napoleão sem disparar nem uma bala.
Então foi produzido o levantamento popular de 2 de maio de 1808. Os espanhóis rebeldes a Napoleão se depararam ao sul da Espanha e começaram a conhecida como Guerra da Independência Espanhola que tenderia a um momento de otimismo com a derrota dos exércitos franceses na Batalha de Bailén, a ordem do general Castanhos (a primeira derrota de um exército de Napoleão), que os espanhóis não souberam aproveitar, pois, em seguida, foram desmobilizados. O posterior contra-ataque francês capitaneado por Napoleão restabeleceu a autoridade de seu irmão José I, que foi nomeado rei. Os confrontos continuaram, agora com a aparição das guerrilhas. Quando, com a ajuda inglesa, a Espanha conseguiu expulsar os franceses, e depois da Batalha de Waterloo, Fernando VII recuperou o trono e teve que enfrentar-se com a independência das colônias.

### A independência das colônias americanas

Mapa das Guerras entre a Espanha e suas colônias na América Latina:
Reação Realista
Território sob controle independentista
Território sob controle independentista
Espanha sob a invasão de Napoleão
Espanha sob a Revolução Liberal

Depois de sucessivas insurreições ao longo de toda a era colonial, a guerra de independência hispano-americana começou a desencadear-se quando as disputas pelo trono entre o rei espanhol Carlos IV e seu filho, o futuro Fernando VII, foram aproveitadas por Napoleão para intervir e impor as chamadas "abdicações de Bayona" de 1808, pelas quais ambos renunciaram sucessivamente ao trono da Espanha em favor finalmente de José Bonaparte, logo do qual Fernando ficou cativo. Mas a intervenção francesa desencadeou um levantamento popular conhecido como Guerra da Independência Espanhola (1808–1814) que trouxe incerteza sobre qual era a autoridade efetiva que governava a Espanha.
Ante a ausência de uma autoridade certa na Espanha e o cativeiro de Fernando VII, os povos hispano-americanos, muitas vezes sob a direção dos crioulos, começaram uma série de insurreições, e deixaram de reconhecer as autoridades coloniais, que nas reformas prévias haviam ficado reduzidas a meros agentes de um governo que estava de mãos atadas. Em 5 de agosto de 1808 reuniu-se na Cidade do México a primeira junta revolucionária, à qual se seguiram levantamentos em todo o continente para formar juntas de autogoverno.
As autoridades espanholas na América e logo o rei Fernando VII ao recuperar a coroa espanhola em 1814, negaram legitimidade às juntas de autogoverno americanas. O vice-rei Fernando de Abascal, e Pablo Morillo chefe da expedição pacificadora, foram os principais organizadores da defesa da monarquia espanhola.
Os movimentos populares das colônias espanholas aprofundaram a insurreição para enfrentar-se abertamente ao rei espanhol em uma guerra de alcance continental com o objetivo de estabelecer estados independentes, que geralmente se tornaram regimes republicanos. Nas guerras da independência hispano-americana se destacaram Simón Bolívar e José de San Martín, chamados Libertadores, que conduziram os exércitos insurretos que derrotaram definitivamente as tropas leais à monarquia espanhola, chamadas Realistas, na Batalha de Ayacucho em 1824.
A partir da década de 1810, e depois de complexos processos políticos, as colônias espanholas na América formaram os atuais estados hispano-americanos.

### Decadência final e o "Desastre de 98"

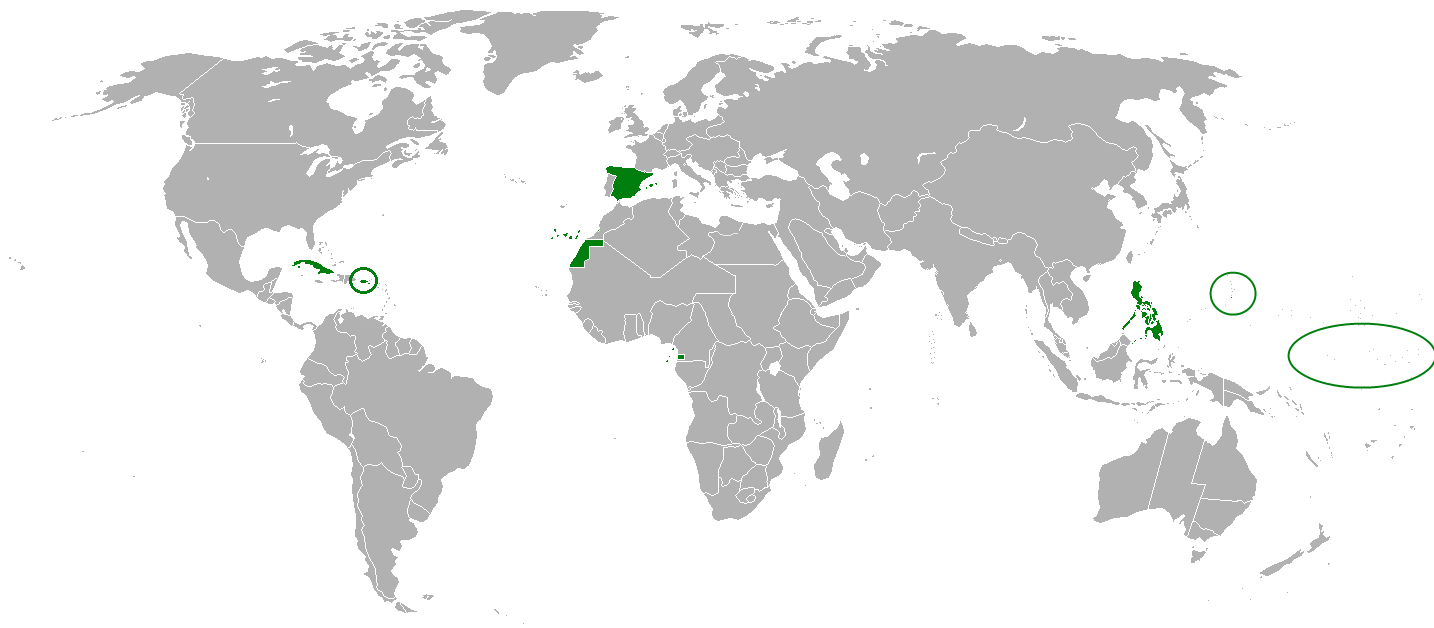
O Império Espanhol em 1898

Na qual decaiu o Império, a guerra da independência foi seguida por uma monarquia absoluta ("Década Ominosa"), conflitos dinásticos, levantamentos absolutistas, pronunciamentos liberais e lutas pelo poder entre facções liberais que só permitiram certos períodos estáveis o bastante para o desenvolvimento de uma política exterior ativa. Destaca-se entre eles o governo de Leopoldo O'Donnell (1856-1863), que levou a uma dura repressão da dissidência, mas que pôde voltar a intervir ativamente na cena internacional: ganhou uma guerra de Marrocos com as vitórias de Tetuán e Wad-Ras que permitiu ampliar Ceuta e recuperar a paz de Santa Cruz da Mar Pequena, na costa atlântica; tratou de pacificar Filipinas, apoiou-se a Maximiliano de México, sustentado pelas potências coloniais e junto aos franceses enviou-se numa expedição de castigo à Cochinchina, donde haviam sido exilados vários missionários. Paralelamente, Pedro Santana, a cabeça de certa facção dominicana, devolveu a hoje República Dominicana a um status colonial só para que as transformações da política interna da ilha e o apoio haitiano a fizeram perder-se definitivamente em 1865.
A crise econômica derivada da subida do preço do algodão pela Guerra da Secessão americana, as más colheitas e os resultados pobres dos intentos de modernização da agricultura (desamortização), infraestruturas (ferroviárias) acabaram com o regime de O'Donnell e sua experiência imperialista. As guerras e disputas entre progressistas, liberais e conservadores, que se negavam a aceitar que o país tivera um status abaixo da escala internacional, se fizeram frequente. O descontentamento crescente pela instabilidade e a perene crise econômica provocaram uma revolução, quando o comandante da marinha passou a experimentos políticos e a Primeira República Espanhola. A posterior restauração monárquica de 1875 marcou um novo período, mais favorável, quando Afonso XII e seus ministros tiveram certo êxito em recobrar o vigor da política e o prestígio espanhóis, em parte por haver aceitado a realidade das circunstâncias espanholas e trabalhar inteligentemente.

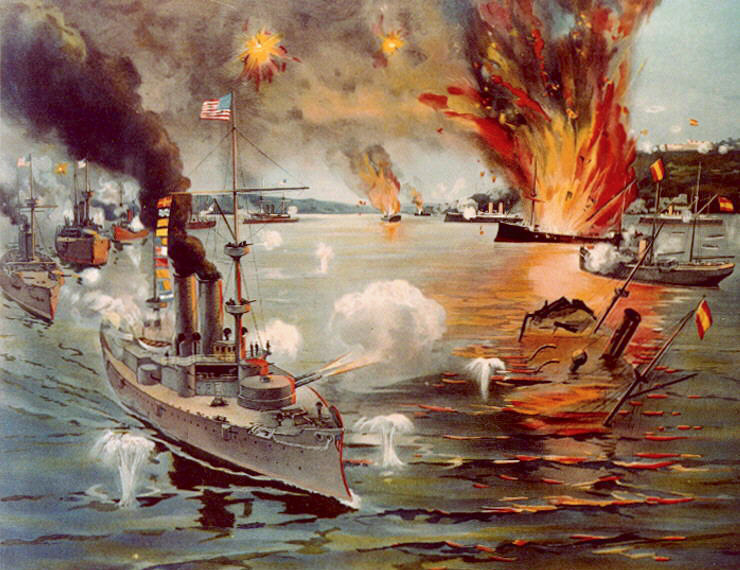
, da esquadra asiática dos Estados Unidos, a destruir a frota espanhola na Batalha de Cavite, o primeiro grande conflito da Guerra Hispano-Americana.

Apesar destas idas e vindas, a Espanha manteve o controle dos últimos fragmentos de seu império até o incremento de novo do nacionalismo e de levantamentos anticoloniais em várias zonas, que se foram desencadeando durante a década de 1870. Até o conflito se tornaria internacional à raiz da implicação dos Estados Unidos, temendo a guerra hispano-americana de 1898, quando uma débil Espanha se enfrentou com uns Estados Unidos muito mais fortes e que necessitavam novos mercados para continuar ampliando sua forte economia.
O desencadeante desta guerra foi o afundamento do encouraçado Maine, pelo qual se culpou a Espanha (depois de uma agressiva campanha de imprensa de William Randolph Hearst). As últimas investigações não haviam chegado a demonstrar nada de forma concludente: nem foi um acidente ou uma sabotagem externa, nem quem seria o responsável, ainda assim existe a teoria de que foram os próprios americanos que provocaram o incêndio no Maine com o propósito de afundá-lo, culpar a Espanha e provocar uma guerra para apoderar-se das colônias espanholas, se autodefinindo como defensor dos cubanos contra a tirania espanhola.
Esta guerra acabou com uma humilhante derrota espanhola e a independência de Cuba. Nas Filipinas, os independentistas também contaram com o apoio americano. A Espanha se viu forçada a pedir um armistício, e se firmou o Tratado de Paris, pelo qual a Espanha renunciava definitivamente a Cuba e eram cedidas aos Estados Unidos as Filipinas, Porto Rico e Guam. Esta série de sucessões é conhecida como o "Desastre de 98". A derrota pôs fim ao Império Espanhol na América e, um ano mais tarde, no Oceano Pacífico com o Tratado Germano-Espanhol de 1899.

## Os últimos territórios, África (1898-1975)

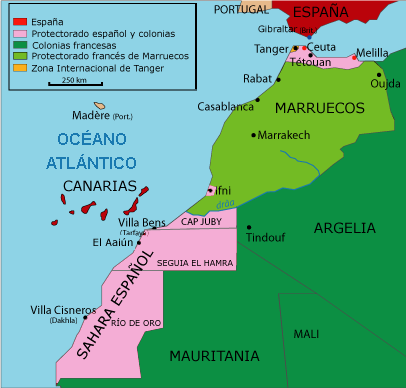
Possessões no norte da África

Desde 1778 com o Tratado de El Pardo, onde os portugueses cederam à Espanha a troca de territórios na América do Sul a ilha de Bioko e ilhotes que o cercavam assim como os direitos comerciais do território entre os rios Níger e Ogoué, a Espanha manteve sua presença no Golfo da Guiné.
No século XIX, alguns exploradores, como Manuel Iradier, cruzaram este limite. Enquanto isso, os confrontos no Mediterrâneo haviam continuado, perdendo-se as posições espanholas no norte da África. Em 1848, contudo, as tropas espanholas conquistaram as ilhas Chafarinas. A perda da maior parte do Império Americano levou a Espanha a preocupar-se cada vez mais com seus domínios na África, sobretudo após a derrota contra os Estados Unidos em 1898.
Em 1860, após a guerra contra Marrocos, este país cedeu Sidi Ifni pelo Tratado de Wad-Ras. As décadas posteriores de colaboração franco-espanhola implicaram o estabelecimento da extensão dos protetorados espanhóis ao sul da cidade e a soberania espanhola foi reconhecida na Conferência de Berlim de 1884: Espanha administrava Sidi Ifni e a Saara Ocidental ao mesmo tempo.
A Espanha conseguiu também um protetorado na costa de Guiné de cabo Bojador até o cabo Branco. O Rio Muni foi convertido num protetorado em 1885 e em colônia em 1900. As queixas conflitantes sobre Guiné foram resolvidas no Tratado de Paris (1898).

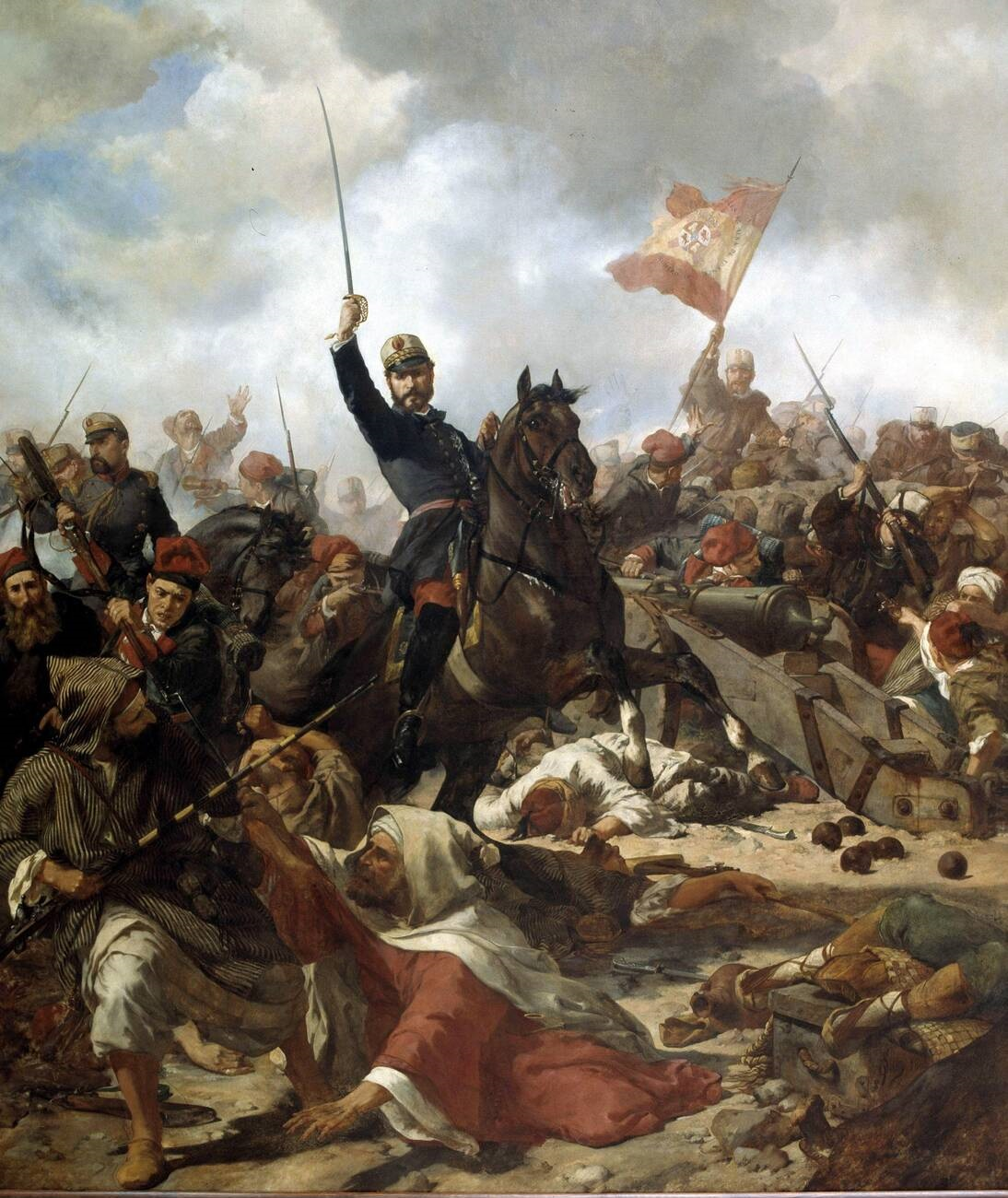
Juan Prim y Prats durante a batalha de Tétouan, parte da Guerra do Marrocos

Em 1911, Marrocos foi dividida entre franceses e espanhóis. A Batalha de Annual (1921) foi uma grave derrota militar infligida ao exército espanhol, compensada anos depois, em 8 de setembro de 1925, pelo desembarque que aconteceu ao oeste da baía de Al Hoceima conhecido como o desembarque de Al Hocemia dirigida pelo general e ditador espanhol Primo de Rivera. Entre 1926 e 1959, Bioko e Rio Muni estiveram unidas sob o nome de Guiné Espanhol.
A Espanha perdeu o interesse de desenvolver uma extensa estrutura econômica nas colônias africanas durante a primeira parte do século XX. Contudo, Espanha desenvolveu extensas plantações de cacau, para as quais foram introduzidos milhares de nigerianos como trabalhadores. Os espanhóis também ajudaram a Guiné Equatorial a alcançar um dos melhores níveis literários do continente e a desenvolver uma rede de instalações sanitárias.
Em 1956, quando o protetorado francês de Marrocos tornou-se independente, a Espanha entregou o sul ao novo Marrocos independente, mas manteve o controle sobre Sidi Ifni, a região de Tarfaya e a Saara Ocidental. O rei de Marrocos, Maomé V, estava interessado nos territórios espanhóis e libertou a invasão do Saara Espanhol em 1985 por parte do exército marroquino. Esta guerra foi conhecida como a Guerra de Ifni ou Guerra Esquecida. Neste mesmo ano, a Espanha cedeu a Mohamed V Tarfaya e anexou Saguia el Hamra (ao norte) e Rio do Ouro (ao sul) ao território do Saara Espanhol.

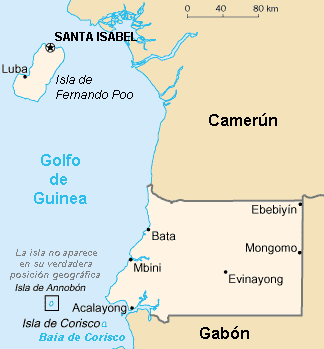
Guiné Espanhola

Em 1959, foi concedido ao território espanhol do Golfo da Guiné o status de província espanhola ultramarina. Como Região Equatorial Espanhola, era regida por um governador-geral que exercia os poderes militares e civis. As primeiras eleições locais começaram em 1959 e foram eleitos os primeiros procuradores em cortes da Guiné Equatorial. Mediante a Lei Básica de dezembro de 1963, as das províncias foram reunificadas como Guiné Equatorial e dotadas de uma autonomia limitada, com órgãos comuns a todo o território (entre eles, um corpo legislativo) e organismos próprios de cada província. Embora o comissariado geral nomeado pelo governo espanhol possuir amplos poderes, a Assembleia Geral da Guiné Equatorial possuía considerável poder para formular leis e regulamentos.
Em março de 1968, sob a pressão dos nacionalistas da Guiné Equatorial e das Nações Unidas, a Espanha anunciou que concederia a independência. Já independente em 1968, a Guiné Equatorial tinha uma das maiores renda per capita de toda a África. Em 1969, devido à pressão internacional, a Espanha entregou Sidi Ifni a Marrocos. O domínio espanhol na Saara Ocidental durou até que em 1975 a Marcha Verde forçou a retirada espanhola. O futuro da antiga província espanhola continuava incerto.
Marrocos dominou as ilhas Canárias, Ceuta, Melilha e as possessões espanholas como parte do chamado Grande Marrocos. A ilha de Perejil foi ocupada em 11 de julho de 2002 pela polícia e as Forças armadas de Marrocos, sendo mais tarde expulsados sem derramamento de sangue pelo exército espanhol no Incidente da ilha de Perejil.

## Administração do Império

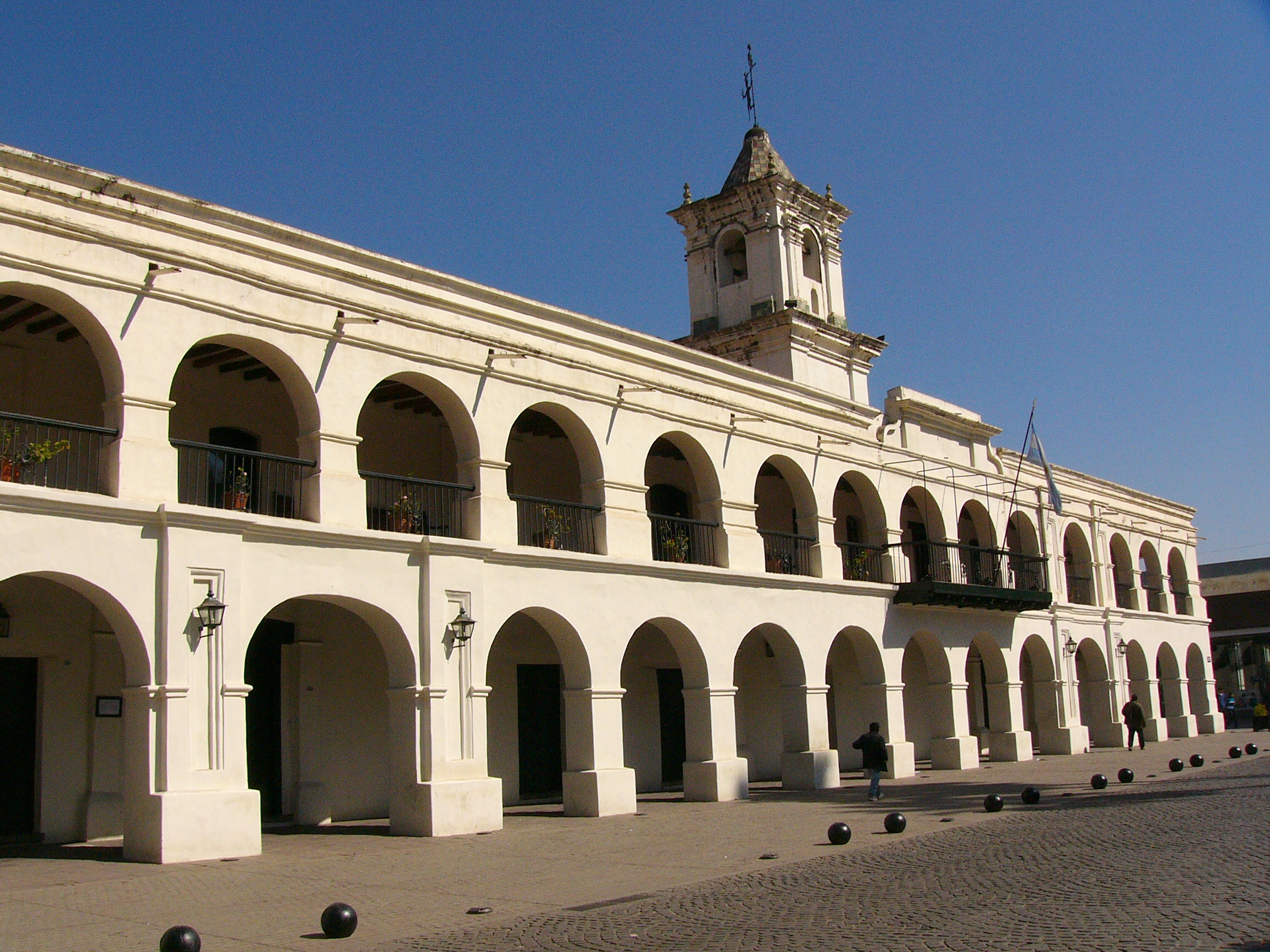
Cabildo da cidade de Salta, na Argentina

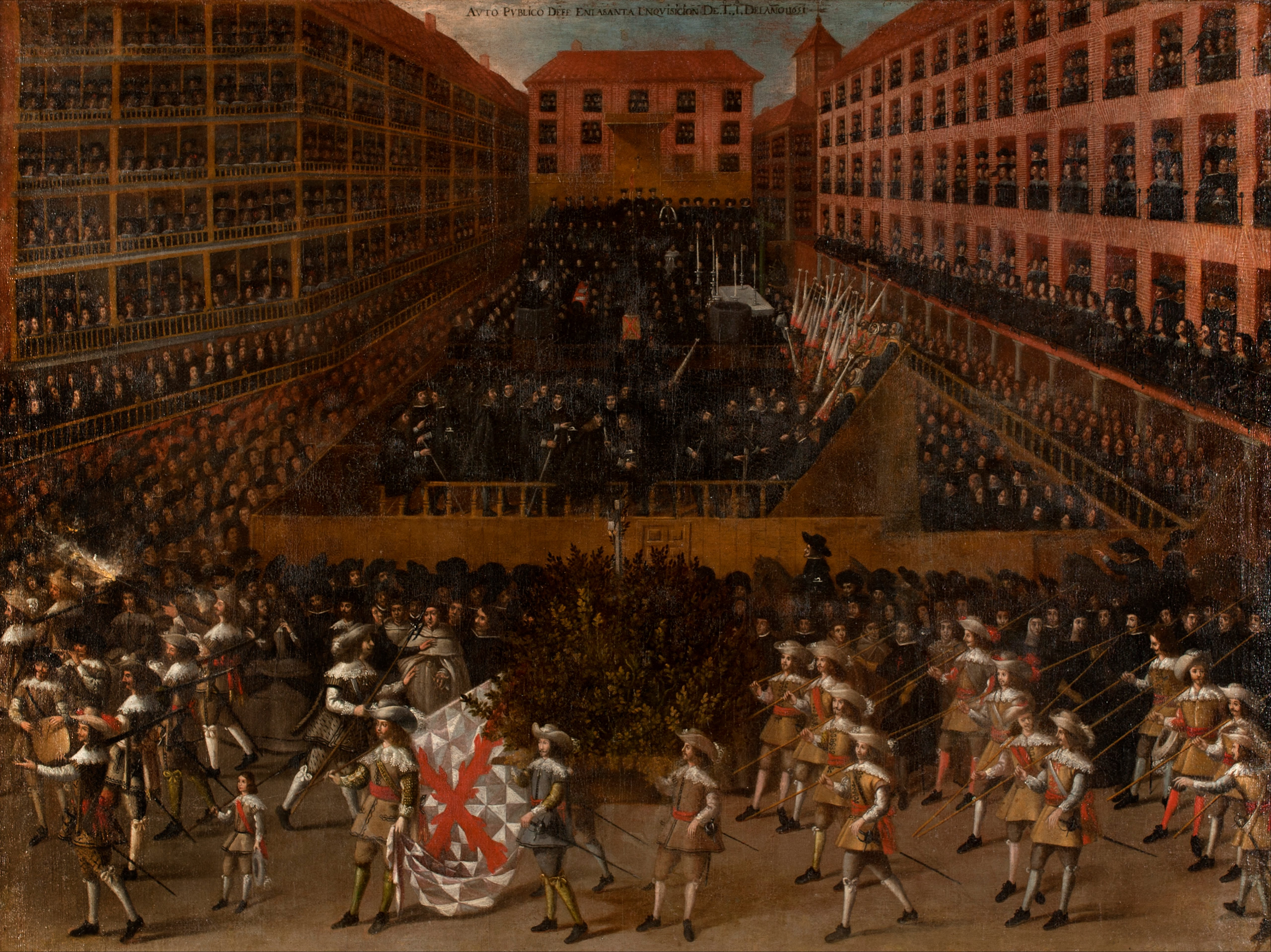
Auto de fé em Toledo, Espanha, 1651. Autoridades civis supervisionaram o castigo corporal dos condenados pela Inquisição espanhola em cerimônias públicas na Espanha, Cidade do México e Lima

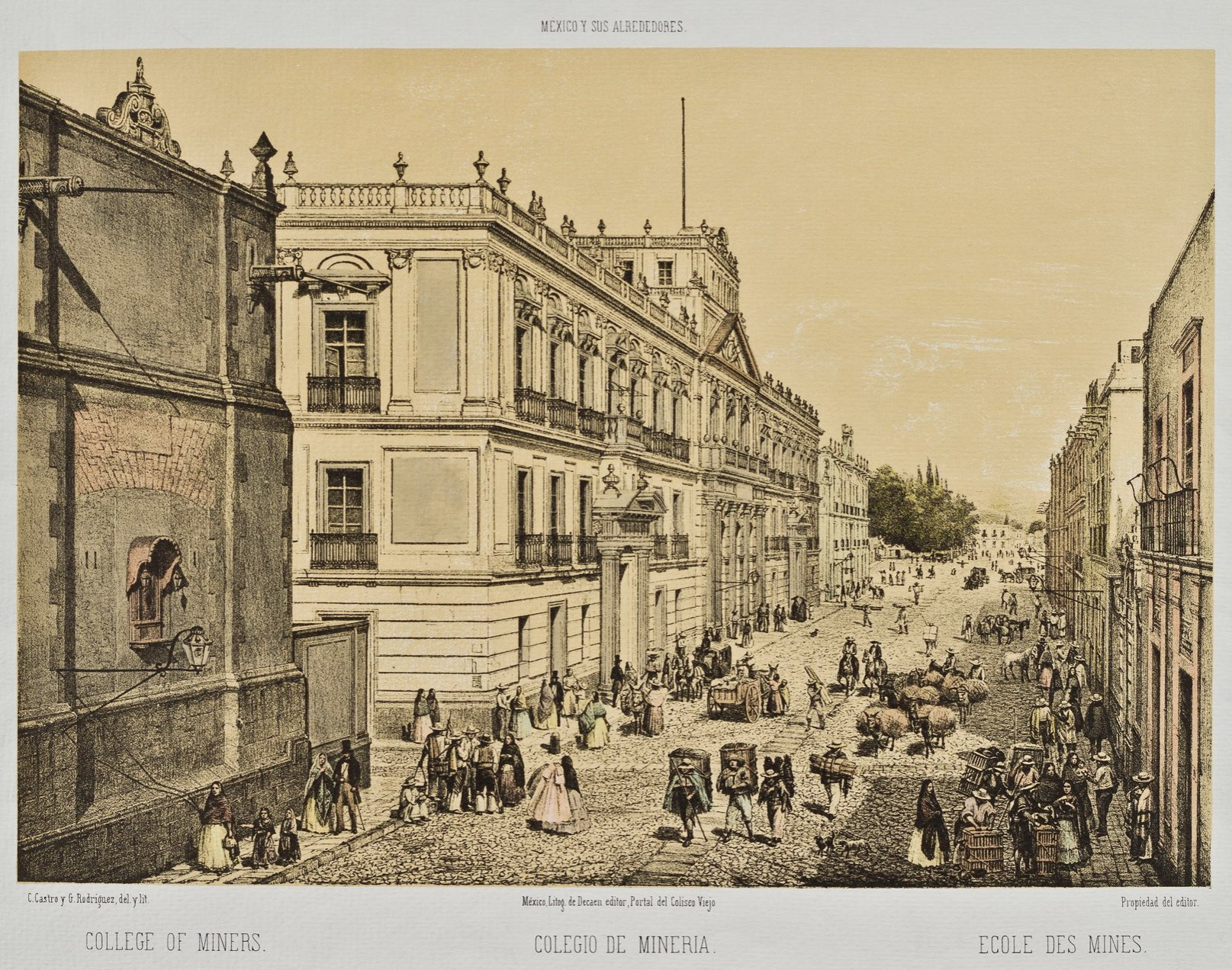
Palácio de Minería, Cidade do México. A coroa procurou tornar a mineração de prata mais produtiva e os magnatas da prata enobreceram

O casamento dos Reis Católicos (Isabel I de Castela e Fernando II de Aragão) resultou numa gerência única de ambos os reinos sob uma administração superior única, o Conselho Real. As finanças foram unificadas (mas não os impostos), a política interna e externa, o exército, as ordens militares e a Inquisição; porém no que não dizia respeito a estas questões, cada reino manteve sua própria administração, moeda, leis e assim por diante.
Dessa forma, a formação de um Estado unificado ao estilo das nações-Estado nunca se tornou uma realidade em Espanha. Os Reis Católicos introduziram um Estado moderno absolutista em seus domínios, restringindo o poder da nobreza, organizando sua administração em torno dos Conselhos e dividindo o país em Reais Audiências como órgãos superiores da justiça, mantendo as jurisdições e tradições de seus povos.
A organização administrativa das novas conquistas nas Américas iniciou-se com a incorporação das Índias à Coroa Castelhana a título de "descubrimiento" (res Nullius), apoiados pela donação papal. Isabel, a Católica reforçou, em seu testamento, a adesão a esta coroa. No entanto, foi o Conselho das Índias e não o Conselho de Castela que aconselhou o rei a respeito das novas terras. Estes conselhos se converteram no mais alto órgão administrativo sobre as colônias. O comércio com a América foi centralizado na Casa de Contratação de Sevilha, restringindo a esta os direitos comerciais sobre o Novo Mundo, o que ocasionou um impulso demográfico para a cidade, ao obrigar os comerciantes espanhóis e estrangeiros a se estabelecer em Sevilha.
Com a morte dos Reis Católicos, Carlos I, mantendo formalmente sua mãe como rainha, passou a governar as novas terras. As Índias foram incorporadas definitivamente à Coroa de Castela, em 1519.
A situação permaneceu similar durante o reinado de Filipe II, que herdara de seu pai a Coroa de Espanha mas não a do Sacro Império Romano Germânico nem os domínios dos Habsburgo. Sob o seu reinado, Portugal e seu império foram anexados à Monarquia Hispânica, embora não à Coroa de Castela, o que permitiu ao país manter uma posição semelhante à Coroa de Aragão. Sob os chamados "Áustrias Menores" (Filipe III, Filipe IV e Carlos II) as Províncias Unidas atingiram uma independência de facto que viria a lhes ser reconhecida em 1648.
Filipe V sucedeu a Carlos II após a morte deste. Após dois anos de reinado, um novo pretendente se apresentou: Carlos da Áustria, apoiado pela Inglaterra e pela Áustria, o que provocou a Guerra de Sucessão Espanhola, que ocasionou a perda dos reinos italianos e o do que restava dos Países Baixos Espanhóis.
Na sequência da derrota do pretendente austríaco à sucessão do trono, o novo rei, Filipe V, publicou os Decretos do Novo Plano, diferentes para Aragão e Valência (1707), Aragão (1711), Baleares (1715) e Catalunha (1716). Neles, como castigo por sua rebelião, revogou-se parte dos foros e direitos dos territórios da Coroa de Aragão sobre os que consideravam ter direito de conquista. Os decretos tiveram matizes e efeitos diferentes segundo cada território histórico (por exemplo, a Catalunha manteve seu direito civil e parte de seus foros e instituições, enquanto Valência não) e que não afetou o Vale de Arán, Navarra, nem as Províncias Bascas, os quais mantiveram todos os seus privilégios por terem sido leais a Filipe de Anjou.

### Por territórios

#### América e Filipinas

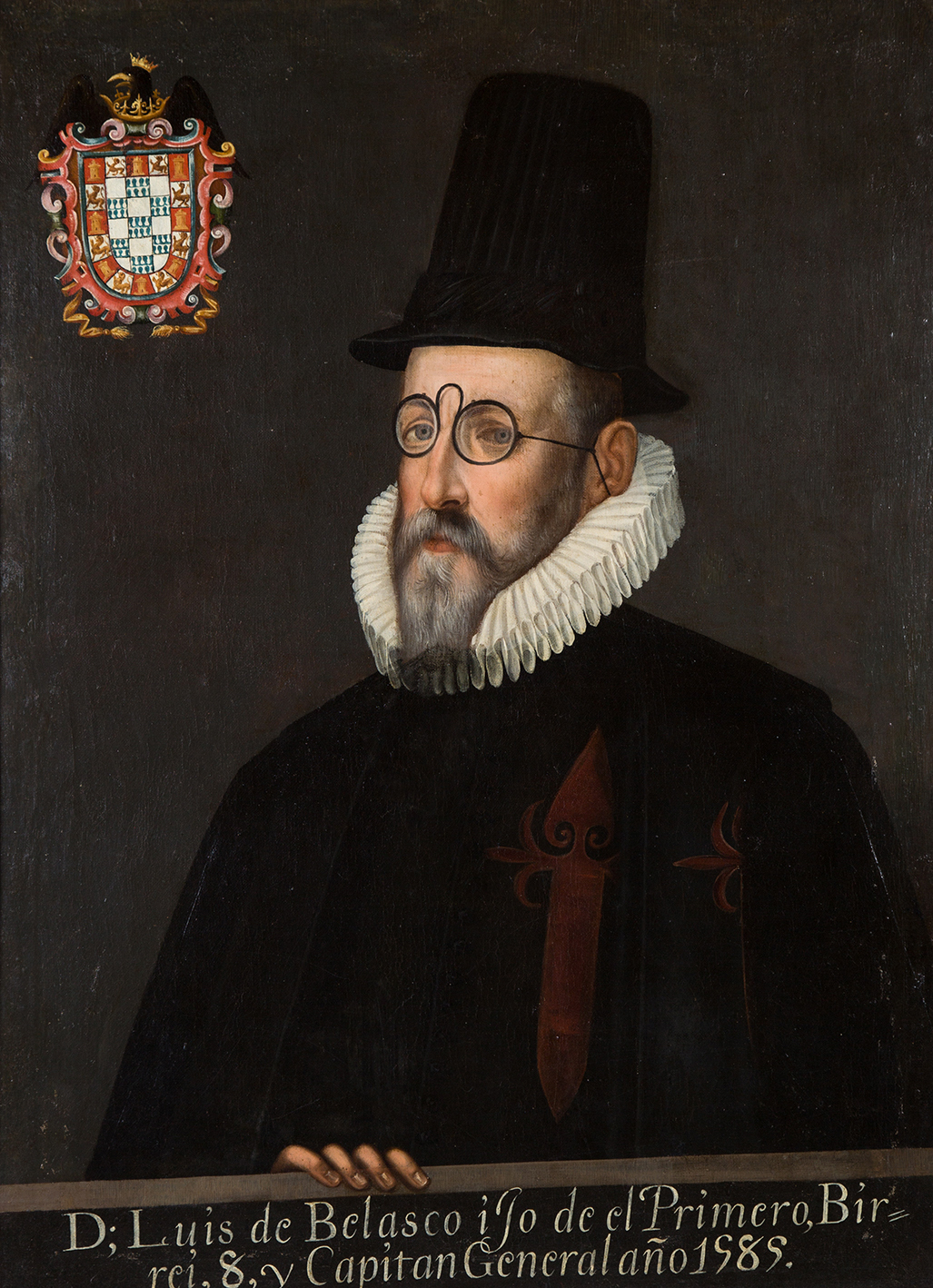
Luis de Velasco II, Marqués de Salinas, vice-rei da Nova Espanha e do Peru, mais tarde presidente do Conselho das Índias

A organização das Índias, dada a sua distância da metrópole, dependia dos vice-reis e do Conselho das Índias, organismos autônomos que exerciam in situ o governo das terras.

##### Conselho das Índias
O Real e Supremo Conselho das Índias foi o órgão mais importante da administração colonial espanhola (para a América e para as Filipinas), já que assessorava o Rei na função executiva, legislativa e judiciária. Não tinha uma sede física fixa, mas se trata de um lugar a outro com o Rei e sua corte. Este conselho atuou com o monarca; em algumas matérias excepcionalíssimas atuou só.
Pensa-se que começou a funcionar ao redor de 1524. Como instituição se formou pouco a pouco, e já os Reis Católicos designaram a Juan Rodríguez de Fonseca para estudar os problemas da colonização das Índias com Cristóvão Colombo. Ao morrer Fernando II de Aragão assume a coroa de Castela, na qualidade de regente, o Cardeal Cisneros, que não tinha boas relações com Rodríguez de Fonseca, de forma que o separa de suas funções e lhe encarrega a dois membros do conselho de Castela: Luis de Zapata e Lorenzo Galindes de Carvajal, para que formem um pequeno conselho, que se passou a chamar "Junta das Índias". Em 1516, quando Carlos I de Espanha assume as possessões na América, continua existindo esta junta e já em 1524 passa a chamar-se definitivamente Conselho das Índias.
As reformas napoleônicas de 1814, com a criação dos ministros de despacho, retiram as atribuições administrativas e legais do Conselho, ficando, até sua abolição definitiva em 1834, como um organismo consultor.

##### Casa de Contratação das Índias

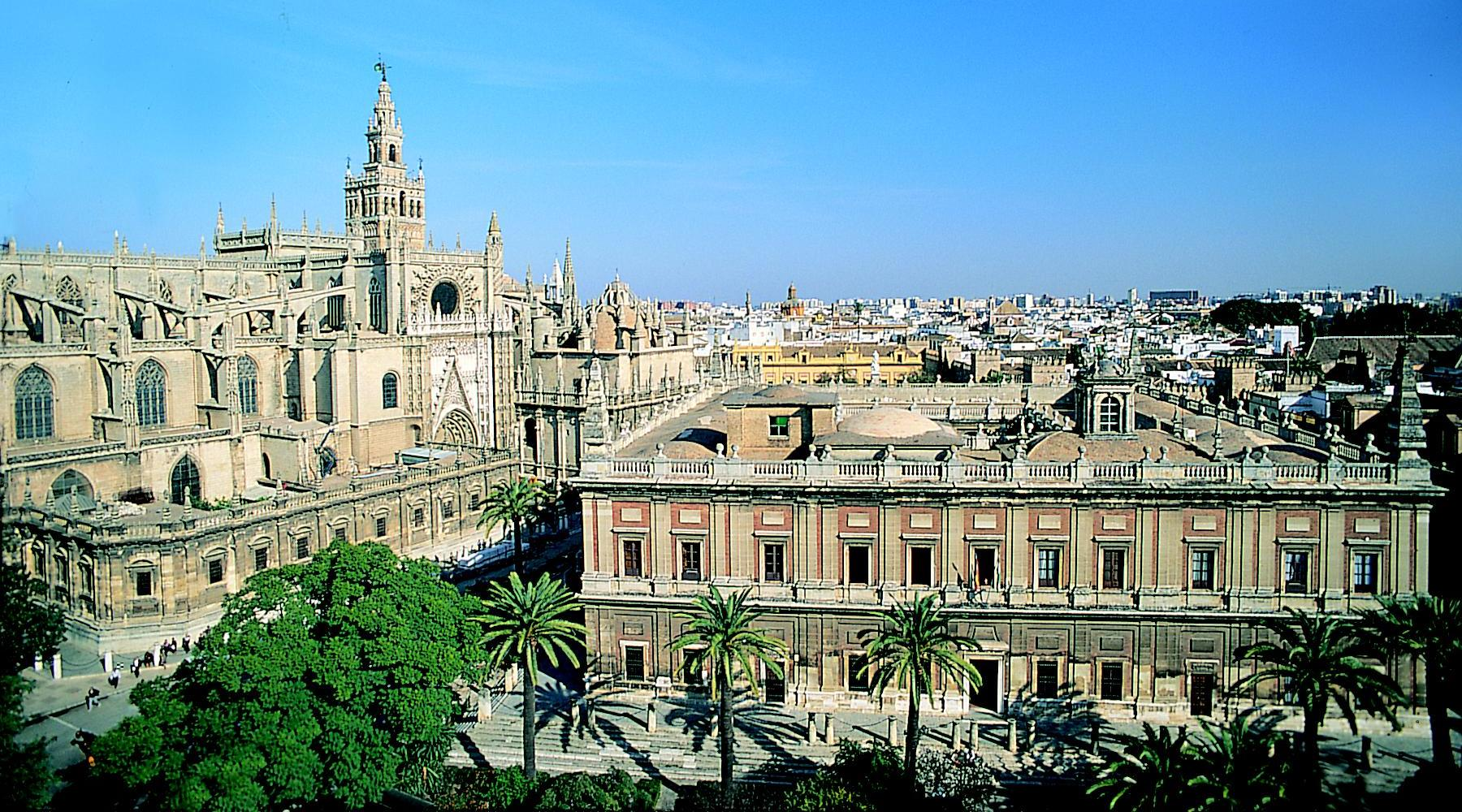
Embora a Casa de Contratación não ficasse em um prédio específico, seus documentos estão no Arquivo das Índias em Sevilha

Converteu-se na principal responsável pelo aproveitamento econômico das colônias americanas. Entre as suas responsabilidades estava cobrar os impostos sobre o comércio com a América (entre eles o famoso Quinto Real), e tinha competências em assunto de política populacional.
Estabelecida primeiro em Sevilha e depois em Cádis, os portos obrigatórios e entrada e saída para o comércio com as Índias. A proibição do comércio com a América imposta aos demais portos espanhóis foi a base do crescimento e prosperidade destas duas cidades, ao obrigar que comerciantes locais e estrangeiros se estabelecessem nos portos-base da Casa de Contratação se desejassem comerciar com o Novo Mundo. Isto fez com que as colônias de forasteiros (castelhanos, bascos, catalães, galegos, valencianos, etc.) e estrangeiros (genoveses, franceses etc.) fossem importantes tanto em Sevilha quanto em Cádis.

#### Jurisdição
| Reyes           | Vice-reino                                        | Real Audiência |
| --------------- | ------------------------------------------------- | --- |
| Casa de Áustria | Vice-reino da Nova Espanha                        | - Real Audiência de Santo Domingo - Real Audiência do México - Real Audiência de Guatemala - Real Audiência de Guadalajara - Real Audiência de Manila                                                                             |

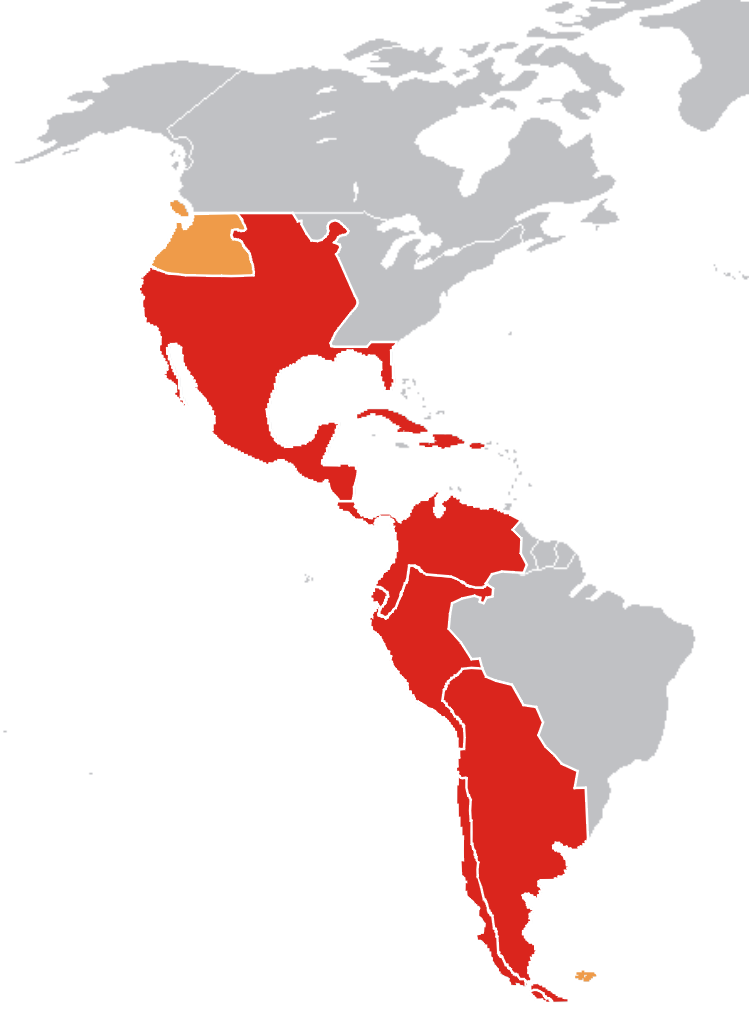
Colônias espanholas na América

| Casa de Áustria | Vice-Reino do Peru                                | - Real Audiência do Panamá - Real Audiência de Lima - Real Audiência de Santa Fé de Bogotá - Real Audiência de Charcas (até 1776) - Real Audiência de Quito - Real Audiência de Chile - Real Audiência de Buenos Aires (até 1776) |
| Casa de Bourbon | Vice-Reino de Nova Granada (1717–1723; 1739–1810) | - Real Audiência de Santa Fé de Bogotá - Real Audiência de Quito - Real Audiência do Panamá |
| Casa de Bourbon | Vice-Reino do Rio da Prata (1776)                 | - Real Audiência de Buenos Aires - Real Audiência de Charcas |

## Demografia

### Composição étnica

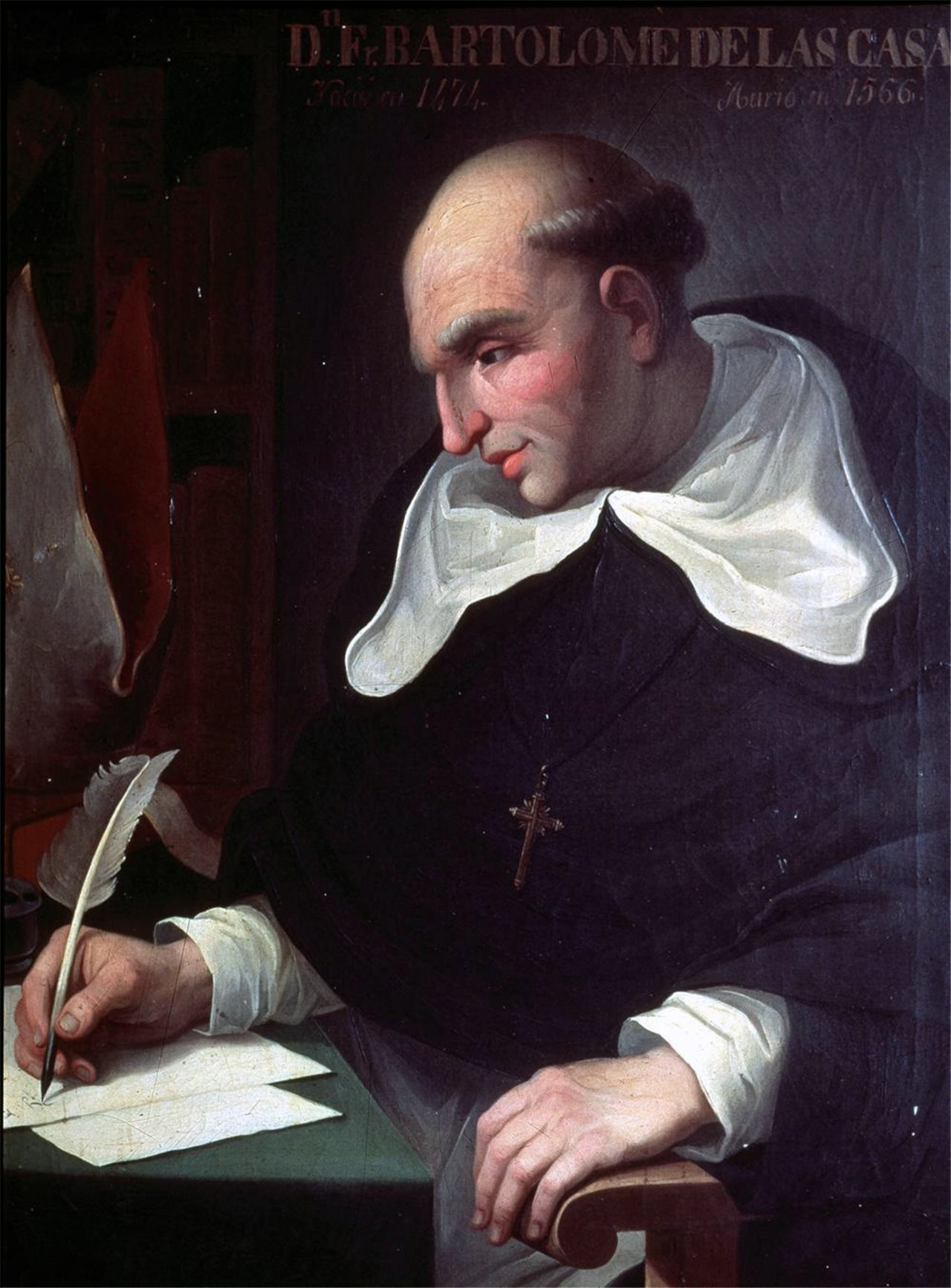
Bartolomé de las Casas

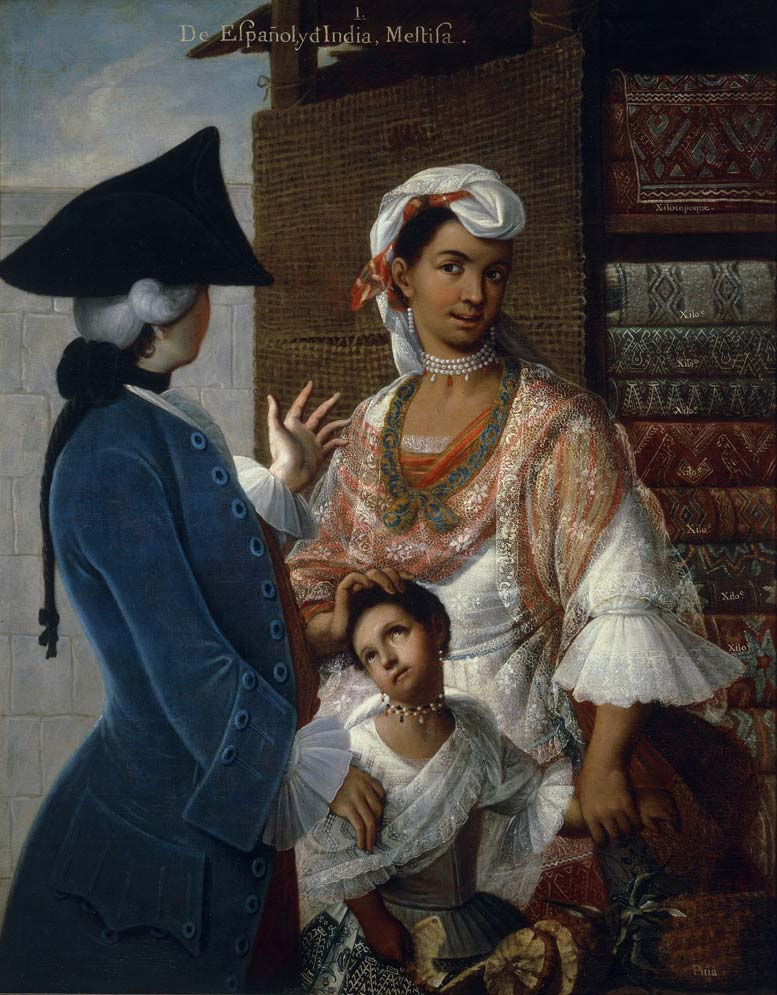
Uma pintura que mostra um homem espanhol com uma esposa ameríndia e sua criança. Ameríndios europeus de raças mistas eram chamados de mestizos

A sociedade do império espanhol na América foi regida por estatutos completamente novos, mas inspirados nos corpos legais castelhanos, que distinguiam diversos tipos de súditos e os assinavam a ordens jurídicas diferentes: as repúblicas de espanhóis e as repúblicas de índios. A população dos novos territórios pertencia a várias categorias raciais e jurídicas:
Os espanhóis eram aqueles súditos de origem europeia, nascidos na América (crioulos) ou na metrópole (peninsulares). Os espanhóis nunca foram a maioria em nenhum dos territórios do império, salvo na metrópole. O custo demográfico para a Espanha, especialmente para a Coroa de Castela, foi apreciável, de forma que o crescimento da população vinha sido anulado pela emigração para a América.
O custo demográfico das conquistas espanholas foi duro: a população ameríndia passaram de 80 milhões no começo do século XVI a 12 milhões em alguns anos depois, a consequência das enfermidades propagadas pelos colonizadores (contra as que não tinham defesas naturais), as guerras de conquista e as deportações e trabalhos forçados posteriores.
A defesa dos direitos dos indígenas tiveram como maiores lutadores a Escola de Salamanca e Bartolomé de las Casas. No Debate de Valladolid de 1550, e apesar da oposição de Juan Ginés de Sepúlveda, foi determinado que os indígenas possuíam alma, consequentemente capacidade de possuírem direitos sociais. Previamente, o testamento da rainha Isabel havia declarado que os ameríndios seriam súditos da Coroa de Castela, e por tanto, não suscetíveis à escravidão, o que proporcionou a chegada dos escravos negros da África. Contudo, a proteção legal dos indígenas em muitos casos foi mais teórica que prática. A instituição socioeconômica da encomienda, que implicava o dever do encomendero de proteger e evangelizar os indígenas a troca de perceber os tributos exigidos aos mesmos, derivou em exploração e trabalhos forçados (por exemplo, através do sistema de mita).
No século XVII, os jesuítas estabeleceram missões ou "reduções" na zona da fronteira entre o Brasil português e a América Hispânica com o propósito de evangelizar a região. Tais reduções usavam de uma grande autonomia, inspiradas na liberdade vista nas cidades e em outras regiões, embora adaptadas ao modo de vida indígena. Sua existência não foi muito bem-vista pelos colonizadores, especialmente os portugueses do Brasil, sendo motivo de tensão na região. Após a expulsão dos jesuítas com Filipe V, foram destruídas as missões.
Apesar do anterior, vale destacar que a sociedade hispanoamericana tinha um forte componente mestiço que não era encontrado nas colônias francesas e britânicas. Desde o princípio da conquista, deu-se a mestiçagem entre pessoas de diferenças raças, o que deu lugar a denominações baseadas nas origens raciais de cada súdito. Os mestiços, minora no começo da colônia, estavam chamados a formar a maioria da população em quase todos os territórios do império.
A proteção legal aos ameríndios favoreceu a importação de escravos africanos, que chegaram a ser a maioria da população em alguns territórios da bacia do Caribe e no Brasil.

## Legado

Mapa anacrônico da União Ibérica

A língua espanhola e a Igreja católica foram levados para a América e para as Índias espanholas orientais (Estados Federados da Micronésia, Guam, ilhas Marianas, Palau e Filipinas) pela colonização espanhola que começou no século XV. Também ocorre uma parte crucial no sustento da Igreja católica como líder da denominação cristã na Europa quando ela estava sob pressão.
O longo período colonial na América Hispânica resultou no entrelaçamento das etnias. Muitos hispânicos na América misturaram-se com índios americanos e com descendentes europeus, enquanto uma proporção substancial também tem descendência africana. As únicas exceções talvez sejam a Argentina e o Uruguai, já que ambos presenciaram uma imigração em massa da Europa no período colonial anterior.
Em concertação com o império português, o império espanhol estabeleceu as fundações de uma negociação verdadeiramente mundial abrindo as grandes rotas transoceânicas. O dólar espanhol tornou-se a primeira moeda usada no mercado mundial.

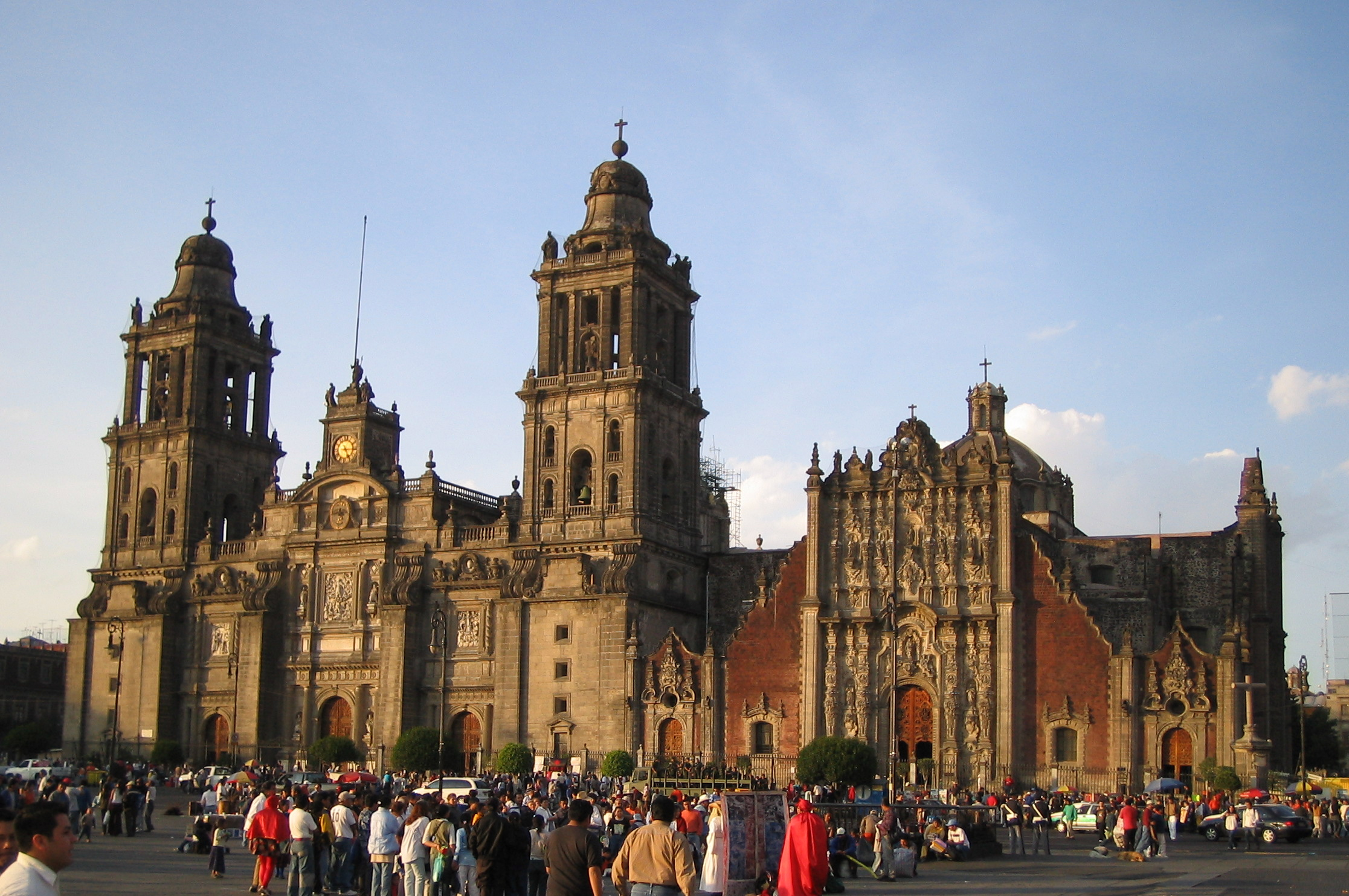
A Catedral da Cidade do México é a maior catedral da América espanhola, construída sobre as ruínas da praça central asteca

Uma das consequências desta negociação foi a troca de muitas plantas e animais domesticados entre o Velho Mundo e o Novo Mundo. Alguns destes foram introduzidos na América, como trigo, cevada, cebolas, maçãs, melancias, bovinos, ovinos, suínos, cavalos e mulas. Por sua vez, o Velho Mundo recebeu da América milho, batata, batata doce, capsicum (pimenta), tomates, amendoim, tabaco e perus. O resultado destas trocas foi um significável aumento do potencial da agricultura da América, Europa e Ásia como também um aumento na força disponível para trabalhos pesados e transportação nas Américas.
Também houve influências culturais, fato que pode ser observado em tudo relacionado à arquitetura, comida, música, arte e legislação, do Chile aos Estados Unidos. As origens complexas e contatos de diferentes pessoas resultou numa nova influência cultural evidente nas tão variadas áreas que antigamente foram colônias.
Uma muito considerável e extensa lei internacional tem suas raízes fincadas nos primeiros problemas que vieram com a experiência da expansão colonial espanhola. Até noções modernas de direitos humanos foram primeiramente defendidos nos frequentemente amargos debates e nas controvérsias políticas causadas por essa diversificação de pessoas distintas na América. Um desdém moderno pelo imperialismo também possui suas raízes estabelecidas nas críticas espanholas contra o imperialismo — teoricamente, nos termos de sua legitimidade, e devido a tal experiência e danos causados por ele.